# Club Social y Deportivo Madryn
El Club Social y Deportivo Madryn es una institución polideportiva, cultural y social con sede en la ciudad de Puerto Madryn (Argentina), fundada como club de fútbol el 7 de mayo de 1924. Está indirectamente afiliada a la AFA a través del Consejo Federal de Fútbol. Actualmente se desempeña en la Primera Nacional, segunda división del fútbol argentino. También la práctica de básquet ha sido de notable importancia a lo largo de su historia.
La camiseta tradicional que representa a la entidad en sus disciplinas más importantes es amarilla y negra a franjas verticales.
Su histórico rival deportivo es el Club Social y Atlético Guillermo Brown, de la ciudad de Puerto Madryn. Además, en el ámbito del fútbol mantiene una rivalidad con los clubes Huracán de Comodoro Rivadavia y Germinal de Rawson, entre otros equipos de la zona.
Actualmente milita en la Primera Nacional, segunda división del fútbol argentino, tras obtener el ascenso al vencer a Racing de Córdoba por la final del Torneo Federal A 2021. Además, participa de los torneos organizados por la Liga de Fútbol Valle del Chubut, de la cual es uno de los clubes fundadores.

## Historia

### Fundación
El origen del Deportivo Madryn se remonta al año 1916, cuando un grupo de jóvenes entusiastas integrado por Valentín Simpson (capitán del equipo), Pablo Caminoa, Atilio Giménez, Isaac Helmann entre otros, fundó el Madryn Football Club. La denominación hacía honor al nombre del pueblo y a su vez a las raíces inglesas de los dueños del ferrocarril, principal sostén económico de la comuna. Los colores escogidos para la divisa fueron el rojo y el negro. Los antiguos pobladores cuentan que el Madryn Football Club fue el primer equipo de la zona en disputar un partido internacional, al enfrentarse a la tripulación del barco El Kaiser, oriundo de Alemania, y cuyos restos dan nombre a la Playa Kaiser, aunque es probable que no se trate más que de una leyenda, puesto que dicha embarcación pudo haber arribado al pueblo varios años antes y ya sin tripulación germana. El Madryn FC funcionó 8 años y sembró las raíces del actual Club Deportivo Madryn. El 7 de mayo de 1924, con el objetivo de reorganizar el club, los socios se reunieron en asamblea. Luego de varios minutos de debate, se decidió refundar la entidad e iniciar un nuevo proceso. Se firmó el acta número 1 y quedó así fundada la nueva entidad. Durante la asamblea, Rafael Cosentino fue elegido primer presidente con un total de 16 votos. Lo acompañaron Alfredo Olive (secretario), Jorge Hansen (tesorero), Rodolfo Hoegg (1.er vocal), Joaquín Soto (2.º vocal). En esta misma asamblea el nombre de Club Atlético Madryn reemplazó al de Madryn Football Club y tiempo después tomó la denominación actual.

### Primeros pasos, primeros títulos
Si bien los colores ya venían siendo utilizados por el equipo, el 24 de septiembre de 1926 se aprobó el modelo de distintivo presentado por Rouger Lezana, socio del club, para acompañar a los equipos deportivos. El mismo tenía tres franjas verticales negras, alternadas por dos amarillas y, como el de muchos equipos aurinegros alrededor del mundo, provenía de los colores de los carteles de señalización de peligro del ferrocarril (Ferrocarril Patagónico), el cual representaba la principal actividad económica del pequeño pueblo en aquel momento. Este modelo, el definitivo, remplazó al de la camiseta roja y negra a franjas verticales, que fue abandonado debido a que era idéntico al de otro equipo de la zona, Independiente de Trelew, club que mantiene dichos colores hasta la actualidad.
El Club Atlético Madryn tomó parte de las competiciones valletanas desde épocas tempranas, cuando aún no se consolidaba una asociación estable y muchas veces la organización de los campeonatos recaía en los mismos clubes (El propio Deportivo Madryn tuvo a su cargo el torneo del año 1942, que se llevó el Racing Club de Trelew). Dos delegados del club estuvieron presentes y tomaron parte, en 1926, del acto fundacional de la Asociación de Football del Chubut, primera entidad madre del fútbol valletano, que en septiembre de ese mismo año organizó el primer campeonato entre clubes de los distintos poblados de la zona, en el que participaron, además del Deportivo Madryn, Racing e Independiente de Trelew, Germinal y Sportiva de Rawson, y Gimnasia y Esgrima de Gaiman.
Los primeros lauros del conjunto aurinegro llegaron en la década de 1930. Por la extinta Asociación Deportiva del Chubut (1930-1942), el club obtuvo tres campeonatos, de forma consecutiva, en los años 1935, 1936 y 1937, quebrando así la hegemonía de los cuadros trelewenses, que hasta allí se habían llevado todos los títulos en juego.
Fueron frecuentes en esta época los cuadrangulares disputados junto a equipos de San Antonio Oeste, Comodoro Rivadavia y otras localidades aledañas.
La última modificación significativa que sufrió el equipo portuario en su período de asentamiento fue la que vino tras fusionarse con el Centro Artístico Madryn, en 1939, que provocó un nuevo cambio de nombre, que pasó a ser, ya definitivamente, Club Social y Deportivo Madryn.

### Nace la "Liga del Valle"
En 1942 se conforma la Asociación de Football del Valle del Chubut, posteriormente denominada Liga de Fútbol Valle del Chubut, de la que Deportivo Madryn fue uno de los fundadores.
El primer torneo organizado por la novel asociación, en 1943, fue conquistado por Racing Club. Deportivo Madryn debió esperar al 7.º campeonato, en 1949, para poder estrenarse como campeón bajo el nuevo ente rector..
Tras ese primer título, Madryn volvió a campeonar en 1951. Por aquellos años, Puerto Madryn no contaba con más de 2000 habitantes, y muchos de los jugadores eran reclutados entre los hombres que llegaban a Trelew a realizar el servicio militar. Tal es así que tanto Madryn como otros clubes de la zona comenzaron a nutrirse de futbolistas foráneos, oriundos de distintas provincias del país.
La conquista del 1951 le valió la clasificación al Campeonato Provincial de ese mismo año, con el que Madryn se alzó, al vencer, en el estadio de Racing de Trelew, a Ferrocarriles del Estado, de la Liga de Comodoro Rivadavia, por marcador de 6 a 1.

### Los años dorados
La década del '50 fue ampliamente dominada por Huracán, un nuevo y pujante equipo trelewense que postergó a los dos equipos tradicionales del Pueblo de Luis, Independiente y Racing, llevándose seis campeonatos Oficiales de Liga del Valle en igual cantidad de años (1952, 1953, 1955, 1956, 1957 y 1958). Deportivo Madryn dio una muestra de lo que después terminó logrando al coronarse en el Preparación de 1958, año en el que el Globo trelewense volvió a quedarse con el Torneo Oficial.
Fue en 1959 donde el elenco aurinegro comenzó un paso arrollador que culminó con un récord de consagraciones aún no igualado por los demás equipos valletanos. En aquel año, el Depo se hizo tanto con el Preparación como con el Oficial, que volvió a obtener tras ocho años, y a partir de allí repitió en 1960 (Preparación y Oficial), 1961 (Preparación y Oficial), 1962 (Oficial), 1963 (Oficial) y 1964 (Preparación), completando así una magnífica marca de cinco campeonatos consecutivos, que sumados a los Preparación (aunque actualmente la Liga reconoce y contabiliza los Preparación al mismo nivel que el viejo Torneo Oficial, en el pasado no tenían igual valía) totalizaron diez certámenes valletanos en apenas siete años. 
La "época de oro" se vio coronada con la obtención del Campeonato Provincial, en Comodoro Rivadavia, venciendo al Club Atlético Florentino Ameghino de aquella ciudad, y la posterior representación de la provincia del Chubut en el Campeonato Argentino de Clubes Campeones de 1965, organizado por Alberto J. Armando, por entonces presidente de Boca Juniors, con motivo del 60.º aniversario del club "xeneize". Dicho certamen se llevó a cabo en la mítica "Bombonera" y Deportivo Madryn enfrentó al Club Atlético Talleres, de la ciudad de Paraná (a la postre subcampeón de la competencia), cayendo por 3 a 0. La histórica formación del conjunto madrynense en aquel partido fue con Barbudo, Rojas, Regués, Ñonquepan, Iglesias, Díaz, Scurti, Mariño, Antonio Paolella, Melín y Rufino Etchaide. El campeón del torneo fue Gimnasia y Esgrima de Mendoza.
Por aquel entonces, en el equipo multicampeón de los años 60, vestían los colores aurinegros Nicolás Siciliano, Walter Casado, Ismael Roldán, Orlando Ñonquepan, Néstor Monocchio, Eugenio y Rufino Etchaide, Tongui Melin, Ricardo Scurti, Aldo Manara, Ricardo Regues, Humberto De Benedetti, Stanley Harris, Orlando Calvo, José Regués, Roque Siciliano, Antonio Díaz, Aldo Fernández, Lorenzo Giraldo, Antonio y Oscar Paolella. Fueron técnicos Raimundo y Atilio Menghini. 
La figura excluyente de estos equipos fue el histórico goleador Rufino Etchaide, quien vistió durante once años la casaca aurinegra y siempre fue el goleador del equipo, incluso llegando a ser el máximo anotador de la liga en tres ocasiones consecutivas. Acumuló un total de 243 goles. Lo llamaban "Ñandú", por su gran velocidad.

### Descenso y pérdida de protagonismo
Como recalca Antonio Paolella, una de las glorias del club, después de la seguidilla de éxitos "costó mucho el recambio generacional de jugadores, y llegó el momento que (sic) el Madryn no se armaba y coincidió cuando comenzaron a llegar jugadores de categoría a Trelew y Rawson, pues tenían rápida salida laboral y trabajos livianos (...) En cambio nosotros sólo recibíamos los que venían para cumplir con el Servicio Militar a la Base Aeronaval..."
En efecto, el fortalecimiento de los equipos trelewenses y rawsenses relegó de la escena principal a los conjuntos madrynenses, que durante un extenso período que fue desde 1967 a 1981 vieron de lejos las consagraciones de los poderosos del Valle, y sus incursiones en los incipientes torneos Regionales, que tuvieron en Independiente de Trelew a su máxima expresión, al intervenir en el Campeonato Nacional de 1972 de Primera División, tras ganarse el derecho al llevarse el Torneo Regional.
En este marco, Deportivo Madryn tocó fondo en 1969, año en que perdió la categoría al descender a la segunda división de la Liga del Valle por primera vez en su historia. El retorno a Primera fue rápido, apenas un año más tarde, en 1970 y clasificándose como campeón, más no así al sitial de privilegio, del que, a excepción de un breve lapso a principios de los '80, quedó excluido hasta el nuevo milenio.

### Bicampeón tras 18 años
Los comienzos de la década de 1980 fueron auspiciosos para el club, que en un intento por volver a las fuentes y recuperar el prestigio perdido, rearmó su plantel y contrató un nuevo director técnico. Pablo Sigifredo Collazo, con pasado en Brown e Independiente de Trelew, fue presentado en julio de 1981 como orientador táctico. La primera formación titular del equipo, en tanto, estuvo integrada por Raggio, Montenegro, Sayhueque, Díaz, Roldán, Gervino, Rivilli, Edgard Mario Paolella, Gómez, Neira y Ochoa.
En dicho certamen el Clásico del Golfo se disputó cinco veces. El primero, por la cuarta fecha, fue empate a dos. Los cuatro restantes acabaron con victorias aurinegras, todas por 2 a 0. Carlos Ochoa y Ángel Sayhueque marcaron en el último clásico de la fase clasificatoria, y una semana más tarde, ya por la primera fecha del cuadrangular final (que completaban Huracán y Racing de Trelew), Rivilli y Rossio decretaron el triunfo aurinegro por sobre la Banda.
Madryn se consagró a una fecha del final, tras golear a Huracán con tantos convertidos por Sayhueque (3), Ochoa y Gallardo, alcanzando así su octavo triunfo consecutivo. En la fecha final, ya como campeón, igualó ante Racing y finalizó invicto el cuadrangular final. En aquel campeonato Collazo dirigió 18 partidos, acabando con una estadística favorable (4 victorias, 1 empate, ninguna derrota) en los encuentros frente a su hijo Guillermo Brown. El título le había valido el derecho a disputar el Regional, que se había adelantado a finales de 1981 por el adelantamiento del Nacional; sin embargo, el equipo desistió de disputarle debido a que no contaba con un campo de juego en condiciones y por los costos que acarreaban el ejercer la localía en Trelew.
Deportivo Madryn inició 1982 con la salida del entrenador Colazzo, debido a diferencias económicas. El técnico que desde allí se hizo cargo del equipo de la Liga del Valle en el Campeonato Argentino Interligas de 1982 fue remplazado por Francisco "Paco" Urrutia, quien con la responsabilidad de defender el título del año anterior no defraudó y mantuvo al Aurinegro en el trono del fútbol valletano. En el partido final venció, en cancha de Guillermo Brown, a Racing de Trelew con gol de tiro libre de Ángel Sayhueque, conquistando de esta manera el bicampeonato. El plantel que se hizo del título se había visto reforzado por jugadores provenientes del también madrynense club Ferrocarril Patagónico, que ese año decidió dejar de competir en los torneos organizados por la Liga del Valle.

### Aplazo del fútbol y segundo descenso
A mediados de los '80 se produjo una inversión en las prioridades deportivas del club. La disciplina del básquet adquirió mayor relevancia y relegó a la práctica de fútbol a un decidido segundo plano. Deportivo Madryn comenzó a figurar en la escena nacional esencialmente como un club de baloncesto, ganándose reconocimiento por sus destacadas participaciones en certámenes federales. El primer equipo de fútbol penó durante casi una quincena en la intrascendencia, peleando usualmente los puestos de permanencia y completamente alejado de la posibilidad de asomar al ámbito nacional, como sí lo hicieron por aquellos años clubes como Germinal, Racing de Trelew o Gaiman FC.
Con Francisco del Valle como director técnico, la divisa aurinegra se salvó en 1986 de caer nuevamente en la segunda división, al imponerse a Guillermo Brown en la última fecha del torneo. En 1988 Madryn quedó en zona de promoción junto a los trelewenses Independiente y Huracán, escapándole al descenso con un resonante triunfo ante el Globo por 7 a 1 y una parda en dos frente al Rojo. Walter Paolella, surgido en el club, marcó cinco de los nueve goles aurinegros en aquellos dos encuentros.
El Aurinegro volvió a pender del abismo al llegar nuevamente a una promoción, que ganó a Barrio Alberdi en partidos de ida y vuelta, con "Paco" Urrutia como conductor táctico. Pero el previsible desenlace fatal se produjo finalmente en noviembre de 1995, cuando el equipo portuario no logró repetir la hazaña y, con un plantel plagado de juveniles, quedó condenado a perder la categoría.
Permaneció durante dos años en la segunda división de la Liga del Valle hasta que en 1998, bajo la dirección técnica de Francisco del Valle y con Lautaro Sanz como goleador, consumó el ansiado ascenso a Primera, sitio del que no volvió a irse (actualmente existe una única categoría de la que participan 15 equipos).

### Nueva era y resurgimiento
Tras la última caída en desgracia y con el arribo de una nueva camada de jóvenes dirigentes, el club buscó reubicarse dentro del espectro del fútbol valletano e intentar dar el salto hacia las categorías de ascenso del fútbol argentino.
Deportivo Madryn recuperó protagonismo en el ámbito zonal, completando buenas campañas, incluso llegando hasta instancias decisivas. Fue en el año 2002, por el Torneo Clausura de la Liga del Valle, que el Depo volvió a estar cerca de consagrarse, tras largos veinte años de sequía. Pero la oportunidad le fue arrebatada nada menos que por su eterno rival, Guillermo Brown, que lo venció en la final del campeonato, y como plus, obtuvo el pasaje al Torneo Argentino B 2003, del cual a la postre fue campeón.
El plantel no se desanimó por aquel revés y en el torneo siguiente repitió la buena campaña y una vez más se metió en la final, que por segunda vez consecutiva lo enfrentó ante Guillermo Brown, que en aquellos años empezaba a transformarse en el equipo más poderoso de la zona. La final se jugó a dos partidos, en los estadios de Brown y Germinal. Luego de igualar en un tanto en Puerto Madryn, el Aurinegro se sacó la espina en Rawson y con un gol anotado sobre los 94 minutos de juego por Pedro "Carolo" Arancibia, derrotó 2 a 1 a la Banda, que dispuso afrontar las finales con los jugadores que se habían consagrado en el Argentino B. Ambos encuentros acogieron marcos multitudinarios para lo que es la Liga del Valle. Alrededor de 4000 personas presenciaron el partido de ida en Puerto Madryn, y un número similar lo hizo en la capital provincial.
Madryn consiguió quebrar el maleficio que se extendió durante casi 21 años y a partir de allí abrió una nueva etapa que lo posicionó como uno de los clubes chubutenses de mayor crecimiento institucional y deportivo en la década del 2000, convirtiéndose en habitué del elenco de equipos que desde 2004 conforman el Torneo Argentino B, certamen del que finalmente se consagró en la temporada 2013/14, venciendo en la Final a Estudiantes de Río Cuarto y obteniendo el ascenso al Torneo Argentino A. Previamente a la obtención del título, había participado de 11 temporadas consecutivas en la divisional, en las que alcanzó, en cuatro oportunidades (2004, 2007/08, 2008/09 y 2011/12), la instancia previa a la final por el ascenso al Torneo Argentino A. (Para la trayectoria del Deportivo Madryn en el Torneo Argentino B, ver más abajo: Participación en el Torneo Argentino).

### Intentos de ascenso a la B Nacional
En el rebautizado Torneo Federal A, el club consiguió sus mejores performances en la temporada 2018/19, al llegar a la Quinta Etapa (Semifinales) de la Reválida por el segundo ascenso, en la que cayó ante Alvarado de Mar del Plata, y en el Torneo de Transición 2020, al alcanzar la final de la Reválida por el segundo ascenso, que perdió a manos de Deportivo Maipú de Mendoza (como consecuencia de esta derrota disputó la final por el tercer ascenso frente al perdedor del segundo ascenso de la Primera B, San Telmo, que lo derrotó por penales tras igualar 0 a 0 en el Estadio Marcelo Bielsa del Club Atlético Newell's Old Boys de Rosario).
En lo que refiere a su presencia en el ámbito valletano, empezó a nutrir sus equipos de jugadores juveniles formados en las divisiones inferiores del club, reservando a los futbolistas profesionales para sus compromisos en los certámenes federales. Aun así, volvió a alzarse con cinco títulos más en la Liga del Valle: el Clausura 2006 "Juan Nicanor Alarcón", en donde venció en la final a Gaiman FC por un marcador global de 8-2, el Apertura 2007, en el que derrotó a Huracán de Trelew en la instancia final, el Clausura 2010, el Clausura 2013 y el Apertura 2016.
En todos ellos alternó a juveniles con jugadores experimentados que integran los planteles del club desde hace muchos años.

### Campeón del Torneo Federal A
En 2021 disputó la temporada más exitosa en la historia del club. Inició el torneo demostrando el buen nivel que venía mostrando en el transición pasado y peleó el primer lugar de la Zona Sur con Cipolletti desde el inicio del torneo hasta el final, varias fechas después se sumaría Olimpo a la disputa por el lugar en la final pero, durante la segunda rueda, el conjunto de Chubut empezaría a tomar distancia de su competencia.
El punto de quiebre de daría en la fecha 26 al vencer por 2 a 1 a Olimpo de local en un partido que terminó con incidentes entre directores técnicos y dirigentes de ambos clubes, haciendo que la definición del primer puesto pudiera darse en las próximas fechas. La caída en San Juan ante Peñarol postergó la definición ante los flojos resultados de Cipolletti y Olimpo. En la fecha 28, Olimpo caía de local y quedaba fuera de la pelea, mientras que Cipolletti conseguía ganar en Las Heras pero también quedaba fuera de la pelea por la victoria del Depo ante el último de la zona Estudiantes, que aseguró el primer lugar parcialmente. El único con chances de igualar al puntero era Sol de Mayo, que se había metido recientemente en la disputa al igual que Independiente y Juventud Unida Universitario, debido al partido pendiente que tenía en Viedma con el puntero. El partido se disputó el 20 de octubre y, tras igualar 0 a 0, Madryn se convirtió en el primer finalista.
La final se disputaría el 4 de noviembre en el Estadio Julio Humberto Grondona ante Racing, que obtuvo el primer lugar de la Zona Norte en la última fecha tras una larga disputa iniciada varias fechas antes con su escolta Gimnasia y Tiro por el puesto. El evento fue transmitido por la TV Pública, DirecTV Sports y DeporTV, siendo la primera vez que 3 canales cubrían un partido del torneo para todo el país. Después de un primer tiempo sin goles, Adrián Jeldres anotaría el único gol del partido y Madryn se convirtió en el campeón del Federal A, ascendiendo por primera vez en su historia a la Primera Nacional, único torneo de la segunda categoría del fútbol argentino.

## Estadísticas

### Participación en el Torneo Argentino B
Hasta el 2004, Deportivo Madryn había pasado muchos años sin representar a la ciudad en torneos regionales o federales. Fuera de los torneos valletanos, había participado de los viejos campeonatos provinciales en las décadas del '50 y '60. La obtención del Provincial de 1964 le valió la chance de representar a la provincia en el Campeonato Argentino de Clubes Campeones, de 1965, torneo organizado por el entonces presidente de Boca Juniors, Alberto J. Armando, y celebrado en la mismísima Bombonera. El club se quedaría a las puertas de intervenir en el Torneo Regional (que clasificaba al Campeonato Nacional de Primera División) en los años 1983 (siendo derrotado por Racing de Trelew) y 1984 (cayendo a manos de Germinal de Rawson, que llegaría a la final del Regional de ese año), en las que serían sus últimas oportunidades de ingresar a torneos federales.

#### El debut
Tras 20 años sin poder asomar más allá de la liga local, el "Aurinegro" lograría su clasificación al Torneo Argentino B, en el año 2003, luego de derrotar en sendos clasificatorios a Racing de Trelew y Germinal de Rawson, curiosamente, los equipos que dos décadas atrás habían frustrado sus chances de representar a la provincia en los regionales.
El primer encuentro que disputó en esta categoría (la cuarta del fútbol argentino) fue ante Jorge Newbery de Comodoro Rivadavia, donde salió victorioso por un marcador de 3 a 0. En su primer campeonato disputado (2004), consiguió llegar a la instancia de semifinales, en donde fue derrotado por Rosario Puerto Belgrano con un ajustado marcador global de 3 a 2 (D.Madryn 2-1 RPB/RPB 2-0 D.Madryn). En ese mismo torneo capitalizó resultados muy importantes, como las eliminaciones a Centenario de Neuquén por 4-2 (global) y a Mac Allister de La Pampa por 8-3 (global).

#### El asentamiento
Producto de la reestructuración del torneo con fines de regularizar a la categoría, nacieron los torneos Argentino B "Vip", que redujeron considerablemente la cantidad de equipos participantes (de 128 en la temporada 2004 a 48 en la 2004/05) pero a su vez ampliaron su desarrollo (de semestral a anual, con muchos más partidos por temporada) e introdujeron un sistema de descenso (directos y por promociones). Previo a esta reestructuración, Deportivo Madryn ya había logrado su boleto al que hubiera sido el Torneo Argentino B 2005, tras vencer en un clasificatorio a Almirante Storni, campeón del Clausura 2003 valletano. En consideración de esto y de su destacada performance en el Torneo Argentino B 2004 (10 victorias, tres empates y una única derrota, en las semifinales del certamen), el "Aurinegro" fue invitado por el Consejo Federal de Fútbol a tomar parte de la remozada categoría, ya ahora sí formalizada como la cuarta división nacional para los equipos del interior del país. En este nuevo proceso el club también concretó relevantes actuaciones, como los triunfos por 5-2 a Germinal de Rawson, 8-1 a Alianza de Cutral Có (máxima goleada de un conjunto madrynense en torneos Argentinos), un increíble 4-3 a Deportivo Roca en un infartante encuentro, entre otros.
Las temporadas 2004/05, 05/06 y 06/07 estuvieron marcadas por una llamativa irregularidad. Se concretaron varios buenos resultados, como la clasificación a la Ronda Final de la temporada 2005/06 tras eliminar a Grupo Universitario de Tandil, pero el ascenso siempre estuvo lejos de lograrse. Durante ese período, el equipo dejó de jugar como local en el estadio de Guillermo Brown y debió deambular por otras canchas de la zona (Gaiman, Rawson), perdiendo así la fuerte localía que lo había acompañado hasta allí.

#### La lucha por el ascenso

##### Temporadas 2007/08 y 2008/09
Con la inauguración del estadio propio y la llegada, seis meses después, del director técnico bahiense, Julio Román, el "aurinegro" retomó el rumbo en la categoría. En la temporada 2007/08 se conformó un equipo muy competitivo que llegó lejos y quedó a las puertas del ascenso, tras un hecho desafortunado con la parcialidad "aurinegra" en un encuentro definitorio ante Alvarado de Mar del Plata.
Al fuerte golpe a la ilusión que significó perder en los escritorios la chance de jugar por el ascenso, se sumó la partida de varios jugadores que fueron piezas claves en el equipo y la inesperada salida del técnico Julio Román.
Luego de un muy mal comienzo del equipo al mando de Gustavo Echaniz en la temporada 2008/09, el regreso de Julio Román fue inminente y este se encargó de levantar al equipo y llevarlo una vez más a la clasificación. Como sucediera un año atrás, el "Depo" se quedaría a pasos del ascenso tras finalizar en la segunda posición de su grupo en la fase final, curiosamente, como en la temporada anterior, también detrás de un elenco marplatense, en este caso, Unión.

##### Temporada 2009/10
Para la temporada 2009/10, Madryn jerarquizó su plantel con la llegada de jugadores de mucha experiencia, entre ellos, Ricardo "Chipi" Vera, delantero campeón del Torneo Argentino A jugando para Guillermo Brown. La expectativa era muy grande y la temprana eliminación en la Fase Campeonato del Apertura cerró con desilusión el año 2009. Por cargar todavía con varias fechas de suspensión debido a un altercado sucedido en la primera jornada del Apertura, se arregló la salida del director técnico Julio Román (había sido sancionado con 15 fechas de suspensión) y para afrontar el Clausura se contrató a otro experimentado con pasado en el fútbol de la zona, Jaime Giordanella, quien supo ascender al Argentino A con Huracán de Comodoro Rivadavia en la temporada 2004/05. Jugadores como Vera y los demás refuerzos dejaron el equipo y nuevamente se tuvo que reforzar el plantel. Madryn concretó una excelente Fase Campeonato y se clasificó a la Fase Eliminatoria, en la que venció abrumadoramente a Deportivo Roca. Como ganador del Clausura de la zona patagónica del Argentino B, se midió ante el ganador del Apertura, Huracán de Comodoro Rivadavia, clásico rival provincial, por un lugar en la Segunda Etapa de la Fase Final, última instancia en la lucha por el ascenso. La serie empezó con una sorpresiva victoria de los petroleros por 3 a 2 en Puerto Madryn. Pero el Aurinegro se tomó revancha y en el partido de vuelta disputado en el estadio de Huracán, se impuso por 1 a 0 forzando así la definición por penales, en la que cayó ajustadamente por 5 a 4, cerrando de esta manera su séptima participación consecutiva en la cuarta división del fútbol argentino.

##### Temporada 2010/11
La temporada 2010/11 deparó al club muchos sinsabores, completando una campaña irregular y quedando fuera de las instancias decisivas por primera vez en tres años. Para encarar este campeonato el equipo mantuvo casi la totalidad de su plantel y sumó jugadores de experiencia como el volante Martín Subiabre (ex Guillermo Brown y Huracán de Comodoro Rivadavia, y emblema de este último), el talentoso mediocampista Claudio Rosales (de paso destacado por Racing de Trelew y Guillermo Brown, siendo hincha declarado del máximo rival del Aurinegro), el defensor central Ramiro González, entre otros. En la dirección técnica continuó Jaime Giordanella. El conjunto portuario jamás encontró un esquema de juego definido en toda la primera rueda, y muchos de los refuerzos no colmaron las expectativas. La paridad entre los equipos que integraban su zona le permitió finalizar el primer semestre a pocos puntos de los líderes, y a pesar de la victoria en el clásico frente a Huracán antes del receso estival, Giordanella fue desafectado de su cargo. En su reemplazo arribó Roberto "Piojo" Oliver, director técnico con pasado en el club (dirigió al equipo en la inauguración del Coliseo del Golfo) y de experiencia en equipos de la categoría. Abandonaron la institución la mayoría de los refuerzos llegados al inicio de la temporada y se incorporaron el delantero Pablo Quiroz, el mediocampista Sebastián Buniva y el habilidoso y experimentado volante Jorge Valverde, en el que fue uno de los fichajes más rutilantes del club aurinegro desde que participa en la divisional. El segundo semestre arrancó auspiciosamente con una victoria en Neuquén, sin embargo, el equipo no pudo sostener el nivel y poco a poco fue siendo relegado de las primeras ubicaciones, producto de su falta de juego y baja efectividad goleadora (aun así convirtió apenas uno y tres goles menos que Deportivo Roca y Boca respectivamente, los dos clasificados a la siguiente instancia). El equipo mostró enormes dificultades para imponerse en su estadio, reducto del que había hecho una fortaleza en temporadas anteriores. Quedó sin chances de seguir avanzando a tres fechas del final, y cerró su participación con otra victoria en el clásico provincial frente a Huracán de Comodoro Rivadavia, en un encuentro disputado en el Coliseo del Golfo y a puertas cerradas, que al menos sirvió al Aurinegro para empardar el historial con su máximo rival de la competencia.

##### Temporada 2011/12
De cara a su novena participación consecutiva, Deportivo Madryn rearmó casi la totalidad de su plantilla, permaneciendo sólo los jugadores símbolo y otros referentes históricos. Se consiguió conformar un plantel nutrido de jugadores de experiencia y jerarquía, arribando al club el atacante colombiano Joao Asprilla (surgido de las divisiones inferiores de América de Calí y de paso por Colón de Santa Fe, entre otros), el arquero Diego Luque (surgido en Newell's Old Boys y campeón del Argentino A con Guillermo Brown), el defensor central Leandro García (con paso por Guillermo Brown y Santamarina en el Argentino A), los mediocampistas Claudio Apud (ex Brown y Villa Mitre), Franco Santana (ex CAI en la B Nacional), Diego Escudero (proveniente de Villa Mitre, hermano de Sergio y Marcelo Escudero), Juan Manuel Bordaberry, y los delanteros Rubén Darío Ferrer (de extensa y destacada trayectoria en el ascenso metropolitano y la B Nacional), Juan Pablo Aguilera y Julio Prezioso, entre otros. La temporada comenzó irregularmente para el equipo, y tras seis fechas en las que cosechó una victoria, cuatro empates y una derrota, sumado a la temprana eliminación en la Copa Argentina, el director técnico, Roberto Oliver, renunció. Interinamente se hizo cargo del equipo el ídolo Pedro "Carolo" Arancibia, al tiempo que se concretaba la llegada de Julio César Toresani, quien en la octava fecha debutó con una victoria por 3 a 0 frente a Boca de Río Gallegos, en el Coliseo del Golfo. El conjunto aurinegro transitó con altibajos lo que siguió. En el receso estival se produjo la salida de uno de los puntos altos de la primera parte del torneo, Claudio Apud. Engrosaron las filas Ever Zárate (proveniente de América de Calí) y José Quiroga, que llegó a reemplazar al lesionado Rubén Ferrer. Luego de algunos traspiés que hicieron tambalear en su cargo a Toresani, el equipo enhebró una histórica racha de ocho victorias al hilo, que le permitieron reposicionarse y clasificarse en el segundo puesto del grupo y de la Tabla General de la categoría. La confianza volvió a ganarle al escepticismo que se había apoderado de los hinchas durante un tramo del torneo en que el equipo no hallaba el rumbo. En la Segunda Fase, Madryn volvió a tener problemas como visitante, pero el 100 % de efectividad como local le dio el pasaje a la siguiente ronda, secundando a Deportivo Roca, tras propinarle una contundente goleada de 4 a 0 a Huracán de Comodoro Rivadavia en el clásico provincial. Por los cuartos de final derrotó por un global de 3 a 1 a Villa Mitre de Bahía Blanca, club descendido del Torneo Argentino A en la temporada anterior. Ya en instancia de Semifinales, se midió ante Alvarado de Mar del Plata, club que lo había dejado a las puertas de alcanzar la final en el año 2008. En el Estadio José María Minella los marplatenses se impusieron por 1 a 0. Lo propio hizo Madryn en el Coliseo del Golfo, con gol de "taco" de Joao Asprilla. Pero el paso firme del Aurinegro hacia la definición del torneo se frustró en los penales, donde Alvarado estuvo más fino y lo venció por 5 a 3. Rodrigo Bona, reconocido sobre todo por su prodigiosa pegada, estrelló su remate en el poste. Madryn finalizó así una vez más quedándose a las puertas del ascenso. La escuadra marplatense, por su parte, se coronó campeona venciendo a Deportivo Roca en la final.

#### Detalles por temporada
| Torneo Argentino B 2004              | Torneo Argentino B 2004 | Torneo Argentino B 2004              | Torneo Argentino B 2004 | Torneo Argentino B 2004 | Torneo Argentino B 2004 | Torneo Argentino B 2004 | Torneo Argentino B 2004 | Torneo Argentino B 2004 | Torneo Argentino B 2004 | Torneo Argentino B 2004 | Torneo Argentino B 2004 |
| Primera Fase                         | Primera Fase            | Primera Fase                         | Primera Fase            | Primera Fase            | Primera Fase            | Primera Fase            | Primera Fase            | Primera Fase            | Primera Fase            | Primera Fase            | Primera Fase            |
| Local                                | Resultado               | Visitante                            |                         |                         |                         |                         |                         |                         |                         |                         |                         |
| ------------------------------------ | ----------------------- | ------------------------------------ | ----------------------- | ----------------------- | ----------------------- | ----------------------- | ----------------------- | ----------------------- | ----------------------- | ----------------------- | ----------------------- |
| Deportivo Madryn                     | 3 - 0                   | Jorge Newbery (Comodoro Rivadavia)   |                         |                         |                         |                         |                         |                         |                         |                         |                         |
| Belgrano (Esquel)                    | 0 - 3                   | Deportivo Madryn                     |                         |                         |                         |                         |                         |                         |                         |                         |                         |
| Tres de Mayo (Bariloche)             | 0 - 7                   | Deportivo Madryn                     |                         |                         |                         |                         |                         |                         |                         |                         |                         |
| Jorge Newbery (Comodoro Rivadavia)   | 1 - 2                   | Deportivo Madryn                     |                         |                         |                         |                         |                         |                         |                         |                         |                         |
| Deportivo Madryn                     | 1 - 1                   | Belgrano (Esquel)                    |                         |                         |                         |                         |                         |                         |                         |                         |                         |
| Deportivo Madryn                     | 5 - 0                   | Tres de Mayo (Bariloche)             |                         |                         |                         |                         |                         |                         |                         |                         |                         |
| Dieciseisavos de final               |                         |                                      |                         |                         |                         |                         |                         |                         |                         |                         |                         |
| Local                                | Resultado               | Visitante                            |                         |                         |                         |                         |                         |                         |                         |                         |                         |
| Bancruz (Río Gallegos)               | 0 - 3                   | Deportivo Madryn                     |                         |                         |                         |                         |                         |                         |                         |                         |                         |
| Deportivo Madryn                     | 1 - 0                   | Bancruz (Río Gallegos)               |                         |                         |                         |                         |                         |                         |                         |                         |                         |
| Octavos de final                     |                         |                                      |                         |                         |                         |                         |                         |                         |                         |                         |                         |
| Local                                | Resultado               | Visitante                            |                         |                         |                         |                         |                         |                         |                         |                         |                         |
| Centenario (Neuquén)                 | 1 - 1                   | Deportivo Madryn                     |                         |                         |                         |                         |                         |                         |                         |                         |                         |
| Deportivo Madryn                     | 3 - 1                   | Centenario (Neuquén)                 |                         |                         |                         |                         |                         |                         |                         |                         |                         |
| Cuartos de final                     |                         |                                      |                         |                         |                         |                         |                         |                         |                         |                         |                         |
| Local                                | Resultado               | Visitante                            |                         |                         |                         |                         |                         |                         |                         |                         |                         |
| Deportivo Madryn                     | 5 - 0                   | Mac Allister (La Pampa)              |                         |                         |                         |                         |                         |                         |                         |                         |                         |
| Mac Allister (La Pampa)              | 3 - 3                   | Deportivo Madryn                     |                         |                         |                         |                         |                         |                         |                         |                         |                         |
| Semifinal                            |                         |                                      |                         |                         |                         |                         |                         |                         |                         |                         |                         |
| Local                                | Resultado               | Visitante                            |                         |                         |                         |                         |                         |                         |                         |                         |                         |
| Deportivo Madryn                     | 2 - 1                   | Rosario Puerto Belgrano (Punta Alta) |                         |                         |                         |                         |                         |                         |                         |                         |                         |
| Rosario Puerto Belgrano (Punta Alta) | 2 - 0                   | Deportivo Madryn                     |                         |                         |                         |                         |                         |                         |                         |                         |                         |

| Torneo Argentino B 2004/05   | Torneo Argentino B 2004/05 | Torneo Argentino B 2004/05   | Torneo Argentino B 2004/05 | Torneo Argentino B 2004/05 | Torneo Argentino B 2004/05 | Torneo Argentino B 2004/05 | Torneo Argentino B 2004/05 | Torneo Argentino B 2004/05 | Torneo Argentino B 2004/05 | Torneo Argentino B 2004/05 | Torneo Argentino B 2004/05 |
| Apertura - Primera Fase      | Apertura - Primera Fase    | Apertura - Primera Fase      | Apertura - Primera Fase    | Apertura - Primera Fase    | Apertura - Primera Fase    | Apertura - Primera Fase    | Apertura - Primera Fase    | Apertura - Primera Fase    | Apertura - Primera Fase    | Apertura - Primera Fase    | Apertura - Primera Fase    |
| Local                        | Resultado                  | Visitante                    |                            |                            |                            |                            |                            |                            |                            |                            |                            |
| ---------------------------- | -------------------------- | ---------------------------- | -------------------------- | -------------------------- | -------------------------- | -------------------------- | -------------------------- | -------------------------- | -------------------------- | -------------------------- | -------------------------- |
| Germinal (Rawson)            | 1 - 0                      | Deportivo Madryn             |                            |                            |                            |                            |                            |                            |                            |                            |                            |
| Deportivo Madryn             | 3 - 0                      | Alianza (Cutral Có)          |                            |                            |                            |                            |                            |                            |                            |                            |                            |
| Huracán (Comodoro Rivadavia) | 3 - 0                      | Deportivo Madryn             |                            |                            |                            |                            |                            |                            |                            |                            |                            |
| Bancruz (Río Gallegos)       | 0 - 0                      | Deportivo Madryn             |                            |                            |                            |                            |                            |                            |                            |                            |                            |
| Deportivo Madryn             | 1 - 0                      | Centenario (Neuquén)         |                            |                            |                            |                            |                            |                            |                            |                            |                            |
| Deportivo Madryn             | 5 - 2                      | Germinal (Rawson)            |                            |                            |                            |                            |                            |                            |                            |                            |                            |
| Alianza (Cutral Có)          | 2 - 1                      | Deportivo Madryn             |                            |                            |                            |                            |                            |                            |                            |                            |                            |
| Deportivo Madryn             | 1 - 3                      | Huracán (Comodoro Rivadavia) |                            |                            |                            |                            |                            |                            |                            |                            |                            |
| Deportivo Madryn             | 2 - 0                      | Bancruz (Río Gallegos)       |                            |                            |                            |                            |                            |                            |                            |                            |                            |
| Centenario (Neuquén)         | 1 - 1                      | Deportivo Madryn             |                            |                            |                            |                            |                            |                            |                            |                            |                            |
| Clausura - Primera Fase      |                            |                              |                            |                            |                            |                            |                            |                            |                            |                            |                            |
| Local                        | Resultado                  | Visitante                    |                            |                            |                            |                            |                            |                            |                            |                            |                            |
| Deportivo Madryn             | 1 - 0                      | Germinal (Rawson)            |                            |                            |                            |                            |                            |                            |                            |                            |                            |
| Alianza (Cutral Có)          | 0 - 1                      | Deportivo Madryn             |                            |                            |                            |                            |                            |                            |                            |                            |                            |
| Deportivo Madryn             | 1 - 1                      | Huracán (Comodoro Rivadavia) |                            |                            |                            |                            |                            |                            |                            |                            |                            |
| Deportivo Madryn             | 2 - 0                      | Bancruz (Río Gallegos)       |                            |                            |                            |                            |                            |                            |                            |                            |                            |
| Centenario (Neuquén)         | 1 - 1                      | Deportivo Madryn             |                            |                            |                            |                            |                            |                            |                            |                            |                            |
| Germinal (Rawson)            | 2 - 1                      | Deportivo Madryn             |                            |                            |                            |                            |                            |                            |                            |                            |                            |
| Deportivo Madryn             | 8 - 1                      | Alianza (Cutral Có)          |                            |                            |                            |                            |                            |                            |                            |                            |                            |
| Huracán (Comodoro Rivadavia) | 3 - 1                      | Deportivo Madryn             |                            |                            |                            |                            |                            |                            |                            |                            |                            |
| Bancruz (Río Gallegos)       | 1 - 1                      | Deportivo Madryn             |                            |                            |                            |                            |                            |                            |                            |                            |                            |
| Deportivo Madryn             | 0 - 0                      | Centenario (Neuquén)         |                            |                            |                            |                            |                            |                            |                            |                            |                            |

| Torneo Argentino B 2005/06               | Torneo Argentino B 2005/06 | Torneo Argentino B 2005/06               | Torneo Argentino B 2005/06 | Torneo Argentino B 2005/06 | Torneo Argentino B 2005/06 | Torneo Argentino B 2005/06 | Torneo Argentino B 2005/06 | Torneo Argentino B 2005/06 | Torneo Argentino B 2005/06 | Torneo Argentino B 2005/06 | Torneo Argentino B 2005/06 |
| Apertura - Primera Fase                  | Apertura - Primera Fase    | Apertura - Primera Fase                  | Apertura - Primera Fase    | Apertura - Primera Fase    | Apertura - Primera Fase    | Apertura - Primera Fase    | Apertura - Primera Fase    | Apertura - Primera Fase    | Apertura - Primera Fase    | Apertura - Primera Fase    | Apertura - Primera Fase    |
| Local                                    | Resultado                  | Visitante                                |                            |                            |                            |                            |                            |                            |                            |                            |                            |
| ---------------------------------------- | -------------------------- | ---------------------------------------- | -------------------------- | -------------------------- | -------------------------- | -------------------------- | -------------------------- | -------------------------- | -------------------------- | -------------------------- | -------------------------- |
| Independiente (Neuquén)                  | 0 - 0                      | Deportivo Madryn                         |                            |                            |                            |                            |                            |                            |                            |                            |                            |
| Deportivo Madryn                         | 1 - 1                      | Cruz del Sur (Bariloche)                 |                            |                            |                            |                            |                            |                            |                            |                            |                            |
| Deportivo Madryn                         | 1 - 4                      | Alianza (Cutral Có)                      |                            |                            |                            |                            |                            |                            |                            |                            |                            |
| Centenario (Neuquén)                     | 1 - 0                      | Deportivo Madryn                         |                            |                            |                            |                            |                            |                            |                            |                            |                            |
| Deportivo Roca (General Roca, Río Negro) | 0 - 1                      | Deportivo Madryn                         |                            |                            |                            |                            |                            |                            |                            |                            |                            |
| Deportivo Madryn                         | 4 - 2                      | Bancruz (Río Gallegos)                   |                            |                            |                            |                            |                            |                            |                            |                            |                            |
| Deportivo Madryn                         | 2 - 1                      | Independiente (Neuquén)                  |                            |                            |                            |                            |                            |                            |                            |                            |                            |
| Cruz del Sur (Bariloche)                 | 1 - 0                      | Deportivo Madryn                         |                            |                            |                            |                            |                            |                            |                            |                            |                            |
| Alianza (Cutral Có)                      | 2 - 0                      | Deportivo Madryn                         |                            |                            |                            |                            |                            |                            |                            |                            |                            |
| Deportivo Madryn                         | 3 - 2                      | Centenario (Neuquén)                     |                            |                            |                            |                            |                            |                            |                            |                            |                            |
| Deportivo Madryn                         | 4 - 3                      | Deportivo Roca (General Roca, Río Negro) |                            |                            |                            |                            |                            |                            |                            |                            |                            |
| Bancruz (Río Gallegos)                   | 0 - 2                      | Deportivo Madryn                         |                            |                            |                            |                            |                            |                            |                            |                            |                            |
| Apertura - Fase Eliminatoria             |                            |                                          |                            |                            |                            |                            |                            |                            |                            |                            |                            |
| Local                                    | Resultado                  | Visitante                                |                            |                            |                            |                            |                            |                            |                            |                            |                            |
| Grupo Universitario (Tandil)             | 2 - 1                      | Deportivo Madryn                         |                            |                            |                            |                            |                            |                            |                            |                            |                            |
| Deportivo Madryn                         | 2 - 0                      | Grupo Universitario (Tandil)             |                            |                            |                            |                            |                            |                            |                            |                            |                            |
| Clausura - Primera Fase                  |                            |                                          |                            |                            |                            |                            |                            |                            |                            |                            |                            |
| Local                                    | Resultado                  | Visitante                                |                            |                            |                            |                            |                            |                            |                            |                            |                            |
| Deportivo Madryn                         | 1 - 1                      | Independiente (Neuquén)                  |                            |                            |                            |                            |                            |                            |                            |                            |                            |
| Cruz del Sur (Bariloche)                 | 1 - 2                      | Deportivo Madryn                         |                            |                            |                            |                            |                            |                            |                            |                            |                            |
| Alianza (Cutral Có)                      | 2 - 0                      | Deportivo Madryn                         |                            |                            |                            |                            |                            |                            |                            |                            |                            |
| Deportivo Madryn                         | 0 - 0                      | Centenario (Neuquén)                     |                            |                            |                            |                            |                            |                            |                            |                            |                            |
| Deportivo Madryn                         | 2 - 3                      | Deportivo Roca (General Roca, Río Negro) |                            |                            |                            |                            |                            |                            |                            |                            |                            |
| Bancruz (Río Gallegos)                   | 0 - 1                      | Deportivo Madryn                         |                            |                            |                            |                            |                            |                            |                            |                            |                            |
| Independiente (Neuquén)                  | 6 - 3                      | Deportivo Madryn                         |                            |                            |                            |                            |                            |                            |                            |                            |                            |
| Deportivo Madryn                         | 1 - 1                      | Cruz del Sur (Bariloche)                 |                            |                            |                            |                            |                            |                            |                            |                            |                            |
| Deportivo Madryn                         | 2 - 1                      | Alianza (Cutral Có)                      |                            |                            |                            |                            |                            |                            |                            |                            |                            |
| Centenario (Neuquén)                     | 0 - 1                      | Deportivo Madryn                         |                            |                            |                            |                            |                            |                            |                            |                            |                            |
| Deportivo Roca (General Roca, Río Negro) | 0 - 0                      | Deportivo Madryn                         |                            |                            |                            |                            |                            |                            |                            |                            |                            |
| Deportivo Madryn                         | 1 - 0                      | Bancruz (Río Gallegos)                   |                            |                            |                            |                            |                            |                            |                            |                            |                            |
| Ronda Final - Fase 1                     |                            |                                          |                            |                            |                            |                            |                            |                            |                            |                            |                            |
| Local                                    | Resultado                  | Visitante                                |                            |                            |                            |                            |                            |                            |                            |                            |                            |
| Santamarina (Tandil)                     | 3 - 0                      | Deportivo Madryn                         |                            |                            |                            |                            |                            |                            |                            |                            |                            |
| Deportivo Madryn                         | 1 - 1                      | Santamarina (Tandil)                     |                            |                            |                            |                            |                            |                            |                            |                            |                            |

| Torneo Argentino B 2006/07               | Torneo Argentino B 2006/07 | Torneo Argentino B 2006/07               | Torneo Argentino B 2006/07 | Torneo Argentino B 2006/07 | Torneo Argentino B 2006/07 | Torneo Argentino B 2006/07 | Torneo Argentino B 2006/07 | Torneo Argentino B 2006/07 | Torneo Argentino B 2006/07 | Torneo Argentino B 2006/07 | Torneo Argentino B 2006/07 |
| Apertura - Primera Fase                  | Apertura - Primera Fase    | Apertura - Primera Fase                  | Apertura - Primera Fase    | Apertura - Primera Fase    | Apertura - Primera Fase    | Apertura - Primera Fase    | Apertura - Primera Fase    | Apertura - Primera Fase    | Apertura - Primera Fase    | Apertura - Primera Fase    | Apertura - Primera Fase    |
| Local                                    | Resultado                  | Visitante                                |                            |                            |                            |                            |                            |                            |                            |                            |                            |
| ---------------------------------------- | -------------------------- | ---------------------------------------- | -------------------------- | -------------------------- | -------------------------- | -------------------------- | -------------------------- | -------------------------- | -------------------------- | -------------------------- | -------------------------- |
| Independiente (Neuquén)                  | 1 - 1                      | Deportivo Madryn                         |                            |                            |                            |                            |                            |                            |                            |                            |                            |
| Deportivo Madryn                         | 1 - 1                      | Cipolletti (Río Negro)                   |                            |                            |                            |                            |                            |                            |                            |                            |                            |
| Racing (Trelew)                          | 2 - 2                      | Deportivo Madryn                         |                            |                            |                            |                            |                            |                            |                            |                            |                            |
| Deportivo Madryn                         | 3 - 3                      | Cruz del Sur (Bariloche)                 |                            |                            |                            |                            |                            |                            |                            |                            |                            |
| Alianza (Cutral Có)                      | 1 - 2                      | Deportivo Madryn                         |                            |                            |                            |                            |                            |                            |                            |                            |                            |
| Deportivo Madryn                         | 0 - 3                      | Deportivo Roca (General Roca, Río Negro) |                            |                            |                            |                            |                            |                            |                            |                            |                            |
| Deportivo Madryn                         | 1 - 1                      | Huracán (Comodoro Rivadavia)             |                            |                            |                            |                            |                            |                            |                            |                            |                            |
| Deportivo Madryn                         | 2 - 1                      | Independiente (Neuquén)                  |                            |                            |                            |                            |                            |                            |                            |                            |                            |
| Cipolletti (Río Negro)                   | 1 - 1                      | Deportivo Madryn                         |                            |                            |                            |                            |                            |                            |                            |                            |                            |
| Deportivo Madryn                         | 1 - 2                      | Racing (Trelew)                          |                            |                            |                            |                            |                            |                            |                            |                            |                            |
| Cruz del Sur (Bariloche)                 | 0 - 0                      | Deportivo Madryn                         |                            |                            |                            |                            |                            |                            |                            |                            |                            |
| Deportivo Madryn                         | 6 - 0                      | Alianza (Cutral Có)                      |                            |                            |                            |                            |                            |                            |                            |                            |                            |
| Deportivo Roca (General Roca, Río Negro) | 0 - 1                      | Deportivo Madryn                         |                            |                            |                            |                            |                            |                            |                            |                            |                            |
| Huracán (Comodoro Rivadavia)             | 1 - 2                      | Deportivo Madryn                         |                            |                            |                            |                            |                            |                            |                            |                            |                            |
| Apertura - Fase Final                    |                            |                                          |                            |                            |                            |                            |                            |                            |                            |                            |                            |
| Local                                    | Resultado                  | Visitante                                |                            |                            |                            |                            |                            |                            |                            |                            |                            |
| Cadetes de San Martín (Mar del Plata)    | 1 - 0                      | Deportivo Madryn                         |                            |                            |                            |                            |                            |                            |                            |                            |                            |
| Deportivo Madryn                         | 3 - 4                      | Cadetes de San Martín (Mar del Plata)    |                            |                            |                            |                            |                            |                            |                            |                            |                            |
| Clausura - Primera Fase                  |                            |                                          |                            |                            |                            |                            |                            |                            |                            |                            |                            |
| Local                                    | Resultado                  | Visitante                                |                            |                            |                            |                            |                            |                            |                            |                            |                            |
| Deportivo Madryn                         | 3 - 2                      | Independiente (Neuquén)                  |                            |                            |                            |                            |                            |                            |                            |                            |                            |
| Cipolletti                               | 4 - 0                      | Deportivo Madryn                         |                            |                            |                            |                            |                            |                            |                            |                            |                            |
| Deportivo Madryn                         | 1 - 2                      | Racing (Trelew)                          |                            |                            |                            |                            |                            |                            |                            |                            |                            |
| Cruz del Sur (Bariloche)                 | 2 - 1                      | Deportivo Madryn                         |                            |                            |                            |                            |                            |                            |                            |                            |                            |
| Deportivo Madryn                         | 1 - 0                      | Alianza (Cutral Có)                      |                            |                            |                            |                            |                            |                            |                            |                            |                            |
| Deportivo Roca (General Roca, Río Negro) | 1 - 2                      | Deportivo Madryn                         |                            |                            |                            |                            |                            |                            |                            |                            |                            |
| Huracán (Comodoro Rivadavia)             | 2 - 2                      | Deportivo Madryn                         |                            |                            |                            |                            |                            |                            |                            |                            |                            |
| Independiente (Neuquén)                  | 2 - 1                      | Deportivo Madryn                         |                            |                            |                            |                            |                            |                            |                            |                            |                            |
| Deportivo Madryn                         | 1 - 2                      | Cipolletti (Río Negro)                   |                            |                            |                            |                            |                            |                            |                            |                            |                            |
| Racing (Trelew)                          | 5 - 2                      | Deportivo Madryn                         |                            |                            |                            |                            |                            |                            |                            |                            |                            |
| Deportivo Madryn                         | 1 - 1                      | Cruz del Sur (Bariloche)                 |                            |                            |                            |                            |                            |                            |                            |                            |                            |
| Alianza (Cutral Có)                      | 1 - 2                      | Deportivo Madryn                         |                            |                            |                            |                            |                            |                            |                            |                            |                            |
| Deportivo Madryn                         | 0 - 0                      | Deportivo Roca (General Roca, Río Negro) |                            |                            |                            |                            |                            |                            |                            |                            |                            |
| Deportivo Madryn                         | 3 - 2                      | Huracán (Comodoro Rivadavia)             |                            |                            |                            |                            |                            |                            |                            |                            |                            |

| Torneo Argentino B 2007/08               | Torneo Argentino B 2007/08 | Torneo Argentino B 2007/08               | Torneo Argentino B 2007/08 | Torneo Argentino B 2007/08 | Torneo Argentino B 2007/08 | Torneo Argentino B 2007/08 | Torneo Argentino B 2007/08 | Torneo Argentino B 2007/08 | Torneo Argentino B 2007/08 | Torneo Argentino B 2007/08 | Torneo Argentino B 2007/08 |
| Primera Ronda                            | Primera Ronda              | Primera Ronda                            | Primera Ronda              | Primera Ronda              | Primera Ronda              | Primera Ronda              | Primera Ronda              | Primera Ronda              | Primera Ronda              | Primera Ronda              | Primera Ronda              |
| Local                                    | Resultado                  | Visitante                                |                            |                            |                            |                            |                            |                            |                            |                            |                            |
| ---------------------------------------- | -------------------------- | ---------------------------------------- | -------------------------- | -------------------------- | -------------------------- | -------------------------- | -------------------------- | -------------------------- | -------------------------- | -------------------------- | -------------------------- |
| Bella Vista (Bahía Blanca)               | 1 - 0                      | Deportivo Madryn                         |                            |                            |                            |                            |                            |                            |                            |                            |                            |
| Deportivo Madryn                         | 2 - 0                      | Maronese (Neuquén)                       |                            |                            |                            |                            |                            |                            |                            |                            |                            |
| Deportivo Madryn                         | 4 - 2                      | Independiente (Neuquén)                  |                            |                            |                            |                            |                            |                            |                            |                            |                            |
| Cruz del Sur                             | 2 - 0                      | Deportivo Madryn                         |                            |                            |                            |                            |                            |                            |                            |                            |                            |
| Deportivo Madryn                         | 3 - 3                      | Liniers (Bahía Blanca)                   |                            |                            |                            |                            |                            |                            |                            |                            |                            |
| Racing (Trelew)                          | 2 - 1                      | Deportivo Madryn                         |                            |                            |                            |                            |                            |                            |                            |                            |                            |
| Deportivo Madryn                         | 0 - 0                      | Deportivo Roca (General Roca, Río Negro) |                            |                            |                            |                            |                            |                            |                            |                            |                            |
| Deportivo Madryn                         | 3 - 1                      | Bella Vista (Bahía Blanca)               |                            |                            |                            |                            |                            |                            |                            |                            |                            |
| Maronese (Neuquén)                       | 3 - 2                      | Deportivo Madryn                         |                            |                            |                            |                            |                            |                            |                            |                            |                            |
| Independiente (Neuquén)                  | 2 - 4                      | Deportivo Madryn                         |                            |                            |                            |                            |                            |                            |                            |                            |                            |
| Deportivo Madryn                         | 3 - 1                      | Cruz del Sur                             |                            |                            |                            |                            |                            |                            |                            |                            |                            |
| Liniers (Bahía Blanca)                   | 2 - 1                      | Deportivo Madryn                         |                            |                            |                            |                            |                            |                            |                            |                            |                            |
| Deportivo Madryn                         | 3 - 2                      | Racing (Trelew)                          |                            |                            |                            |                            |                            |                            |                            |                            |                            |
| Deportivo Roca (General Roca, Río Negro) | 0 - 0                      | Deportivo Madryn                         |                            |                            |                            |                            |                            |                            |                            |                            |                            |
| Bella Vista (Bahía Blanca)               | 2 - 0                      | Deportivo Madryn                         |                            |                            |                            |                            |                            |                            |                            |                            |                            |
| Deportivo Madryn                         | 3 - 0                      | Maronese (Neuquén)                       |                            |                            |                            |                            |                            |                            |                            |                            |                            |
| Deportivo Madryn                         | 1 - 0                      | Independiente (Neuquén)                  |                            |                            |                            |                            |                            |                            |                            |                            |                            |
| Cruz del Sur (Bariloche)                 | 3 - 3                      | Deportivo Madryn                         |                            |                            |                            |                            |                            |                            |                            |                            |                            |
| Deportivo Madryn                         | 1 - 0                      | Liniers (Bahía Blanca)                   |                            |                            |                            |                            |                            |                            |                            |                            |                            |
| Racing (Trelew)                          | 1 - 2                      | Deportivo Madryn                         |                            |                            |                            |                            |                            |                            |                            |                            |                            |
| Deportivo Madryn                         | 3 - 1                      | Deportivo Roca (General Roca, Río Negro) |                            |                            |                            |                            |                            |                            |                            |                            |                            |
| Deportivo Madryn                         | 3 - 0                      | Bella Vista (Bahía Blanca)               |                            |                            |                            |                            |                            |                            |                            |                            |                            |
| Maronese (Neuquén)                       | 0 - 1                      | Deportivo Madryn                         |                            |                            |                            |                            |                            |                            |                            |                            |                            |
| Independiente (Neuquén)                  | 2 - 2                      | Deportivo Madryn                         |                            |                            |                            |                            |                            |                            |                            |                            |                            |
| Deportivo Madryn                         | 5 - 3                      | Cruz del Sur (Bariloche)                 |                            |                            |                            |                            |                            |                            |                            |                            |                            |
| Liniers (Bahía Blanca)                   | 1 - 1                      | Deportivo Madryn                         |                            |                            |                            |                            |                            |                            |                            |                            |                            |
| Deportivo Madryn                         | 1 - 3                      | Racing (Trelew)                          |                            |                            |                            |                            |                            |                            |                            |                            |                            |
| Deportivo Roca (General Roca, Río Negro) | 1 - 0                      | Deportivo Madryn                         |                            |                            |                            |                            |                            |                            |                            |                            |                            |
| Fase Final                               |                            |                                          |                            |                            |                            |                            |                            |                            |                            |                            |                            |
| Local                                    | Resultado                  | Visitante                                |                            |                            |                            |                            |                            |                            |                            |                            |                            |
| Deportivo Madryn                         | 3 - 0                      | Racing (Olavarría)                       |                            |                            |                            |                            |                            |                            |                            |                            |                            |
| Alvarado (Mar del Plata)                 | 2 - 0                      | Deportivo Madryn                         |                            |                            |                            |                            |                            |                            |                            |                            |                            |
| Bella Vista (Bahía Blanca)               | 2 - 2                      | Deportivo Madryn                         |                            |                            |                            |                            |                            |                            |                            |                            |                            |
| Deportivo Madryn                         | 3 - 0                      | Bella Vista (Bahía Blanca)               |                            |                            |                            |                            |                            |                            |                            |                            |                            |
| Deportivo Madryn                         | (*) - (*)                  | Alvarado (Mar del Plata)                 |                            |                            |                            |                            |                            |                            |                            |                            |                            |
| Racing (Olavarría)                       | 1 - 1                      | Deportivo Madryn                         |                            |                            |                            |                            |                            |                            |                            |                            |                            |

| Torneo Argentino B 2008/09               | Torneo Argentino B 2008/09 | Torneo Argentino B 2008/09               | Torneo Argentino B 2008/09 | Torneo Argentino B 2008/09 | Torneo Argentino B 2008/09 | Torneo Argentino B 2008/09 | Torneo Argentino B 2008/09 | Torneo Argentino B 2008/09 | Torneo Argentino B 2008/09 | Torneo Argentino B 2008/09 | Torneo Argentino B 2008/09 |
| Fase Campeonato                          | Fase Campeonato            | Fase Campeonato                          | Fase Campeonato            | Fase Campeonato            | Fase Campeonato            | Fase Campeonato            | Fase Campeonato            | Fase Campeonato            | Fase Campeonato            | Fase Campeonato            | Fase Campeonato            |
| Local                                    | Resultado                  | Visitante                                |                            |                            |                            |                            |                            |                            |                            |                            |                            |
| ---------------------------------------- | -------------------------- | ---------------------------------------- | -------------------------- | -------------------------- | -------------------------- | -------------------------- | -------------------------- | -------------------------- | -------------------------- | -------------------------- | -------------------------- |
| Racing (Trelew)                          | 1 - 2                      | Deportivo Madryn                         |                            |                            |                            |                            |                            |                            |                            |                            |                            |
| Deportivo Madryn                         | 3 - 3                      | Deportivo Roca (General Roca, Río Negro) |                            |                            |                            |                            |                            |                            |                            |                            |                            |
| Independiente (Neuquén)                  | 4 - 2                      | Deportivo Madryn                         |                            |                            |                            |                            |                            |                            |                            |                            |                            |
| Racing (Olavarría)                       | 3 - 1                      | Deportivo Madryn                         |                            |                            |                            |                            |                            |                            |                            |                            |                            |
| Deportivo Madryn                         | 0 - 1                      | Huracán (Comodoro Rivadavia)             |                            |                            |                            |                            |                            |                            |                            |                            |                            |
| Cruz del Sur (Bariloche)                 | 1 - 0                      | Deportivo Madryn                         |                            |                            |                            |                            |                            |                            |                            |                            |                            |
| Deportivo Madryn                         | 1 - 0                      | Racing (Trelew)                          |                            |                            |                            |                            |                            |                            |                            |                            |                            |
| Deportivo Roca (General Roca, Río Negro) | 0 - 1                      | Deportivo Madryn                         |                            |                            |                            |                            |                            |                            |                            |                            |                            |
| Deportivo Madryn                         | 4 - 2                      | Independiente (Neuquén)                  |                            |                            |                            |                            |                            |                            |                            |                            |                            |
| Deportivo Madryn                         | 2 - 1                      | Racing (Olavarría)                       |                            |                            |                            |                            |                            |                            |                            |                            |                            |
| Huracán (Comodoro Rivadavia)             | 4 - 3                      | Deportivo Madryn                         |                            |                            |                            |                            |                            |                            |                            |                            |                            |
| Deportivo Madryn                         | 2 - 1                      | Cruz del Sur (Bariloche)                 |                            |                            |                            |                            |                            |                            |                            |                            |                            |
| Racing (Trelew)                          | 1 - 2                      | Deportivo Madryn                         |                            |                            |                            |                            |                            |                            |                            |                            |                            |
| Deportivo Madryn                         | 2 - 1                      | Deportivo Roca (General Roca, Río Negro) |                            |                            |                            |                            |                            |                            |                            |                            |                            |
| Independiente (Neuquén)                  | 1 - 1                      | Deportivo Madryn                         |                            |                            |                            |                            |                            |                            |                            |                            |                            |
| Racing (Olavarría)                       | 1 - 1                      | Deportivo Madryn                         |                            |                            |                            |                            |                            |                            |                            |                            |                            |
| Deportivo Madryn                         | 3 - 2                      | Huracán (Comodoro Rivadavia)             |                            |                            |                            |                            |                            |                            |                            |                            |                            |
| Cruz del Sur (Bariloche)                 | 3 - 2                      | Deportivo Madryn                         |                            |                            |                            |                            |                            |                            |                            |                            |                            |
| Deportivo Madryn                         | 4 - 4                      | Racing (Trelew)                          |                            |                            |                            |                            |                            |                            |                            |                            |                            |
| Deportivo Roca (General Roca, Río Negro) | 0 - 0                      | Deportivo Madryn                         |                            |                            |                            |                            |                            |                            |                            |                            |                            |
| Deportivo Madryn                         | 1 - 0                      | Independiente (Neuquén)                  |                            |                            |                            |                            |                            |                            |                            |                            |                            |
| Deportivo Madryn                         | 1 - 1                      | Racing (Olavarría)                       |                            |                            |                            |                            |                            |                            |                            |                            |                            |
| Huracán (Comodoro Rivadavia)             | 2 - 0                      | Deportivo Madryn                         |                            |                            |                            |                            |                            |                            |                            |                            |                            |
| Deportivo Madryn                         | 2 - 1                      | Cruz del Sur (Bariloche)                 |                            |                            |                            |                            |                            |                            |                            |                            |                            |
| Fase Final                               |                            |                                          |                            |                            |                            |                            |                            |                            |                            |                            |                            |
| Local                                    | Resultado                  | Visitante                                |                            |                            |                            |                            |                            |                            |                            |                            |                            |
| Deportivo Madryn                         | 1 - 1                      | Grupo Universitario (Tandil)             |                            |                            |                            |                            |                            |                            |                            |                            |                            |
| Unión (Mar del Plata)                    | 2 - 1                      | Deportivo Madryn                         |                            |                            |                            |                            |                            |                            |                            |                            |                            |
| Deportivo Madryn                         | 1 - 3                      | Huracán (Comodoro Rivadavia)             |                            |                            |                            |                            |                            |                            |                            |                            |                            |
| Huracán (Comodoro Rivadavia)             | 1 - 2                      | Deportivo Madryn                         |                            |                            |                            |                            |                            |                            |                            |                            |                            |
| Deportivo Madryn                         | 4 - 1                      | Unión (Mar del Plata)                    |                            |                            |                            |                            |                            |                            |                            |                            |                            |
| Grupo Universitario (Tandil)             | 2 - 5                      | Deportivo Madryn                         |                            |                            |                            |                            |                            |                            |                            |                            |                            |

| Torneo Argentino B 2009/10                | Torneo Argentino B 2009/10 | Torneo Argentino B 2009/10               | Torneo Argentino B 2009/10 | Torneo Argentino B 2009/10 | Torneo Argentino B 2009/10 | Torneo Argentino B 2009/10 | Torneo Argentino B 2009/10 | Torneo Argentino B 2009/10 | Torneo Argentino B 2009/10 | Torneo Argentino B 2009/10 | Torneo Argentino B 2009/10 |
| Apertura - Fase Campeonato                | Apertura - Fase Campeonato | Apertura - Fase Campeonato               | Apertura - Fase Campeonato | Apertura - Fase Campeonato | Apertura - Fase Campeonato | Apertura - Fase Campeonato | Apertura - Fase Campeonato | Apertura - Fase Campeonato | Apertura - Fase Campeonato | Apertura - Fase Campeonato | Apertura - Fase Campeonato |
| Local                                     | Resultado                  | Visitante                                |                            |                            |                            |                            |                            |                            |                            |                            |                            |
| ----------------------------------------- | -------------------------- | ---------------------------------------- | -------------------------- | -------------------------- | -------------------------- | -------------------------- | -------------------------- | -------------------------- | -------------------------- | -------------------------- | -------------------------- |
| Boca (Río Gallegos)                       | 2 - 0                      | Deportivo Madryn                         |                            |                            |                            |                            |                            |                            |                            |                            |                            |
| Deportivo Madryn                          | 2 - 1                      | Independiente (Neuquén)                  |                            |                            |                            |                            |                            |                            |                            |                            |                            |
| Huracán (Comodoro Rivadavia)              | 3 - 0                      | Deportivo Madryn                         |                            |                            |                            |                            |                            |                            |                            |                            |                            |
| Deportivo Madryn                          | 4 - 1                      | Deportivo Roca (General Roca, Río Negro) |                            |                            |                            |                            |                            |                            |                            |                            |                            |
| Cruz del Sur (Bariloche)                  | 1 - 1                      | Deportivo Madryn                         |                            |                            |                            |                            |                            |                            |                            |                            |                            |
| Deportivo Madryn                          | 1 - 1                      | Boca (Río Gallegos)                      |                            |                            |                            |                            |                            |                            |                            |                            |                            |
| Independiente (Neuquén)                   | 4 - 1                      | Deportivo Madryn                         |                            |                            |                            |                            |                            |                            |                            |                            |                            |
| Deportivo Madryn                          | 2 - 1                      | Huracán (Comodoro Rivadavia)             |                            |                            |                            |                            |                            |                            |                            |                            |                            |
| Deportivo Roca (General Roca, Río Negro)  | 2 - 1                      | Deportivo Madryn                         |                            |                            |                            |                            |                            |                            |                            |                            |                            |
| Deportivo Madryn                          | 4 - 1                      | Cruz del Sur (Bariloche)                 |                            |                            |                            |                            |                            |                            |                            |                            |                            |
| Clausura - Fase Campeonato                |                            |                                          |                            |                            |                            |                            |                            |                            |                            |                            |                            |
| Local                                     | Resultado                  | Visitante                                |                            |                            |                            |                            |                            |                            |                            |                            |                            |
| Boca (Río Gallegos)                       | 0 - 1                      | Deportivo Madryn                         |                            |                            |                            |                            |                            |                            |                            |                            |                            |
| Deportivo Madryn                          | 3 - 2                      | Independiente (Neuquén)                  |                            |                            |                            |                            |                            |                            |                            |                            |                            |
| Huracán (Comodoro Rivadavia)              | 0 - 2                      | Deportivo Madryn                         |                            |                            |                            |                            |                            |                            |                            |                            |                            |
| Deportivo Madryn                          | 1 - 2                      | Deportivo Roca (General Roca, Río Negro) |                            |                            |                            |                            |                            |                            |                            |                            |                            |
| Cruz del Sur (Bariloche)                  | 2 - 2                      | Deportivo Madryn                         |                            |                            |                            |                            |                            |                            |                            |                            |                            |
| Deportivo Madryn                          | 0 - 2                      | Boca (Río Gallegos)                      |                            |                            |                            |                            |                            |                            |                            |                            |                            |
| Independiente (Neuquén)                   | 0 - 3                      | Deportivo Madryn                         |                            |                            |                            |                            |                            |                            |                            |                            |                            |
| Deportivo Madryn                          | 1 - 0                      | Huracán (Comodoro Rivadavia)             |                            |                            |                            |                            |                            |                            |                            |                            |                            |
| Deportivo Roca (General Roca, Río Negro)  | 2 - 1                      | Deportivo Madryn                         |                            |                            |                            |                            |                            |                            |                            |                            |                            |
| Deportivo Madryn                          | 5 - 2                      | Cruz del Sur (Bariloche)                 |                            |                            |                            |                            |                            |                            |                            |                            |                            |
| Clausura - Fase Final                     |                            |                                          |                            |                            |                            |                            |                            |                            |                            |                            |                            |
| Local                                     | Resultado                  | Visitante                                |                            |                            |                            |                            |                            |                            |                            |                            |                            |
| Deportivo Madryn                          | 5 - 0                      | Deportivo Roca (General Roca, Río Negro) |                            |                            |                            |                            |                            |                            |                            |                            |                            |
| Deportivo Roca (General Roca, Río Negro)  | 0 - 1                      | Deportivo Madryn                         |                            |                            |                            |                            |                            |                            |                            |                            |                            |
| Ronda Final Apertura/Clausura - 1.º Etapa |                            |                                          |                            |                            |                            |                            |                            |                            |                            |                            |                            |
| Local                                     | Resultado                  | Visitante                                |                            |                            |                            |                            |                            |                            |                            |                            |                            |
| Deportivo Madryn                          | 2 - 3                      | Huracán (Comodoro Rivadavia)             |                            |                            |                            |                            |                            |                            |                            |                            |                            |
| Huracán (Comodoro Rivadavia)              | 0 - 1 (p:5-4)              | Deportivo Madryn                         |                            |                            |                            |                            |                            |                            |                            |                            |                            |

| Independiente (Neuquén)                  | 1 - 1 | Deportivo Madryn                         |
| Deportivo Madryn                         | 1 - 1 | Cruz del Sur (Bariloche)                 |
| Boca (Río Gallegos)                      | 1 - 2 | Deportivo Madryn                         |
| Deportivo Madryn                         | 1 - 2 | Deportivo Roca (General Roca, Río Negro) |
| Huracán (Comodoro Rivadavia)             | 2 - 1 | Deportivo Madryn                         |
| Deportivo Madryn                         | 2 - 1 | Independiente (Neuquén)                  |
| Cruz del Sur (Bariloche)                 | 2 - 1 | Deportivo Madryn                         |
| Deportivo Madryn                         | 3 - 2 | Boca (Río Gallegos)                      |
| Deportivo Roca (General Roca, Río Negro) | 2 - 1 | Deportivo Madryn                         |
| Deportivo Madryn                         | 1 - 0 | Huracán (Comodoro Rivadavia)             |
| Independiente (Neuquén)                  | 1 - 3 | Deportivo Madryn                         |
| Deportivo Madryn                         | 1 - 1 | Cruz del Sur (Bariloche)                 |
| Boca (Río Gallegos)                      | 2 - 1 | Deportivo Madryn                         |
| Deportivo Madryn                         | 1 - 4 | Deportivo Roca (General Roca, Río Negro) |
| Huracán (Comodoro Rivadavia)             | 1 - 1 | Deportivo Madryn                         |
| Deportivo Madryn                         | 3 - 2 | Independiente (Neuquén)                  |
| Cruz del Sur (Bariloche)                 | 2 - 2 | Deportivo Madryn                         |
| Deportivo Madryn                         | 1 - 3 | Boca (Río Gallegos)                      |
| Deportivo Roca (General Roca, Río Negro) | 0 - 1 | Deportivo Madryn                         |
| Deportivo Madryn                         | 2 - 0 | Huracán (Comodoro Rivadavia)             |

| Torneo Argentino B 2011/12               | Torneo Argentino B 2011/12 | Torneo Argentino B 2011/12               | Torneo Argentino B 2011/12 | Torneo Argentino B 2011/12 | Torneo Argentino B 2011/12 | Torneo Argentino B 2011/12 | Torneo Argentino B 2011/12 | Torneo Argentino B 2011/12 | Torneo Argentino B 2011/12 | Torneo Argentino B 2011/12 | Torneo Argentino B 2011/12 |
| Primera Fase                             | Primera Fase               | Primera Fase                             | Primera Fase               | Primera Fase               | Primera Fase               | Primera Fase               | Primera Fase               | Primera Fase               | Primera Fase               | Primera Fase               | Primera Fase               |
| Local                                    | Resultado                  | Visitante                                |                            |                            |                            |                            |                            |                            |                            |                            |                            |
| ---------------------------------------- | -------------------------- | ---------------------------------------- | -------------------------- | -------------------------- | -------------------------- | -------------------------- | -------------------------- | -------------------------- | -------------------------- | -------------------------- | -------------------------- |
| Boca (Río Gallegos)                      | 1 - 1                      | Deportivo Madryn                         |                            |                            |                            |                            |                            |                            |                            |                            |                            |
| Deportivo Madryn                         | 2 - 0                      | Jorge Newbery (Comodoro Rivadavia)       |                            |                            |                            |                            |                            |                            |                            |                            |                            |
| Maronese (Neuquén)                       | 0 - 0                      | Deportivo Madryn                         |                            |                            |                            |                            |                            |                            |                            |                            |                            |
| Cruz del Sur (Bariloche)                 | 0 - 0                      | Deportivo Madryn                         |                            |                            |                            |                            |                            |                            |                            |                            |                            |
| Deportivo Madryn                         | 1 - 1                      | Racing (Trelew)                          |                            |                            |                            |                            |                            |                            |                            |                            |                            |
| Huracán (Comodoro Rivadavia)             | 2 - 0                      | Deportivo Madryn                         |                            |                            |                            |                            |                            |                            |                            |                            |                            |
| Deportivo Madryn                         | 3 - 0                      | Deportivo Roca (General Roca, Río Negro) |                            |                            |                            |                            |                            |                            |                            |                            |                            |
| Deportivo Madryn                         | 3 - 0                      | Boca (Río Gallegos)                      |                            |                            |                            |                            |                            |                            |                            |                            |                            |
| Jorge Newbery (Comodoro Rivadavia)       | 2 - 0                      | Deportivo Madryn                         |                            |                            |                            |                            |                            |                            |                            |                            |                            |
| Deportivo Madryn                         | 2 - 1                      | Maronese (Neuquén)                       |                            |                            |                            |                            |                            |                            |                            |                            |                            |
| Deportivo Madryn                         | 3 - 0                      | Cruz del Sur (Bariloche)                 |                            |                            |                            |                            |                            |                            |                            |                            |                            |
| Racing (Trelew)                          | 2 - 2                      | Deportivo Madryn                         |                            |                            |                            |                            |                            |                            |                            |                            |                            |
| Deportivo Madryn                         | 1 - 1                      | Huracán (Comodoro Rivadavia)             |                            |                            |                            |                            |                            |                            |                            |                            |                            |
| Deportivo Roca (General Roca, Río Negro) | 3 - 1                      | Deportivo Madryn                         |                            |                            |                            |                            |                            |                            |                            |                            |                            |
| Boca (Río Gallegos)                      | 2 - 1                      | Deportivo Madryn                         |                            |                            |                            |                            |                            |                            |                            |                            |                            |
| Deportivo Madryn                         | 2 - 1                      | Jorge Newbery (Comodoro Rivadavia)       |                            |                            |                            |                            |                            |                            |                            |                            |                            |
| Maronese (Neuquén)                       | 1 - 0                      | Deportivo Madryn                         |                            |                            |                            |                            |                            |                            |                            |                            |                            |
| Cruz del Sur (Bariloche)                 | 0 - 0                      | Deportivo Madryn                         |                            |                            |                            |                            |                            |                            |                            |                            |                            |
| Deportivo Madryn                         | 2 - 0                      | Racing (Trelew)                          |                            |                            |                            |                            |                            |                            |                            |                            |                            |
| Huracán (Comodoro Rivadavia)             | 3 - 2                      | Deportivo Madryn                         |                            |                            |                            |                            |                            |                            |                            |                            |                            |
| Deportivo Madryn                         | 3 - 1                      | Deportivo Roca (General Roca, Río Negro) |                            |                            |                            |                            |                            |                            |                            |                            |                            |
| Deportivo Madryn                         | 1 - 0                      | Boca (Río Gallegos)                      |                            |                            |                            |                            |                            |                            |                            |                            |                            |
| Jorge Newbery (Comodoro Rivadavia)       | 1 - 2                      | Deportivo Madryn                         |                            |                            |                            |                            |                            |                            |                            |                            |                            |
| Deportivo Madryn                         | 3 - 1                      | Maronese (Neuquén)                       |                            |                            |                            |                            |                            |                            |                            |                            |                            |
| Deportivo Madryn                         | 3 - 0                      | Cruz del Sur (Bariloche)                 |                            |                            |                            |                            |                            |                            |                            |                            |                            |
| Racing (Trelew)                          | 1 - 2                      | Deportivo Madryn                         |                            |                            |                            |                            |                            |                            |                            |                            |                            |
| Deportivo Madryn                         | 2 - 1                      | Huracán (Comodoro Rivadavia)             |                            |                            |                            |                            |                            |                            |                            |                            |                            |
| Deportivo Roca (General Roca, Río Negro) | 1 - 2                      | Deportivo Madryn                         |                            |                            |                            |                            |                            |                            |                            |                            |                            |
| Segunda Fase                             |                            |                                          |                            |                            |                            |                            |                            |                            |                            |                            |                            |
| Local                                    | Resultado                  | Visitante                                |                            |                            |                            |                            |                            |                            |                            |                            |                            |
| Boca (Río Gallegos)                      | 3 - 0                      | Deportivo Madryn                         |                            |                            |                            |                            |                            |                            |                            |                            |                            |
| Deportivo Madryn                         | 3 - 1                      | Deportivo Roca (General Roca, Río Negro) |                            |                            |                            |                            |                            |                            |                            |                            |                            |
| Huracán (Comodoro Rivadavia)             | 1 - 0                      | Deportivo Madryn                         |                            |                            |                            |                            |                            |                            |                            |                            |                            |
| Deportivo Madryn                         | 1 - 0                      | Boca (Río Gallegos)                      |                            |                            |                            |                            |                            |                            |                            |                            |                            |
| Deportivo Roca (General Roca, Río Negro) | 3 - 2                      | Deportivo Madryn                         |                            |                            |                            |                            |                            |                            |                            |                            |                            |
| Deportivo Madryn                         | 4 - 0                      | Huracán (Comodoro Rivadavia)             |                            |                            |                            |                            |                            |                            |                            |                            |                            |
| Tercera Fase                             |                            |                                          |                            |                            |                            |                            |                            |                            |                            |                            |                            |
| Local                                    | Resultado                  | Visitante                                |                            |                            |                            |                            |                            |                            |                            |                            |                            |
| Deportivo Madryn                         | 2 - 0                      | Villa Mitre (Bahía Blanca)               |                            |                            |                            |                            |                            |                            |                            |                            |                            |
| Villa Mitre (Bahía Blanca)               | 1 - 1                      | Deportivo Madryn                         |                            |                            |                            |                            |                            |                            |                            |                            |                            |
| Cuarta Fase                              |                            |                                          |                            |                            |                            |                            |                            |                            |                            |                            |                            |
| Local                                    | Resultado                  | Visitante                                |                            |                            |                            |                            |                            |                            |                            |                            |                            |
| Alvarado (Mar del Plata)                 | 1 - 0                      | Deportivo Madryn                         |                            |                            |                            |                            |                            |                            |                            |                            |                            |
| Deportivo Madryn                         | 1 - 0 (p:3-5)              | Alvarado (Mar del Plata)                 |                            |                            |                            |                            |                            |                            |                            |                            |                            |

| Huracán (Gobernador Gregores)      | 0 - 3 | Deportivo Madryn                   |
| Germinal (Rawson)                  | 2 - 2 | Deportivo Madryn                   |
| Deportivo Madryn                   | 1 - 1 | Jorge Newbery (Comodoro Rivadavia) |
| Boca (Río Gallegos)                | 4 - 1 | Deportivo Madryn                   |
| Deportivo Madryn                   | 3 - 0 | Racing (Trelew)                    |
| Huracán (Comodoro Rivadavia)       | 0 - 1 | Deportivo Madryn                   |
| Deportivo Madryn                   | 1 - 0 | C.A.I. (Comodoro Rivadavia)        |
| Deportivo Madryn                   | 3 - 1 | Huracán (Gobernador Gregores)      |
| Deportivo Madryn                   | 2 - 2 | Germinal (Rawson)                  |
| Jorge Newbery (Comodoro Rivadavia) | 1 - 0 | Deportivo Madryn                   |
| Deportivo Madryn                   | 2 - 1 | Boca (Río Gallegos)                |
| Racing (Trelew)                    | 3 - 1 | Deportivo Madryn                   |
| Deportivo Madryn                   | 1 - 2 | Huracán (Comodoro Rivadavia)       |
| C.A.I. (Comodoro Rivadavia)        | 4 - 3 | Deportivo Madryn                   |
| Huracán (Gobernador Gregores)      | 1 - 3 | Deportivo Madryn                   |
| Germinal (Rawson)                  | 2 - 0 | Deportivo Madryn                   |
| Deportivo Madryn                   | 3 - 0 | Jorge Newbery (Comodoro Rivadavia) |
| Boca (Río Gallegos)                | 2 - 1 | Deportivo Madryn                   |
| Deportivo Madryn                   | 0 - 1 | Racing (Trelew)                    |
| Huracán (Comodoro Rivadavia)       | 1 - 0 | Deportivo Madryn                   |
| Deportivo Madryn                   | 1 - 0 | C.A.I. (Comodoro Rivadavia)        |
| Deportivo Madryn                   | 5 - 1 | Huracán (Gobernador Gregores)      |
| Deportivo Madryn                   | 1 - 0 | Germinal (Rawson)                  |
| Jorge Newbery (Comodoro Rivadavia) | 3 - 3 | Deportivo Madryn                   |
| Deportivo Madryn                   | 2 - 2 | Boca (Río Gallegos)                |
| Racing (Trelew)                    | 2 - 0 | Deportivo Madryn                   |
| Deportivo Madryn                   | 1 - 0 | Huracán (Comodoro Rivadavia)       |
| C.A.I. (Comodoro Rivadavia)        | 3 - 2 | Deportivo Madryn                   |

| Torneo Argentino B 2013/14       | Torneo Argentino B 2013/14 | Torneo Argentino B 2013/14       | Torneo Argentino B 2013/14 | Torneo Argentino B 2013/14 | Torneo Argentino B 2013/14 | Torneo Argentino B 2013/14 | Torneo Argentino B 2013/14 | Torneo Argentino B 2013/14 | Torneo Argentino B 2013/14 | Torneo Argentino B 2013/14 | Torneo Argentino B 2013/14 |
| Primera Fase                     | Primera Fase               | Primera Fase                     | Primera Fase               | Primera Fase               | Primera Fase               | Primera Fase               | Primera Fase               | Primera Fase               | Primera Fase               | Primera Fase               | Primera Fase               |
| Local                            | Resultado                  | Visitante                        |                            |                            |                            |                            |                            |                            |                            |                            |                            |
| -------------------------------- | -------------------------- | -------------------------------- | -------------------------- | -------------------------- | -------------------------- | -------------------------- | -------------------------- | -------------------------- | -------------------------- | -------------------------- | -------------------------- |
| Deportivo Madryn                 | 3 - 0                      | Racing (Trelew)                  |                            |                            |                            |                            |                            |                            |                            |                            |                            |
| Germinal (Rawson)                | 2 - 0                      | Deportivo Madryn                 |                            |                            |                            |                            |                            |                            |                            |                            |                            |
| Deportivo Madryn                 | 1 - 0                      | Boca (Río Gallegos)              |                            |                            |                            |                            |                            |                            |                            |                            |                            |
| Deportivo Madryn                 | 2 - 1                      | Huracán (Comodoro Rivadavia)     |                            |                            |                            |                            |                            |                            |                            |                            |                            |
| Petrolero Austral (Río Gallegos) | 0 - 4                      | Deportivo Madryn                 |                            |                            |                            |                            |                            |                            |                            |                            |                            |
| Racing (Trelew)                  | 2 - 3                      | Deportivo Madryn                 |                            |                            |                            |                            |                            |                            |                            |                            |                            |
| Deportivo Madryn                 | 4 - 1                      | Germinal (Rawson)                |                            |                            |                            |                            |                            |                            |                            |                            |                            |
| Boca (Río Gallegos)              | 0 - 1                      | Deportivo Madryn                 |                            |                            |                            |                            |                            |                            |                            |                            |                            |
| Huracán (Comodoro Rivadavia)     | 0 - 0                      | Deportivo Madryn                 |                            |                            |                            |                            |                            |                            |                            |                            |                            |
| Deportivo Madryn                 | 6 - 0                      | Petrolero Austral (Río Gallegos) |                            |                            |                            |                            |                            |                            |                            |                            |                            |
| Deportivo Madryn                 | 2 - 0                      | Racing (Trelew)                  |                            |                            |                            |                            |                            |                            |                            |                            |                            |
| Germinal (Rawson)                | 2 - 2                      | Deportivo Madryn                 |                            |                            |                            |                            |                            |                            |                            |                            |                            |
| Deportivo Madryn                 | 0 - 0                      | Boca (Río Gallegos)              |                            |                            |                            |                            |                            |                            |                            |                            |                            |
| Deportivo Madryn                 | 3 - 0                      | Huracán (Comodoro Rivadavia)     |                            |                            |                            |                            |                            |                            |                            |                            |                            |
| Petrolero Austral (Río Gallegos) | 0 - 1                      | Deportivo Madryn                 |                            |                            |                            |                            |                            |                            |                            |                            |                            |
| Segunda Fase                     |                            |                                  |                            |                            |                            |                            |                            |                            |                            |                            |                            |
| Local                            | Resultado                  | Visitante                        |                            |                            |                            |                            |                            |                            |                            |                            |                            |
| Deportivo Madryn                 | 2 - 0                      | Atlético Regina (Río Negro)      |                            |                            |                            |                            |                            |                            |                            |                            |                            |
| Huracán (Comodoro Rivadavia)     | 1 - 2                      | Deportivo Madryn                 |                            |                            |                            |                            |                            |                            |                            |                            |                            |
| Deportivo Madryn                 | 3 - 2                      | Alianza (Cutral Có)              |                            |                            |                            |                            |                            |                            |                            |                            |                            |
| Boca (Río Gallegos)              | 0 - 1                      | Deportivo Madryn                 |                            |                            |                            |                            |                            |                            |                            |                            |                            |
| Deportivo Madryn                 | 4 - 1                      | Liniers (Bahía Blanca)           |                            |                            |                            |                            |                            |                            |                            |                            |                            |
| Atlético Regina (Río Negro)      | 0 - 2                      | Deportivo Madryn                 |                            |                            |                            |                            |                            |                            |                            |                            |                            |
| Deportivo Madryn                 | 3 - 1                      | Huracán (Comodoro Rivadavia)     |                            |                            |                            |                            |                            |                            |                            |                            |                            |
| Alianza (Cutral Có)              | 2 - 3                      | Deportivo Madryn                 |                            |                            |                            |                            |                            |                            |                            |                            |                            |
| Deportivo Madryn                 | 3 - 2                      | Boca (Río Gallegos)              |                            |                            |                            |                            |                            |                            |                            |                            |                            |
| Liniers (Bahía Blanca)           | 0 - 9                      | Deportivo Madryn                 |                            |                            |                            |                            |                            |                            |                            |                            |                            |
| Tercera Fase                     |                            |                                  |                            |                            |                            |                            |                            |                            |                            |                            |                            |
| Local                            | Resultado                  | Visitante                        |                            |                            |                            |                            |                            |                            |                            |                            |                            |
| Sarmiento (La Banda)             | 2 - 0                      | Deportivo Madryn                 |                            |                            |                            |                            |                            |                            |                            |                            |                            |
| Deportivo Madryn                 | 4 - 0                      | Sarmiento (La Banda)             |                            |                            |                            |                            |                            |                            |                            |                            |                            |
| Cuarta Fase                      |                            |                                  |                            |                            |                            |                            |                            |                            |                            |                            |                            |
| Local                            | Resultado                  | Visitante                        |                            |                            |                            |                            |                            |                            |                            |                            |                            |
| San Lorenzo de Alem (Catamarca)  | 1 - 3                      | Deportivo Madryn                 |                            |                            |                            |                            |                            |                            |                            |                            |                            |
| Deportivo Madryn                 | 3 - 0                      | San Lorenzo de Alem (Catamarca)  |                            |                            |                            |                            |                            |                            |                            |                            |                            |
| Quinta Fase                      |                            |                                  |                            |                            |                            |                            |                            |                            |                            |                            |                            |
| Local                            | Resultado                  | Visitante                        |                            |                            |                            |                            |                            |                            |                            |                            |                            |
| Estudiantes (Río Cuarto)         | 1 - 0                      | Deportivo Madryn                 |                            |                            |                            |                            |                            |                            |                            |                            |                            |
| Deportivo Madryn                 | 4 - 0                      | Estudiantes (Río Cuarto)         |                            |                            |                            |                            |                            |                            |                            |                            |                            |

### Estadísticas frente a equipos del Argentino B
En su trayectoria en el Torneo Argentino B, iniciada en el año 2004, el Club Social y Deportivo Madryn ha disputado 11 temporadas completas (2004, 04/05, 05/06, 06/07, 07/08, 08/09, 09/10, 10/11, 11/12, 12/13 Y 13/14).
El club se enfrentó, entre 2004 y 2014, con 33 equipos diferentes (297 PJ, 148 PG, 65 PE, 84 PP). Estas son sus estadísticas frente a los mismos.
| Equipo                                | Partidos jugados | Partidos ganados | Partidos empatados | Partidos perdidos | Goles a favor | Goles en contra | Serie   |
| ------------------------------------- | ---------------- | ---------------- | ------------------ | ----------------- | ------------- | --------------- | ------- |
| Jorge Newbery (Comodoro Rivadavia)    | 10               | 6                | 2                  | 2                 | 18            | 10              | 6 - 2   |
| Tres de Mayo (Bariloche)              | 2                | 2                | 0                  | 0                 | 12            | 0               | 2 - 0   |
| Belgrano (Esquel)                     | 2                | 1                | 1                  | 0                 | 4             | 1               | 1 - 0   |
| Bancruz (Río Gallegos)                | 10               | 8                | 2                  | 0                 | 16            | 3               | 8 - 0   |
| Centenario (Neuquén)                  | 10               | 4                | 5                  | 1                 | 11            | 7               | 4 - 1   |
| Mac Allister (La Pampa)               | 2                | 1                | 1                  | 0                 | 8             | 3               | 1 - 0   |
| Rosario Puerto Belgrano (Punta Alta)  | 2                | 1                | 0                  | 1                 | 2             | 3               | 1 - 1   |
| Germinal (Rawson)                     | 11               | 4                | 3                  | 4                 | 18            | 16              | 4 - 4   |
| Alianza de Cutral Có (Neuquén)        | 14               | 10               | 0                  | 4                 | 33            | 18              | 10 - 4  |
| Huracán (Comodoro Rivadavia)          | 39               | 18               | 6                  | 15                | 55            | 51              | 18 - 15 |
| Independiente (Neuquén)               | 24               | 14               | 6                  | 4                 | 50            | 39              | 14 - 4  |
| Cruz del Sur (Bariloche)              | 28               | 9                | 13                 | 6                 | 47            | 36              | 9 - 6   |
| Deportivo Roca (General Roca)         | 32               | 15               | 6                  | 11                | 49            | 40              | 15 - 11 |
| Grupo Universitario (Tandil)          | 4                | 2                | 1                  | 1                 | 9             | 5               | 2 - 1   |
| Santamarina (Tandil)                  | 2                | 0                | 1                  | 1                 | 1             | 4               | 0 - 1   |
| Cipolletti (Río Negro)                | 4                | 0                | 2                  | 2                 | 3             | 8               | 0 - 2   |
| Racing (Trelew)                       | 23               | 11               | 4                  | 8                 | 41            | 36              | 11 - 8  |
| Cadetes de San Martín (Mar del Plata) | 2                | 0                | 0                  | 2                 | 3             | 5               | 0 - 2   |
| Bella Vista (Bahía Blanca)            | 6                | 3                | 1                  | 2                 | 11            | 6               | 3 - 2   |
| Maronese (Neuquén)                    | 8                | 5                | 1                  | 2                 | 13            | 6               | 5 - 2   |
| Liniers (Bahía Blanca)                | 6                | 3                | 2                  | 1                 | 19            | 7               | 3 - 1   |
| Racing (Olavarría)                    | 6                | 2                | 3                  | 1                 | 9             | 7               | 2 - 1   |
| Alvarado (Mar del Plata)              | 4                | 1                | 0                  | 3                 | 1             | 3               | 1 - 3   |
| Unión (Mar del Plata)                 | 2                | 1                | 0                  | 1                 | 5             | 3               | 1 - 1   |
| Boca (Río Gallegos)                   | 23               | 11               | 4                  | 8                 | 28            | 31              | 11 - 8  |
| Villa Mitre (Bahía Blanca)            | 2                | 1                | 1                  | 0                 | 3             | 1               | 1 - 0   |
| Huracán (Gobernador Gregores)         | 4                | 4                | 0                  | 0                 | 14            | 3               | 4 - 0   |
| C.A.I. (Comodoro Rivadavia)           | 4                | 2                | 0                  | 2                 | 7             | 7               | 2 - 2   |
| Petrolero Austral (Río Gallegos)      | 3                | 3                | 0                  | 0                 | 11            | 0               | 3 - 0   |
| Atlético Regina (Río Negro)           | 2                | 2                | 0                  | 0                 | 4             | 0               | 2 - 0   |
| Sarmiento (La Banda)                  | 2                | 1                | 0                  | 1                 | 4             | 2               | 1 - 1   |
| San Lorenzo de Alem (Catamarca)       | 2                | 2                | 0                  | 0                 | 6             | 1               | 2 - 0   |
| Estudiantes (Río Cuarto)              | 2                | 1                | 0                  | 1                 | 4             | 1               | 1 - 1   |

### Participación en el Torneo Federal A

#### Detalles por temporada
| Torneo Federal A 2014                    | Torneo Federal A 2014 | Torneo Federal A 2014                    | Torneo Federal A 2014 | Torneo Federal A 2014 | Torneo Federal A 2014 | Torneo Federal A 2014 | Torneo Federal A 2014 | Torneo Federal A 2014 | Torneo Federal A 2014 | Torneo Federal A 2014 | Torneo Federal A 2014 |
| Primera Fase                             | Primera Fase          | Primera Fase                             | Primera Fase          | Primera Fase          | Primera Fase          | Primera Fase          | Primera Fase          | Primera Fase          | Primera Fase          | Primera Fase          | Primera Fase          |
| Local                                    | Resultado             | Visitante                                |                       |                       |                       |                       |                       |                       |                       |                       |                       |
| ---------------------------------------- | --------------------- | ---------------------------------------- | --------------------- | --------------------- | --------------------- | --------------------- | --------------------- | --------------------- | --------------------- | --------------------- | --------------------- |
| Deportivo Madryn                         | 1 - 2                 | Guillermo Brown (Puerto Madryn)          |                       |                       |                       |                       |                       |                       |                       |                       |                       |
| Independiente (Neuquén)                  | 1 - 0                 | Deportivo Madryn                         |                       |                       |                       |                       |                       |                       |                       |                       |                       |
| Deportivo Madryn                         | 1 - 1                 | General Belgrano (Santa Rosa)            |                       |                       |                       |                       |                       |                       |                       |                       |                       |
| Deportivo Roca (General Roca, Río Negro) | 0 - 3                 | Deportivo Madryn                         |                       |                       |                       |                       |                       |                       |                       |                       |                       |
| Deportivo Madryn                         | 5 - 1                 | Alianza (Cutral Co)                      |                       |                       |                       |                       |                       |                       |                       |                       |                       |
| C.A.I. (Comodoro Rivadavia)              | 1 - 0                 | Deportivo Madryn                         |                       |                       |                       |                       |                       |                       |                       |                       |                       |
| Deportivo Madryn                         | 1 - 0                 | Cipolletti (Río Negro)                   |                       |                       |                       |                       |                       |                       |                       |                       |                       |
| Guillermo Brown (Puerto Madryn)          | 2 - 0                 | Deportivo Madryn                         |                       |                       |                       |                       |                       |                       |                       |                       |                       |
| Deportivo Madryn                         | 1 - 0                 | Independiente (Neuquén)                  |                       |                       |                       |                       |                       |                       |                       |                       |                       |
| General Belgrano (Santa Rosa)            | 1 - 0                 | Deportivo Madryn                         |                       |                       |                       |                       |                       |                       |                       |                       |                       |
| Deportivo Madryn                         | 2 - 1                 | Deportivo Roca (General Roca, Río Negro) |                       |                       |                       |                       |                       |                       |                       |                       |                       |
| Alianza (Cutral Co)                      | 0 - 1                 | Deportivo Madryn                         |                       |                       |                       |                       |                       |                       |                       |                       |                       |
| Deportivo Madryn                         | 3 - 2                 | C.A.I. (Comodoro Rivadavia)              |                       |                       |                       |                       |                       |                       |                       |                       |                       |
| Cipolletti (Río Negro)                   | 3 - 2                 | Deportivo Madryn                         |                       |                       |                       |                       |                       |                       |                       |                       |                       |
| Segunda Fase                             |                       |                                          |                       |                       |                       |                       |                       |                       |                       |                       |                       |
| Local                                    | Resultado             | Visitante                                |                       |                       |                       |                       |                       |                       |                       |                       |                       |
| Deportivo Madryn                         | 1 - 1                 | Mitre (Santiago del Estero)              |                       |                       |                       |                       |                       |                       |                       |                       |                       |
| Mitre (Santiago del Estero)              | 3 - 1                 | Deportivo Madryn                         |                       |                       |                       |                       |                       |                       |                       |                       |                       |

| Torneo Federal A 2015                    | Torneo Federal A 2015 | Torneo Federal A 2015                    | Torneo Federal A 2015 | Torneo Federal A 2015 | Torneo Federal A 2015 | Torneo Federal A 2015 | Torneo Federal A 2015 | Torneo Federal A 2015 | Torneo Federal A 2015 | Torneo Federal A 2015 | Torneo Federal A 2015 |
| Primera Fase                             | Primera Fase          | Primera Fase                             | Primera Fase          | Primera Fase          | Primera Fase          | Primera Fase          | Primera Fase          | Primera Fase          | Primera Fase          | Primera Fase          | Primera Fase          |
| Local                                    | Resultado             | Visitante                                |                       |                       |                       |                       |                       |                       |                       |                       |                       |
| ---------------------------------------- | --------------------- | ---------------------------------------- | --------------------- | --------------------- | --------------------- | --------------------- | --------------------- | --------------------- | --------------------- | --------------------- | --------------------- |
| Ferro (General Pico)                     | 1 - 0                 | Deportivo Madryn                         |                       |                       |                       |                       |                       |                       |                       |                       |                       |
| Deportivo Madryn                         | 2 - 1                 | Independiente (Neuquén)                  |                       |                       |                       |                       |                       |                       |                       |                       |                       |
| Deportivo Roca (General Roca, Río Negro) | 2 - 2                 | Deportivo Madryn                         |                       |                       |                       |                       |                       |                       |                       |                       |                       |
| Deportivo Madryn                         | 1 - 2                 | Tiro Federal (Bahía Blanca)              |                       |                       |                       |                       |                       |                       |                       |                       |                       |
| General Belgrano (Santa Rosa)            | 0 - 1                 | Deportivo Madryn                         |                       |                       |                       |                       |                       |                       |                       |                       |                       |
| Deportivo Madryn                         | 3 - 1                 | Alianza (Cutral Co)                      |                       |                       |                       |                       |                       |                       |                       |                       |                       |
| Cipolletti (Río Negro)                   | 3 - 0                 | Deportivo Madryn                         |                       |                       |                       |                       |                       |                       |                       |                       |                       |
| Deportivo Madryn                         | 1 - 0                 | Alvarado (Mar del Plata)                 |                       |                       |                       |                       |                       |                       |                       |                       |                       |
| C.A.I. (Comodoro Rivadavia)              | 2 - 1                 | Deportivo Madryn                         |                       |                       |                       |                       |                       |                       |                       |                       |                       |
| Deportivo Madryn                         | 3 - 1                 | Ferro (General Pico)                     |                       |                       |                       |                       |                       |                       |                       |                       |                       |
| Independiente (Neuquén)                  | 2 - 0                 | Deportivo Madryn                         |                       |                       |                       |                       |                       |                       |                       |                       |                       |
| Deportivo Madryn                         | 1 - 0                 | Deportivo Roca (General Roca, Río Negro) |                       |                       |                       |                       |                       |                       |                       |                       |                       |
| Tiro Federal (Bahía Blanca)              | 3 - 0                 | Deportivo Madryn                         |                       |                       |                       |                       |                       |                       |                       |                       |                       |
| Deportivo Madryn                         | 2 - 0                 | General Belgrano (Santa Rosa)            |                       |                       |                       |                       |                       |                       |                       |                       |                       |
| Alianza (Cutral Co)                      | 2 - 1                 | Deportivo Madryn                         |                       |                       |                       |                       |                       |                       |                       |                       |                       |
| Deportivo Madryn                         | 2 - 1                 | Cipolletti (Río Negro)                   |                       |                       |                       |                       |                       |                       |                       |                       |                       |
| Alvarado (Mar del Plata)                 | 1 - 1                 | Deportivo Madryn                         |                       |                       |                       |                       |                       |                       |                       |                       |                       |
| Deportivo Madryn                         | 4 - 0                 | C.A.I. (Comodoro Rivadavia)              |                       |                       |                       |                       |                       |                       |                       |                       |                       |
| Segunda Fase - Reválida                  |                       |                                          |                       |                       |                       |                       |                       |                       |                       |                       |                       |
| Local                                    | Resultado             | Visitante                                |                       |                       |                       |                       |                       |                       |                       |                       |                       |
| C.A.I. (Comodoro Rivadavia)              | 1 - 0                 | Deportivo Madryn                         |                       |                       |                       |                       |                       |                       |                       |                       |                       |
| Deportivo Madryn                         | 2 - 0                 | Deportivo Maipú (Mendoza)                |                       |                       |                       |                       |                       |                       |                       |                       |                       |
| Sportivo (Las Parejas)                   | 2 - 1                 | Deportivo Madryn                         |                       |                       |                       |                       |                       |                       |                       |                       |                       |
| Deportivo Madryn                         | 3 - 0                 | 9 de julio (Morteros)                    |                       |                       |                       |                       |                       |                       |                       |                       |                       |
| Alvarado (Mar del Plata)                 | 3 - 2                 | Deportivo Madryn                         |                       |                       |                       |                       |                       |                       |                       |                       |                       |
| Deportivo Madryn                         | 1 - 0                 | Tiro Federal (Rosario)                   |                       |                       |                       |                       |                       |                       |                       |                       |                       |
| Independiente (Chivilcoy)                | 0 - 1                 | Deportivo Madryn                         |                       |                       |                       |                       |                       |                       |                       |                       |                       |
| Deportivo Madryn                         | 1 - 1                 | Independiente (Neuquén)                  |                       |                       |                       |                       |                       |                       |                       |                       |                       |
| Alianza (Cutral Co)                      | 0 - 2                 | Deportivo Madryn                         |                       |                       |                       |                       |                       |                       |                       |                       |                       |
| Deportivo Madryn                         | 1 - 1                 | Ferro (General Pico)                     |                       |                       |                       |                       |                       |                       |                       |                       |                       |
| Gutiérrez (Mendoza)                      | 1 - 1                 | Deportivo Madryn                         |                       |                       |                       |                       |                       |                       |                       |                       |                       |
| Deportivo Madryn                         | 0 - 0                 | General Belgrano (Santa Rosa)            |                       |                       |                       |                       |                       |                       |                       |                       |                       |
| Tercera Fase                             |                       |                                          |                       |                       |                       |                       |                       |                       |                       |                       |                       |
| Local                                    | Resultado             | Visitante                                |                       |                       |                       |                       |                       |                       |                       |                       |                       |
| Deportivo Madryn                         | 2 - 1                 | Tiro Federal (Bahía Blanca)              |                       |                       |                       |                       |                       |                       |                       |                       |                       |
| Tiro Federal (Bahía Blanca)              | 1 - 2                 | Deportivo Madryn                         |                       |                       |                       |                       |                       |                       |                       |                       |                       |
| Cuarta Fase                              |                       |                                          |                       |                       |                       |                       |                       |                       |                       |                       |                       |
| Local                                    | Resultado             | Visitante                                |                       |                       |                       |                       |                       |                       |                       |                       |                       |
| Deportivo Madryn                         | 3 - 0                 | Chaco For Ever (Resistencia)             |                       |                       |                       |                       |                       |                       |                       |                       |                       |
| Chaco For Ever (Resistencia)             | 1 - 3                 | Deportivo Madryn                         |                       |                       |                       |                       |                       |                       |                       |                       |                       |
| Quinta Fase                              |                       |                                          |                       |                       |                       |                       |                       |                       |                       |                       |                       |
| Local                                    | Resultado             | Visitante                                |                       |                       |                       |                       |                       |                       |                       |                       |                       |
| Deportivo Madryn                         | 3 - 2                 | Juventud Unida Universitario (San Luis)  |                       |                       |                       |                       |                       |                       |                       |                       |                       |
| Juventud Unida Universitario (San Luis)  | 5 - 4                 | Deportivo Madryn                         |                       |                       |                       |                       |                       |                       |                       |                       |                       |

| Torneo Federal A 2016                      | Torneo Federal A 2016 | Torneo Federal A 2016                      | Torneo Federal A 2016 | Torneo Federal A 2016 | Torneo Federal A 2016 | Torneo Federal A 2016 | Torneo Federal A 2016 | Torneo Federal A 2016 | Torneo Federal A 2016 | Torneo Federal A 2016 | Torneo Federal A 2016 |
| Primera Fase                               | Primera Fase          | Primera Fase                               | Primera Fase          | Primera Fase          | Primera Fase          | Primera Fase          | Primera Fase          | Primera Fase          | Primera Fase          | Primera Fase          | Primera Fase          |
| Local                                      | Resultado             | Visitante                                  |                       |                       |                       |                       |                       |                       |                       |                       |                       |
| ------------------------------------------ | --------------------- | ------------------------------------------ | --------------------- | --------------------- | --------------------- | --------------------- | --------------------- | --------------------- | --------------------- | --------------------- | --------------------- |
| Independiente (Neuquén)                    | 3 - 2                 | Deportivo Madryn                           |                       |                       |                       |                       |                       |                       |                       |                       |                       |
| Deportivo Madryn                           | 2 - 1                 | Cipolletti (Río Negro)                     |                       |                       |                       |                       |                       |                       |                       |                       |                       |
| Deportivo Roca (General Roca)              | 3 - 2                 | Deportivo Madryn                           |                       |                       |                       |                       |                       |                       |                       |                       |                       |
| Deportivo Madryn                           | 3 - 1                 | Villa Mitre (Bahía Blanca)                 |                       |                       |                       |                       |                       |                       |                       |                       |                       |
| Deportivo Madryn                           | 3 - 1                 | Independiente (Neuquén)                    |                       |                       |                       |                       |                       |                       |                       |                       |                       |
| Cipolletti (Río Negro)                     | 1 - 1                 | Deportivo Madryn                           |                       |                       |                       |                       |                       |                       |                       |                       |                       |
| Deportivo Madryn                           | 4 - 0                 | Deportivo Roca (General Roca)              |                       |                       |                       |                       |                       |                       |                       |                       |                       |
| Villa Mitre (Bahía Blanca)                 | 1 - 3                 | Deportivo Madryn                           |                       |                       |                       |                       |                       |                       |                       |                       |                       |
| Independiente (Neuquén)                    | 3 - 2                 | Deportivo Madryn                           |                       |                       |                       |                       |                       |                       |                       |                       |                       |
| Deportivo Madryn                           | 3 - 1                 | Cipolletti (Río Negro)                     |                       |                       |                       |                       |                       |                       |                       |                       |                       |
| Deportivo Roca (General Roca)              | 1 - 1                 | Deportivo Madryn                           |                       |                       |                       |                       |                       |                       |                       |                       |                       |
| Deportivo Madryn                           | 1 - 1                 | Villa Mitre (Bahía Blanca)                 |                       |                       |                       |                       |                       |                       |                       |                       |                       |
| Segunda Fase                               |                       |                                            |                       |                       |                       |                       |                       |                       |                       |                       |                       |
| Local                                      | Resultado             | Visitante                                  |                       |                       |                       |                       |                       |                       |                       |                       |                       |
| Sportivo Belgrano (San Francisco, Córdoba) | 1 - 0                 | Deportivo Madryn                           |                       |                       |                       |                       |                       |                       |                       |                       |                       |
| Deportivo Madryn                           | 1 - 2                 | Sportivo Belgrano (San Francisco, Córdoba) |                       |                       |                       |                       |                       |                       |                       |                       |                       |

| Torneo Federal A 2016/17      | Torneo Federal A 2016/17 | Torneo Federal A 2016/17               | Torneo Federal A 2016/17 | Torneo Federal A 2016/17 | Torneo Federal A 2016/17 | Torneo Federal A 2016/17 | Torneo Federal A 2016/17 | Torneo Federal A 2016/17 | Torneo Federal A 2016/17 | Torneo Federal A 2016/17 | Torneo Federal A 2016/17 |
| Primera Fase                  | Primera Fase             | Primera Fase                           | Primera Fase             | Primera Fase             | Primera Fase             | Primera Fase             | Primera Fase             | Primera Fase             | Primera Fase             | Primera Fase             | Primera Fase             |
| Local                         | Resultado                | Visitante                              |                          |                          |                          |                          |                          |                          |                          |                          |                          |
| ----------------------------- | ------------------------ | -------------------------------------- | ------------------------ | ------------------------ | ------------------------ | ------------------------ | ------------------------ | ------------------------ | ------------------------ | ------------------------ | ------------------------ |
| Villa Mitre (Bahía Blanca)    | 1 - 0                    | Deportivo Madryn                       |                          |                          |                          |                          |                          |                          |                          |                          |                          |
| Deportivo Madryn              | 1 - 1                    | Cipolletti (Río Negro)                 |                          |                          |                          |                          |                          |                          |                          |                          |                          |
| Independiente (Neuquén)       | 1 - 2                    | Deportivo Madryn                       |                          |                          |                          |                          |                          |                          |                          |                          |                          |
| Deportivo Madryn              | 1 - 2                    | Deportivo Roca (General Roca)          |                          |                          |                          |                          |                          |                          |                          |                          |                          |
| Deportivo Madryn              | 2 - 1                    | Villa Mitre (Bahía Blanca)             |                          |                          |                          |                          |                          |                          |                          |                          |                          |
| Cipolletti (Río Negro)        | 1 - 1                    | Deportivo Madryn                       |                          |                          |                          |                          |                          |                          |                          |                          |                          |
| Deportivo Madryn              | 2 - 1                    | Independiente (Neuquén)                |                          |                          |                          |                          |                          |                          |                          |                          |                          |
| Deportivo Roca (General Roca) | 1 - 1                    | Deportivo Madryn                       |                          |                          |                          |                          |                          |                          |                          |                          |                          |
| Villa Mitre (Bahía Blanca)    | 4 - 1                    | Deportivo Madryn                       |                          |                          |                          |                          |                          |                          |                          |                          |                          |
| Deportivo Madryn              | 2 - 0                    | Cipolletti (Río Negro)                 |                          |                          |                          |                          |                          |                          |                          |                          |                          |
| Independiente (Neuquén)       | 0 - 3                    | Deportivo Madryn                       |                          |                          |                          |                          |                          |                          |                          |                          |                          |
| Deportivo Madryn              | 0 - 0                    | Deportivo Roca (General Roca)          |                          |                          |                          |                          |                          |                          |                          |                          |                          |
| Deportivo Madryn              | 3 - 2                    | Villa Mitre (Bahía Blanca)             |                          |                          |                          |                          |                          |                          |                          |                          |                          |
| Cipolletti (Río Negro)        | 0 - 1                    | Deportivo Madryn                       |                          |                          |                          |                          |                          |                          |                          |                          |                          |
| Deportivo Madryn              | 1 - 1                    | Independiente (Neuquén)                |                          |                          |                          |                          |                          |                          |                          |                          |                          |
| Deportivo Roca (General Roca) | 1 - 0                    | Deportivo Madryn                       |                          |                          |                          |                          |                          |                          |                          |                          |                          |
| Segunda Fase                  |                          |                                        |                          |                          |                          |                          |                          |                          |                          |                          |                          |
| Local                         | Resultado                | Visitante                              |                          |                          |                          |                          |                          |                          |                          |                          |                          |
| Alvarado (Mar del Plata)      | 0 - 0                    | Deportivo Madryn                       |                          |                          |                          |                          |                          |                          |                          |                          |                          |
| Deportivo Madryn              | 2 - 1                    | Gimnasia y Esgrima (Mendoza)           |                          |                          |                          |                          |                          |                          |                          |                          |                          |
| Unión (Sunchales)             | 3 - 1                    | Deportivo Madryn                       |                          |                          |                          |                          |                          |                          |                          |                          |                          |
| Deportivo Madryn              | 0 - 0                    | Villa Mitre (Bahía Blanca)             |                          |                          |                          |                          |                          |                          |                          |                          |                          |
| Cipolletti (Río Negro)        | 2 - 1                    | Deportivo Madryn                       |                          |                          |                          |                          |                          |                          |                          |                          |                          |
| Deportivo Madryn              | 0 - 3                    | Defensores de Belgrano (Villa Ramallo) |                          |                          |                          |                          |                          |                          |                          |                          |                          |
| Sportivo (Las Parejas)        | 1 - 1                    | Deportivo Madryn                       |                          |                          |                          |                          |                          |                          |                          |                          |                          |
| Deportivo Madryn              | 1 - 1                    | Agropecuario (Carlos Casares)          |                          |                          |                          |                          |                          |                          |                          |                          |                          |
| Reválida - Tercera etapa      |                          |                                        |                          |                          |                          |                          |                          |                          |                          |                          |                          |
| Local                         | Resultado                | Visitante                              |                          |                          |                          |                          |                          |                          |                          |                          |                          |
| Juventud Antoniana (Salta)    | 2 - 2                    | Deportivo Madryn                       |                          |                          |                          |                          |                          |                          |                          |                          |                          |
| Deportivo Madryn              | 0 - 0 (p:2-3)            | Juventud Antoniana (Salta)             |                          |                          |                          |                          |                          |                          |                          |                          |                          |

| Torneo Federal A 2017/18                 | Torneo Federal A 2017/18 | Torneo Federal A 2017/18                 | Torneo Federal A 2017/18 | Torneo Federal A 2017/18 | Torneo Federal A 2017/18 | Torneo Federal A 2017/18 | Torneo Federal A 2017/18 | Torneo Federal A 2017/18 | Torneo Federal A 2017/18 | Torneo Federal A 2017/18 | Torneo Federal A 2017/18 |
| Primera Fase                             | Primera Fase             | Primera Fase                             | Primera Fase             | Primera Fase             | Primera Fase             | Primera Fase             | Primera Fase             | Primera Fase             | Primera Fase             | Primera Fase             | Primera Fase             |
| Local                                    | Resultado                | Visitante                                |                          |                          |                          |                          |                          |                          |                          |                          |                          |
| ---------------------------------------- | ------------------------ | ---------------------------------------- | ------------------------ | ------------------------ | ------------------------ | ------------------------ | ------------------------ | ------------------------ | ------------------------ | ------------------------ | ------------------------ |
| Deportivo Madryn                         | 0 - 0                    | Ferro (General Pico)                     |                          |                          |                          |                          |                          |                          |                          |                          |                          |
| Deportivo Madryn                         | 1 - 1                    | Cipolletti (Río Negro)                   |                          |                          |                          |                          |                          |                          |                          |                          |                          |
| Deportivo Roca (General Roca)            | 1 - 0                    | Deportivo Madryn                         |                          |                          |                          |                          |                          |                          |                          |                          |                          |
| Deportivo Madryn                         | 0 - 0                    | Independiente (Neuquén)                  |                          |                          |                          |                          |                          |                          |                          |                          |                          |
| Villa Mitre (Bahía Blanca)               | 1 - 0                    | Deportivo Madryn                         |                          |                          |                          |                          |                          |                          |                          |                          |                          |
| Deportivo Madryn                         | 1 - 2                    | Alvarado (Mar del Plata)                 |                          |                          |                          |                          |                          |                          |                          |                          |                          |
| Cipolletti (Río Negro)                   | 2 - 1                    | Deportivo Madryn                         |                          |                          |                          |                          |                          |                          |                          |                          |                          |
| Deportivo Madryn                         | 2 - 1                    | Sansinena (Bahía Blanca)                 |                          |                          |                          |                          |                          |                          |                          |                          |                          |
| Rivadavia (Lincoln)                      | 6 - 0                    | Deportivo Madryn                         |                          |                          |                          |                          |                          |                          |                          |                          |                          |
| Ferro (General Pico)                     | 4 - 1                    | Deportivo Madryn                         |                          |                          |                          |                          |                          |                          |                          |                          |                          |
| Deportivo Madryn                         | 2 - 1                    | Deportivo Roca (General Roca)            |                          |                          |                          |                          |                          |                          |                          |                          |                          |
| Independiente (Neuquén)                  | 1 - 0                    | Deportivo Madryn                         |                          |                          |                          |                          |                          |                          |                          |                          |                          |
| Deportivo Madryn                         | 1 - 0                    | Villa Mitre (Bahía Blanca)               |                          |                          |                          |                          |                          |                          |                          |                          |                          |
| Alvarado (Mar del Plata)                 | 1 - 1                    | Deportivo Madryn                         |                          |                          |                          |                          |                          |                          |                          |                          |                          |
| Deportivo Madryn                         | 1 - 0                    | Cipolletti (Río Negro)                   |                          |                          |                          |                          |                          |                          |                          |                          |                          |
| Sansinena (Bahía Blanca)                 | 3 - 0                    | Deportivo Madryn                         |                          |                          |                          |                          |                          |                          |                          |                          |                          |
| Deportivo Madryn                         | 1 - 1                    | Rivadavia (Lincoln)                      |                          |                          |                          |                          |                          |                          |                          |                          |                          |
| Reválida - Primera etapa                 |                          |                                          |                          |                          |                          |                          |                          |                          |                          |                          |                          |
| Local                                    | Resultado                | Visitante                                |                          |                          |                          |                          |                          |                          |                          |                          |                          |
| Deportivo Madryn                         | 1 - 1                    | Independiente (Neuquén)                  |                          |                          |                          |                          |                          |                          |                          |                          |                          |
| Cipolletti (Río Negro)                   | 0 - 1                    | Deportivo Madryn                         |                          |                          |                          |                          |                          |                          |                          |                          |                          |
| Deportivo Madryn                         | 0 - 0                    | Rivadavia (Lincoln)                      |                          |                          |                          |                          |                          |                          |                          |                          |                          |
| Sansinena (Bahía Blanca)                 | 2 - 1                    | Deportivo Madryn                         |                          |                          |                          |                          |                          |                          |                          |                          |                          |
| Independiente (Neuquén)                  | 1 - 2                    | Deportivo Madryn                         |                          |                          |                          |                          |                          |                          |                          |                          |                          |
| Deportivo Madryn                         | 2 - 1                    | Cipolletti (Río Negro)                   |                          |                          |                          |                          |                          |                          |                          |                          |                          |
| Rivadavia (Lincoln)                      | 0 - 2                    | Deportivo Madryn                         |                          |                          |                          |                          |                          |                          |                          |                          |                          |
| Deportivo Madryn                         | 1 - 0                    | Sansinena (Bahía Blanca)                 |                          |                          |                          |                          |                          |                          |                          |                          |                          |
| Reválida - Segunda etapa                 |                          |                                          |                          |                          |                          |                          |                          |                          |                          |                          |                          |
| Local                                    | Resultado                | Visitante                                |                          |                          |                          |                          |                          |                          |                          |                          |                          |
| Deportivo Madryn                         | 1 - 0                    | Deportivo Roca (General Roca, Río Negro) |                          |                          |                          |                          |                          |                          |                          |                          |                          |
| Deportivo Roca (General Roca, Río Negro) | 1 - 1                    | Deportivo Madryn                         |                          |                          |                          |                          |                          |                          |                          |                          |                          |
| Reválida - Tercera etapa                 |                          |                                          |                          |                          |                          |                          |                          |                          |                          |                          |                          |
| Local                                    | Resultado                | Visitante                                |                          |                          |                          |                          |                          |                          |                          |                          |                          |
| Deportivo Madryn                         | 2 - 0                    | Unión (Sunchales)                        |                          |                          |                          |                          |                          |                          |                          |                          |                          |
| Unión (Sunchales)                        | 1 - 1                    | Deportivo Madryn                         |                          |                          |                          |                          |                          |                          |                          |                          |                          |
| Reválida - Cuarta etapa                  |                          |                                          |                          |                          |                          |                          |                          |                          |                          |                          |                          |
| Local                                    | Resultado                | Visitante                                |                          |                          |                          |                          |                          |                          |                          |                          |                          |
| Deportivo Madryn                         | 4 - 2                    | Gimnasia y Esgrima (Mendoza)             |                          |                          |                          |                          |                          |                          |                          |                          |                          |
| Gimnasia y Esgrima (Mendoza)             | 3 - 0                    | Deportivo Madryn                         |                          |                          |                          |                          |                          |                          |                          |                          |                          |

| Torneo Federal A 2018/19                 | Torneo Federal A 2018/19 | Torneo Federal A 2018/19                 | Torneo Federal A 2018/19 | Torneo Federal A 2018/19 | Torneo Federal A 2018/19 | Torneo Federal A 2018/19 | Torneo Federal A 2018/19 | Torneo Federal A 2018/19 | Torneo Federal A 2018/19 | Torneo Federal A 2018/19 | Torneo Federal A 2018/19 |
| Primera Fase                             | Primera Fase             | Primera Fase                             | Primera Fase             | Primera Fase             | Primera Fase             | Primera Fase             | Primera Fase             | Primera Fase             | Primera Fase             | Primera Fase             | Primera Fase             |
| Local                                    | Resultado                | Visitante                                |                          |                          |                          |                          |                          |                          |                          |                          |                          |
| ---------------------------------------- | ------------------------ | ---------------------------------------- | ------------------------ | ------------------------ | ------------------------ | ------------------------ | ------------------------ | ------------------------ | ------------------------ | ------------------------ | ------------------------ |
| Sansinena (Bahía Blanca)                 | 0 - 0                    | Deportivo Madryn                         |                          |                          |                          |                          |                          |                          |                          |                          |                          |
| Deportivo Madryn                         | 2 - 1                    | Sol de Mayo (Viedma)                     |                          |                          |                          |                          |                          |                          |                          |                          |                          |
| Independiente (Neuquén)                  | 1 - 1                    | Deportivo Madryn                         |                          |                          |                          |                          |                          |                          |                          |                          |                          |
| Deportivo Madryn                         | 1 - 0                    | Cipolletti (Río Negro)                   |                          |                          |                          |                          |                          |                          |                          |                          |                          |
| Villa Mitre (Bahía Blanca)               | 2 - 1                    | Deportivo Madryn                         |                          |                          |                          |                          |                          |                          |                          |                          |                          |
| Deportivo Madryn                         | 1 - 3                    | Alvarado (Mar del Plata)                 |                          |                          |                          |                          |                          |                          |                          |                          |                          |
| Deportivo Roca (General Roca, Río Negro) | 2 - 2                    | Deportivo Madryn                         |                          |                          |                          |                          |                          |                          |                          |                          |                          |
| Deportivo Madryn                         | 2 - 1                    | Ferro (General Pico)                     |                          |                          |                          |                          |                          |                          |                          |                          |                          |
| Deportivo Madryn                         | 1 - 1                    | Sansinena (Bahía Blanca)                 |                          |                          |                          |                          |                          |                          |                          |                          |                          |
| Sol de Mayo (Viedma)                     | 1 - 0                    | Deportivo Madryn                         |                          |                          |                          |                          |                          |                          |                          |                          |                          |
| Deportivo Madryn                         | 1 - 0                    | Independiente (Neuquén)                  |                          |                          |                          |                          |                          |                          |                          |                          |                          |
| Cipolletti (Río Negro)                   | 5 - 3                    | Deportivo Madryn                         |                          |                          |                          |                          |                          |                          |                          |                          |                          |
| Deportivo Madryn                         | 1 - 0                    | Villa Mitre (Bahía Blanca)               |                          |                          |                          |                          |                          |                          |                          |                          |                          |
| Alvarado (Mar del Plata)                 | 3 - 0                    | Deportivo Madryn                         |                          |                          |                          |                          |                          |                          |                          |                          |                          |
| Deportivo Madryn                         | 1 - 0                    | Deportivo Roca (General Roca, Río Negro) |                          |                          |                          |                          |                          |                          |                          |                          |                          |
| Ferro (General Pico)                     | 2 - 1                    | Deportivo Madryn                         |                          |                          |                          |                          |                          |                          |                          |                          |                          |
| Reválida - Primera etapa                 |                          |                                          |                          |                          |                          |                          |                          |                          |                          |                          |                          |
| Local                                    | Resultado                | Visitante                                |                          |                          |                          |                          |                          |                          |                          |                          |                          |
| Ferro (General Pico)                     | 1 - 1                    | Deportivo Madryn                         |                          |                          |                          |                          |                          |                          |                          |                          |                          |
| Deportivo Madryn                         | 2 - 1                    | Independiente (Neuquén)                  |                          |                          |                          |                          |                          |                          |                          |                          |                          |
| Deportivo Roca (General Roca, Río Negro) | 1 - 1                    | Deportivo Madryn                         |                          |                          |                          |                          |                          |                          |                          |                          |                          |
| Deportivo Madryn                         | 1 - 0                    | Cipolletti (Río Negro)                   |                          |                          |                          |                          |                          |                          |                          |                          |                          |
| Deportivo Madryn                         | 1 - 1                    | Ferro (General Pico)                     |                          |                          |                          |                          |                          |                          |                          |                          |                          |
| Independiente (Neuquén)                  | 0 - 1                    | Deportivo Madryn                         |                          |                          |                          |                          |                          |                          |                          |                          |                          |
| Deportivo Madryn                         | 4 - 0                    | Deportivo Roca (General Roca, Río Negro) |                          |                          |                          |                          |                          |                          |                          |                          |                          |
| Cipolleti (Río Negro)                    | 1 - 1                    | Deportivo Madryn                         |                          |                          |                          |                          |                          |                          |                          |                          |                          |
| Reválida - Segunda etapa                 |                          |                                          |                          |                          |                          |                          |                          |                          |                          |                          |                          |
| Local                                    | Resultado                | Visitante                                |                          |                          |                          |                          |                          |                          |                          |                          |                          |
| Deportivo Madryn                         | 2 - 0                    | Villa Mitre (Bahía Blanca)               |                          |                          |                          |                          |                          |                          |                          |                          |                          |
| Villa Mitre (Bahía Blanca)               | 1 - 1                    | Deportivo Madryn                         |                          |                          |                          |                          |                          |                          |                          |                          |                          |
| Reválida - Tercera etapa                 |                          |                                          |                          |                          |                          |                          |                          |                          |                          |                          |                          |
| Local                                    | Resultado                | Visitante                                |                          |                          |                          |                          |                          |                          |                          |                          |                          |
| Deportivo Madryn                         | 1 - 0                    | Chaco For Ever (Resistencia)             |                          |                          |                          |                          |                          |                          |                          |                          |                          |
| Chaco For Ever (Resistencia)             | 0 - 0                    | Deportivo Madryn                         |                          |                          |                          |                          |                          |                          |                          |                          |                          |
| Reválida - Cuarta etapa                  |                          |                                          |                          |                          |                          |                          |                          |                          |                          |                          |                          |
| Local                                    | Resultado                | Visitante                                |                          |                          |                          |                          |                          |                          |                          |                          |                          |
| Deportivo Madryn                         | 3 - 0                    | Sarmiento (Resistencia)                  |                          |                          |                          |                          |                          |                          |                          |                          |                          |
| Sarmiento (Resistencia)                  | 2 - 1                    | Deportivo Madryn                         |                          |                          |                          |                          |                          |                          |                          |                          |                          |
| Reválida - Quinta etapa                  |                          |                                          |                          |                          |                          |                          |                          |                          |                          |                          |                          |
| Local                                    | Resultado                | Visitante                                |                          |                          |                          |                          |                          |                          |                          |                          |                          |
| Deportivo Madryn                         | 0 - 0                    | Alvarado (Mar del Plata)                 |                          |                          |                          |                          |                          |                          |                          |                          |                          |
| Alvarado (Mar del Plata)                 | 4 - 2                    | Deportivo Madryn                         |                          |                          |                          |                          |                          |                          |                          |                          |                          |

| Torneo Federal A 2019/20                  | Torneo Federal A 2019/20 | Torneo Federal A 2019/20                | Torneo Federal A 2019/20 | Torneo Federal A 2019/20 | Torneo Federal A 2019/20 | Torneo Federal A 2019/20 | Torneo Federal A 2019/20 | Torneo Federal A 2019/20 | Torneo Federal A 2019/20 | Torneo Federal A 2019/20 | Torneo Federal A 2019/20 |
| Etapa clasificatoria                      | Etapa clasificatoria     | Etapa clasificatoria                    | Etapa clasificatoria     | Etapa clasificatoria     | Etapa clasificatoria     | Etapa clasificatoria     | Etapa clasificatoria     | Etapa clasificatoria     | Etapa clasificatoria     | Etapa clasificatoria     | Etapa clasificatoria     |
| Local                                     | Resultado                | Visitante                               |                          |                          |                          |                          |                          |                          |                          |                          |                          |
| ----------------------------------------- | ------------------------ | --------------------------------------- | ------------------------ | ------------------------ | ------------------------ | ------------------------ | ------------------------ | ------------------------ | ------------------------ | ------------------------ | ------------------------ |
| Deportivo Madryn                          | 0 - 0                    | Camioneros (Esteban Echeverría)         |                          |                          |                          |                          |                          |                          |                          |                          |                          |
| Villa Mitre (Bahía Blanca)                | 0 - 2                    | Deportivo Madryn                        |                          |                          |                          |                          |                          |                          |                          |                          |                          |
| Deportivo Madryn                          | 3 - 0                    | Deportivo Maipú (Mendoza)               |                          |                          |                          |                          |                          |                          |                          |                          |                          |
| Cipolletti (Río Negro)                    | 1 - 0                    | Deportivo Madryn                        |                          |                          |                          |                          |                          |                          |                          |                          |                          |
| Deportivo Madryn                          | 2 - 0                    | Ferro (General Pico)                    |                          |                          |                          |                          |                          |                          |                          |                          |                          |
| Sp. Peñarol (San Juan)                    | 0 - 0                    | Deportivo Madryn                        |                          |                          |                          |                          |                          |                          |                          |                          |                          |
| Deportivo Madryn                          | 0 - 1                    | Estudiantes (San Luis)                  |                          |                          |                          |                          |                          |                          |                          |                          |                          |
| Olimpo (Bahía Blanca)                     | 0 - 2                    | Deportivo Madryn                        |                          |                          |                          |                          |                          |                          |                          |                          |                          |
| Deportivo Madryn                          | 0 - 0                    | Huracán (Las Heras)                     |                          |                          |                          |                          |                          |                          |                          |                          |                          |
| Sansinena (Bahía Blanca)                  | 1 - 0                    | Deportivo Madryn                        |                          |                          |                          |                          |                          |                          |                          |                          |                          |
| Deportivo Madryn                          | 2 - 0                    | Sol de Mayo (Viedma)                    |                          |                          |                          |                          |                          |                          |                          |                          |                          |
| Desamparados (San Juan)                   | 1 - 1                    | Deportivo Madryn                        |                          |                          |                          |                          |                          |                          |                          |                          |                          |
| Deportivo Madryn                          | 4 - 1                    | Juventud Unida Universitario (San Luis) |                          |                          |                          |                          |                          |                          |                          |                          |                          |
| Círculo Deportivo (Nicanor Otamandi)      | 2 - 1                    | Deportivo Madryn                        |                          |                          |                          |                          |                          |                          |                          |                          |                          |
| Camioneros (Esteban Echeverría)           | 2 - 1                    | Deportivo Madryn                        |                          |                          |                          |                          |                          |                          |                          |                          |                          |
| Deportivo Madryn                          | 0 - 0                    | Villa Mitre (Bahía Blanca)              |                          |                          |                          |                          |                          |                          |                          |                          |                          |
| Deportivo Maipú (Mendoza)                 | 1 - 4                    | Deportivo Madryn                        |                          |                          |                          |                          |                          |                          |                          |                          |                          |
| Deportivo Madryn                          | 2 - 1                    | Cipolletti (Río Negro)                  |                          |                          |                          |                          |                          |                          |                          |                          |                          |
| Ferro (General Pico)                      | 2 - 1                    | Deportivo Madryn                        |                          |                          |                          |                          |                          |                          |                          |                          |                          |
| Deportivo Madryn                          | 1 - 0                    | Sp. Peñarol (San Juan)                  |                          |                          |                          |                          |                          |                          |                          |                          |                          |
| Estudiantes (San Luis)                    | 1 - 0                    | Deportivo Madryn                        |                          |                          |                          |                          |                          |                          |                          |                          |                          |
| Deportivo Madryn                          | -                        | Olimpo (Bahía Blanca)                   |                          |                          |                          |                          |                          |                          |                          |                          |                          |
| Huracán (Las Heras)                       | -                        | Deportivo Madryn                        |                          |                          |                          |                          |                          |                          |                          |                          |                          |
| Deportivo Madryn                          | -                        | Sansinena (Bahía Blanca)                |                          |                          |                          |                          |                          |                          |                          |                          |                          |
| Sol de Mayo (Viedma)                      | -                        | Deportivo Madryn                        |                          |                          |                          |                          |                          |                          |                          |                          |                          |
| Deportivo Madryn                          | -                        | Desamparados (San Juan)                 |                          |                          |                          |                          |                          |                          |                          |                          |                          |
| Juventud Unida Universitario (San Luis)   | -                        | Deportivo Madryn                        |                          |                          |                          |                          |                          |                          |                          |                          |                          |
| Deportivo Madryn                          | -                        | Círculo Deportivo (Nicanor Otamendi)    |                          |                          |                          |                          |                          |                          |                          |                          |                          |
| Torneo cancelado por Pandemia de COVID-19 |                          |                                         |                          |                          |                          |                          |                          |                          |                          |                          |                          |

| Torneo Transición Federal A 2020        | Torneo Transición Federal A 2020 | Torneo Transición Federal A 2020 | Torneo Transición Federal A 2020 | Torneo Transición Federal A 2020 | Torneo Transición Federal A 2020 | Torneo Transición Federal A 2020 | Torneo Transición Federal A 2020 | Torneo Transición Federal A 2020 | Torneo Transición Federal A 2020 | Torneo Transición Federal A 2020 | Torneo Transición Federal A 2020 |
| Etapa clasificatoria                    | Etapa clasificatoria             | Etapa clasificatoria             | Etapa clasificatoria             | Etapa clasificatoria             | Etapa clasificatoria             | Etapa clasificatoria             | Etapa clasificatoria             | Etapa clasificatoria             | Etapa clasificatoria             | Etapa clasificatoria             | Etapa clasificatoria             |
| Local                                   | Resultado                        | Visitante                        |                                  |                                  |                                  |                                  |                                  |                                  |                                  |                                  |                                  |
| --------------------------------------- | -------------------------------- | -------------------------------- | -------------------------------- | -------------------------------- | -------------------------------- | -------------------------------- | -------------------------------- | -------------------------------- | -------------------------------- | -------------------------------- | -------------------------------- |
| Deportivo Madryn                        | 1 - 0                            | Huracán (Las Heras)              |                                  |                                  |                                  |                                  |                                  |                                  |                                  |                                  |                                  |
| Juventud Unida Universitario (San Luis  | 2 - 2                            | Deportivo Madryn                 |                                  |                                  |                                  |                                  |                                  |                                  |                                  |                                  |                                  |
| Deportivo Madryn                        | 2 - 1                            | Sansinena (Bahía Blanca)         |                                  |                                  |                                  |                                  |                                  |                                  |                                  |                                  |                                  |
| Olimpo (Bahía Blanca)                   | 2 - 0                            | Deportivo Madryn                 |                                  |                                  |                                  |                                  |                                  |                                  |                                  |                                  |                                  |
| Deportivo Madryn                        | 1 - 2                            | Villa Mitre (Bahía Blanca)       |                                  |                                  |                                  |                                  |                                  |                                  |                                  |                                  |                                  |
| Deportivo Maipú (Mendoza)               | 3 - 0                            | Deportivo Madryn                 |                                  |                                  |                                  |                                  |                                  |                                  |                                  |                                  |                                  |
| Etapa reclasificatoria                  |                                  |                                  |                                  |                                  |                                  |                                  |                                  |                                  |                                  |                                  |                                  |
| Primera fase                            |                                  |                                  |                                  |                                  |                                  |                                  |                                  |                                  |                                  |                                  |                                  |
| Juventud Unida Universitario (San Luis) | (4) 1 - 1 (5)                    | Deportivo Madryn                 |                                  |                                  |                                  |                                  |                                  |                                  |                                  |                                  |                                  |
| Segunda fase                            |                                  |                                  |                                  |                                  |                                  |                                  |                                  |                                  |                                  |                                  |                                  |
| Chaco For Ever (Resistencia)            | 0 - 1                            | Deportivo Madryn                 |                                  |                                  |                                  |                                  |                                  |                                  |                                  |                                  |                                  |
| Tercera fase                            |                                  |                                  |                                  |                                  |                                  |                                  |                                  |                                  |                                  |                                  |                                  |
| Villa Mitre (Bahía Blanca)              | (3) 1 - 1 (4)                    | Deportivo Madryn                 |                                  |                                  |                                  |                                  |                                  |                                  |                                  |                                  |                                  |
| Cuarta fase                             |                                  |                                  |                                  |                                  |                                  |                                  |                                  |                                  |                                  |                                  |                                  |
| Deportivo Maipú (Mendoza)               | 2 - 0                            | Deportivo Madryn                 |                                  |                                  |                                  |                                  |                                  |                                  |                                  |                                  |                                  |
| Tercer ascenso                          |                                  |                                  |                                  |                                  |                                  |                                  |                                  |                                  |                                  |                                  |                                  |
| San Telmo                               | (3) 0 - 0 (1)                    | Deportivo Madryn                 |                                  |                                  |                                  |                                  |                                  |                                  |                                  |                                  |                                  |

| Torneo Federal A 2021                   | Torneo Federal A 2021 | Torneo Federal A 2021                | Torneo Federal A 2021 | Torneo Federal A 2021 | Torneo Federal A 2021 | Torneo Federal A 2021 | Torneo Federal A 2021 | Torneo Federal A 2021 | Torneo Federal A 2021 | Torneo Federal A 2021 | Torneo Federal A 2021 |
| Etapa clasificatoria                    | Etapa clasificatoria  | Etapa clasificatoria                 | Etapa clasificatoria  | Etapa clasificatoria  | Etapa clasificatoria  | Etapa clasificatoria  | Etapa clasificatoria  | Etapa clasificatoria  | Etapa clasificatoria  | Etapa clasificatoria  | Etapa clasificatoria  |
| Local                                   | Resultado             | Visitante                            |                       |                       |                       |                       |                       |                       |                       |                       |                       |
| --------------------------------------- | --------------------- | ------------------------------------ | --------------------- | --------------------- | --------------------- | --------------------- | --------------------- | --------------------- | --------------------- | --------------------- | --------------------- |
| Deportivo Madryn                        | 1 - 0                 | Círculo Deportivo (Nicanor Otamendi) |                       |                       |                       |                       |                       |                       |                       |                       |                       |
| Ferro (General Pico)                    | 0 - 3                 | Deportivo Madryn                     |                       |                       |                       |                       |                       |                       |                       |                       |                       |
| Deportivo Madryn                        | 3 - 0                 | Villa Mitre (Bahía Blanca)           |                       |                       |                       |                       |                       |                       |                       |                       |                       |
| Desamparados (San Juan)                 | 2 - 1                 | Deportivo Madryn                     |                       |                       |                       |                       |                       |                       |                       |                       |                       |
| Deportivo Madryn                        | 1 - 0                 | Sansinena (Bahía Blanca)             |                       |                       |                       |                       |                       |                       |                       |                       |                       |
| Juventud Unida Universitario (San Luis) | 0 - 2                 | Deportivo Madryn                     |                       |                       |                       |                       |                       |                       |                       |                       |                       |
| Deportivo Madryn                        | 3 - 2                 | Camioneros (Esteban Echeverría)      |                       |                       |                       |                       |                       |                       |                       |                       |                       |
| Huracán (Las Heras)                     | 0 - 1                 | Deportivo Madryn                     |                       |                       |                       |                       |                       |                       |                       |                       |                       |
| Deportivo Madryn                        | 1 - 1                 | Sol de Mayo (Viedma)                 |                       |                       |                       |                       |                       |                       |                       |                       |                       |
| Deportivo Madryn                        | 1 - 0                 | Ciudad Bolívar                       |                       |                       |                       |                       |                       |                       |                       |                       |                       |
| Olimpo (Bahía Blanca)                   | 2 - 0                 | Deportivo Madryn                     |                       |                       |                       |                       |                       |                       |                       |                       |                       |
| Deportivo Madryn                        | 1 - 1                 | Sp. Peñarol (San Juan)               |                       |                       |                       |                       |                       |                       |                       |                       |                       |
| Estudiantes (San Luis)                  | 1 - 2                 | Deportivo Madryn                     |                       |                       |                       |                       |                       |                       |                       |                       |                       |
| Deportivo Madryn                        | 1 - 3                 | Independiente (Chivilcoy)            |                       |                       |                       |                       |                       |                       |                       |                       |                       |
| Cipolletti (Río Negro)                  | 1 - 1                 | Deportivo Madryn                     |                       |                       |                       |                       |                       |                       |                       |                       |                       |
| Círculo Deportivo (Nicanor Otamendi)    | 0 - 1                 | Deportivo Madryn                     |                       |                       |                       |                       |                       |                       |                       |                       |                       |
| Deportivo Madryn                        | 3 - 1                 | Ferro (General Pico)                 |                       |                       |                       |                       |                       |                       |                       |                       |                       |
| Villa Mitre (Bahía Blanca)              | 0 - 0                 | Deportivo Madryn                     |                       |                       |                       |                       |                       |                       |                       |                       |                       |
| Deportivo Madryn                        | 2 - 1                 | Desamparados (San Juan)              |                       |                       |                       |                       |                       |                       |                       |                       |                       |
| Sansinena (Bahía Blanca)                | 1 - 1                 | Deportivo Madryn                     |                       |                       |                       |                       |                       |                       |                       |                       |                       |
| Deportivo Madryn                        | 1 - 0                 | Juventud Unida (San Luis)            |                       |                       |                       |                       |                       |                       |                       |                       |                       |
| Camioneros (Esteban Echeverría)         | 2 - 2                 | Deportivo Madryn                     |                       |                       |                       |                       |                       |                       |                       |                       |                       |
| Deportivo Madryn                        | 2 - 0                 | Huracán (Las Heras)                  |                       |                       |                       |                       |                       |                       |                       |                       |                       |
| Sol de Mayo (Biedma)                    | 0 - 0                 | Deportivo Madryn                     |                       |                       |                       |                       |                       |                       |                       |                       |                       |
| Ciudad Bolívar                          | 1 - 0                 | Deportivo Madryn                     |                       |                       |                       |                       |                       |                       |                       |                       |                       |
| Deportivo Madryn                        | 2 - 1                 | Olimpo (Bahía Blanca)                |                       |                       |                       |                       |                       |                       |                       |                       |                       |
| Sp. Peñarol (San Juan)                  | 1 - 0                 | Deportivo Madryn                     |                       |                       |                       |                       |                       |                       |                       |                       |                       |
| Deportivo Madryn                        | 3 - 1                 | Estudiantes (San Luis)               |                       |                       |                       |                       |                       |                       |                       |                       |                       |
| Independiente (Chivilcoy)               | 1 - 0                 | Deportivo Madryn                     |                       |                       |                       |                       |                       |                       |                       |                       |                       |
| Deportivo Madryn                        | 0 - 0                 | Cipolletti (Río Negro)               |                       |                       |                       |                       |                       |                       |                       |                       |                       |
| Etapa final                             |                       |                                      |                       |                       |                       |                       |                       |                       |                       |                       |                       |
| Local                                   | Resultado             | Visitante                            |                       |                       |                       |                       |                       |                       |                       |                       |                       |
| Deportivo Madryn                        | 1 - 0                 | Racing (Córdoba)                     |                       |                       |                       |                       |                       |                       |                       |                       |                       |

### Estadísticas frente a equipos del Federal A
Desde su ascenso en 2014, el club ha disputado nueve campeonatos (2014, 2015, 2016, 2016/17, 2017/18, 2018/19, 2019/20, Transición 2020 y 2021). Entre 2014 y 2021 enfrentó a 40 equipos diferentes (216 PJ, 94 PG, 56 PE, 66 PP).
| Equipo                                     | Partidos jugados | Partidos ganados | Partidos empatados | Partidos perdidos | Goles a favor | Goles en contra | Serie  |
| ------------------------------------------ | ---------------- | ---------------- | ------------------ | ----------------- | ------------- | --------------- | ------ |
| Guillermo Brown (Puerto Madryn)            | 2                | 0                | 0                  | 2                 | 1             | 4               | 0 - 2  |
| Independiente (Neuquén)                    | 20               | 10               | 5                  | 5                 | 27            | 20              | 10 - 5 |
| General Belgrano (Santa Rosa)              | 5                | 2                | 2                  | 1                 | 4             | 2               | 2 - 1  |
| Deportivo Roca (General Roca, Río Negro)   | 19               | 8                | 7                  | 4                 | 29            | 17              | 8 - 4  |
| Alianza (Cutral Co)                        | 5                | 4                | 0                  | 1                 | 12            | 4               | 4 - 1  |
| C.A.I. (Comodoro Rivadavia)                | 5                | 2                | 0                  | 3                 | 8             | 6               | 2 - 3  |
| Cipolletti (Río Negro)                     | 22               | 12               | 4                  | 6                 | 30            | 26              | 12 - 6 |
| Mitre (Santiago del Estero)                | 2                | 0                | 1                  | 1                 | 2             | 4               | 0 - 1  |
| Ferro (General Pico)                       | 13               | 5                | 3                  | 5                 | 19            | 15              | 5 - 5  |
| Tiro Federal (Bahía Blanca)                | 4                | 2                | 0                  | 2                 | 5             | 7               | 2 - 2  |
| Alvarado (Mar del Plata)                   | 10               | 1                | 4                  | 5                 | 8             | 16              | 1 - 5  |
| Deportivo Maipú (Mendoza)                  | 5                | 3                | 0                  | 2                 | 9             | 6               | 3 - 2  |
| Sportivo (Las Parejas)                     | 2                | 0                | 1                  | 1                 | 2             | 3               | 0 - 1  |
| 9 de julio (Morteros)                      | 1                | 1                | 0                  | 0                 | 3             | 0               | 1 - 0  |
| Tiro Federal (Rosario)                     | 1                | 1                | 0                  | 0                 | 1             | 0               | 1 - 0  |
| Independiente (Chivilcoy)                  | 1                | 1                | 0                  | 0                 | 1             | 0               | 1 - 0  |
| Gutiérrez (Mendoza)                        | 1                | 0                | 1                  | 0                 | 1             | 1               | -      |
| Chaco For Ever (Resistencia)               | 5                | 4                | 1                  | 0                 | 8             | 1               | 4 - 0  |
| Juventud Unida Universitario (San Luis)    | 7                | 4                | 2                  | 1                 | 17            | 11              | 4 - 1  |
| Villa Mitre (Bahía Blanca)                 | 20               | 9                | 6                  | 5                 | 26            | 18              | 9 - 5  |
| Sportivo Belgrano (San Francisco, Córdoba) | 2                | 0                | 0                  | 2                 | 1             | 3               | 0 - 2  |
| Gimnasia y Esgrima (Mendoza)               | 3                | 2                | 0                  | 1                 | 6             | 6               | 2 - 1  |
| Unión (Sunchales)                          | 3                | 1                | 1                  | 1                 | 4             | 4               | 1 - 1  |
| Defensores de Belgrano (Villa Ramallo)     | 1                | 0                | 0                  | 1                 | 0             | 3               | 0 - 1  |
| Agropecuario (Carlos Casares)              | 1                | 0                | 1                  | 0                 | 1             | 1               | -      |
| Juventud Antoniana (Salta)                 | 2                | 0                | 2                  | 0                 | 2             | 2               | -      |
| Sansinena (Bahía Blanca)                   | 10               | 4                | 3                  | 3                 | 9             | 10              | 4 - 3  |
| Rivadavia (Lincoln)                        | 4                | 1                | 2                  | 1                 | 3             | 7               | 1 - 1  |
| Sol de Mayo (Viedma)                       | 5                | 2                | 2                  | 1                 | 5             | 3               | 2 - 1  |
| Sarmiento (Resistencia)                    | 2                | 1                | 0                  | 1                 | 4             | 2               | 1 - 1  |
| Camioneros (Esteban Echeverría)            | 4                | 1                | 2                  | 1                 | 6             | 6               | 1 - 1  |
| Sp. Peñarol (San Juan)                     | 4                | 1                | 2                  | 1                 | 2             | 2               | 1 - 1  |
| Estudiantes (San Luis)                     | 4                | 2                | 0                  | 2                 | 5             | 4               | 0 - 2  |
| Olimpo (Bahía Blanca)                      | 4                | 2                | 0                  | 2                 | 4             | 5               | 2 - 2  |
| Huracán (Las Heras)                        | 4                | 3                | 1                  | 0                 | 4             | 0               | 3 - 0  |
| Desamparados (San Juan)                    | 3                | 1                | 1                  | 1                 | 4             | 4               | 1 - 1  |
| Círculo Deportivo (Nicanor Otamendi)       | 3                | 2                | 0                  | 1                 | 3             | 2               | 2 - 1  |
| Independiente (Chivilcoy)                  | 2                | 0                | 0                  | 2                 | 1             | 4               | 0 - 2  |
| Ciudad Bolívar                             | 2                | 1                | 0                  | 1                 | 1             | 1               | 1 - 1  |
| Racing (Córdoba)                           | 1                | 1                | 0                  | 0                 | 1             | 0               | 1 - 0  |

### Estadísticas frente a equipos de la Primera B
| Equipo    | Partidos jugados | Partidos ganados | Partidos empatados | Partidos perdidos | Goles a favor | Goles en contra | Serie |
| --------- | ---------------- | ---------------- | ------------------ | ----------------- | ------------- | --------------- | ----- |
| San Telmo | 1                | 0                | 1                  | 0                 | 0             | 0               | -     |

### Participación en la Primera B Nacional

#### Detalles por temporada
| Deportivo Madryn                  | 1 - 0 | Agropecuario (Carlos Casares)     |
| Tristán Suárez                    | 1 - 1 | Deportivo Madryn                  |
| Deportivo Madryn                  | 1 - 2 | San Martín (Tucumán)              |
| Defensores de Belgrano            | 1 - 2 | Deportivo Madryn                  |
| Deportivo Madryn                  | 1 - 1 | Brown (Adrogué)                   |
| Chacarita Juniors                 | 0 - 2 | Deportivo Madryn                  |
| Deportivo Madryn                  | 0 - 1 | Guillermo Brown (Puerto Madryn)   |
| Atlético de Rafaela               | 1 - 1 | Deportivo Madryn                  |
| Deportivo Madryn                  | 1 - 1 | Santamarina (Tandil)              |
| Estudiantes (Caseros)             | 0 - 0 | Deportivo Madryn                  |
| Deportivo Madryn                  | 4 - 1 | Atlanta                           |
| San Martín (San Juan)             | 3 - 2 | Deportivo Madryn                  |
| Deportivo Madryn                  | 3 - 2 | Chaco For Ever                    |
| San Telmo                         | 2 - 1 | Deportivo Madryn                  |
| Deportivo Madryn                  | 2 - 0 | Gimnasia (Mendoza)                |
| All Boys                          | 1 - 1 | Deportivo Madryn                  |
| Deportivo Madryn                  | 0 - 1 | Güemes (Santiago del Estero)      |
| Deportivo Riestra                 | 0 - 0 | Deportivo Madryn                  |
| Deportivo Madryn                  | 1 - 1 | Belgrano (Córdoba)                |
| Villa Dálmine                     | 3 - 3 | Deportivo Madryn                  |
| Deportivo Madryn                  | 2 - 0 | Almirante Brown (Isidro Casanova) |
| Gimnasia (Jujuy)                  | 0 - 0 | Deportivo Madryn                  |
| Deportivo Madryn                  | 3 - 2 | Flandria                          |
| Temperley                         | 1 - 1 | Deportivo Madryn                  |
| Deportivo Madryn                  | 0 - 1 | Deportivo Morón                   |
| Estudiantes (Río Cuarto)          | 1 - 1 | Deportivo Madryn                  |
| Deportivo Madryn                  | 1 - 1 | Alvarado (Mar del Plata)          |
| Almagro                           | 1 - 1 | Deportivo Madryn                  |
| Deportivo Madryn                  | 1 - 0 | Nueva Chicago                     |
| Deportivo Maipú (Mendoza)         | 2 - 2 | Deportivo Madryn                  |
| Deportivo Madryn                  | 1 - 1 | Quilmes                           |
| Independiente Rivadavia (Mendoza) | 3 - 0 | Deportivo Madryn                  |
| Deportivo Madryn                  | 1 - 3 | Ferro Carril Oeste                |
| Mitre (Santiago del Estero)       | 1 - 0 | Deportivo Madryn                  |
| Deportivo Madryn                  | 2 - 0 | Sacachispas                       |
| Instituto (Córdoba)               | 3 - 1 | Deportivo Madryn                  |

| Deportivo Madryn                  | 0 - 0 | Chacarita Juniors                 |
| Tristán Suárez                    | 1 - 2 | Deportivo Madryn                  |
| Deportivo Madryn                  | 0 - 1 | Atlanta                           |
| Racing (Córdoba)                  | 3 - 1 | Deportivo Madryn                  |
| Deportivo Madryn                  | 0 - 3 | Deportivo Riestra                 |
| Ferro Carril Oeste                | 0 - 0 | Deportivo Madryn                  |
| Deportivo Madryn                  | 3 - 1 | Gimnasia (Jujuy)                  |
| Quilmes                           | 2 - 0 | Deportivo Madryn                  |
| Deportivo Madryn                  | 0 - 0 | Brown (Adrogué)                   |
| Estudiantes (Caseros)             | 0 - 3 | Deportivo Madryn                  |
| Deportivo Madryn                  | 0 - 1 | Atlético Rafaela                  |
| Deportivo Madryn                  | 2 - 1 | Aldosivi (Mar del Plata)          |
| Villa Dálmine                     | 1 - 3 | Deportivo Madryn                  |
| Deportivo Madryn                  | 2 - 3 | Deportivo Maipú (Mendoza)         |
| Independiente Rivadavia (Mendoza) | 1 - 0 | Deportivo Madryn                  |
| Deportivo Madryn                  | 1 - 0 | Chaco For Ever                    |
| Mitre (Santiago del Estero)       | 1 - 0 | Deportivo Madryn                  |
| Chacarita Juniors                 | 0 - 0 | Deportivo Madryn                  |
| Deportivo Madryn                  | 1 - 0 | Tristán Suárez                    |
| Atlanta                           | 1 - 1 | Deportivo Madryn                  |
| Deportivo Madryn                  | 1 - 0 | Racing (Córdoba)                  |
| Deportivo Riestra                 | 0 - 0 | Deportivo Madryn                  |
| Deportivo Madryn                  | 1 - 0 | Ferro Carril Oeste                |
| Gimnasia (Jujuy)                  | 1 - 0 | Deportivo Madryn                  |
| Deportivo Madryn                  | 0 - 0 | Quilmes                           |
| Brown (Adrogué)                   | 3 - 1 | Deportivo Madryn                  |
| Deportivo Madryn                  | 1 - 1 | Estudiantes (Caseros)             |
| Atlético Rafaela                  | 0 - 0 | Deportivo Madryn                  |
| Aldosivi (Mar del Plata)          | 0 - 0 | Deportivo Madryn                  |
| Deportivo Madryn                  | 4 - 0 | Villa Dálmine                     |
| Deportivo Maipú (Mendoza)         | 0 - 0 | Deportivo Madryn                  |
| Deportivo Madryn                  | 1 - 1 | Independiente Rivadavia (Mendoza) |
| Chaco For Ever                    | 0 - 0 | Deportivo Madryn                  |
| Deportivo Madryn                  | 0 - 2 | Mitre (Santiago de Estero)        |

| Primera B Nacional 2024                               | Primera B Nacional 2024 | Primera B Nacional 2024           | Primera B Nacional 2024 | Primera B Nacional 2024 | Primera B Nacional 2024 | Primera B Nacional 2024 | Primera B Nacional 2024 | Primera B Nacional 2024 | Primera B Nacional 2024 | Primera B Nacional 2024 | Primera B Nacional 2024 |
| Local                                                 | Resultado               | Visitante                         |                         |                         |                         |                         |                         |                         |                         |                         |                         |
| ----------------------------------------------------- | ----------------------- | --------------------------------- | ----------------------- | ----------------------- | ----------------------- | ----------------------- | ----------------------- | ----------------------- | ----------------------- | ----------------------- | ----------------------- |
| Estudiantes (Río Cuarto)                              | 1 - 0                   | Deportivo Madryn                  |                         |                         |                         |                         |                         |                         |                         |                         |                         |
| Deportivo Madryn                                      | 0 - 2                   | Aldosivi                          |                         |                         |                         |                         |                         |                         |                         |                         |                         |
| Mitre (Santiago del Estero)                           | 1 - 0                   | Deportivo Madryn                  |                         |                         |                         |                         |                         |                         |                         |                         |                         |
| Deportivo Madryn                                      | 0 - 0                   | Gimnasia y Tiro (Salta)           |                         |                         |                         |                         |                         |                         |                         |                         |                         |
| Gimnasia (Mendoza)                                    | 2 - 1                   | Deportivo Madryn                  |                         |                         |                         |                         |                         |                         |                         |                         |                         |
| Deportivo Madryn                                      | 0 - 0                   | Nueva Chicago                     |                         |                         |                         |                         |                         |                         |                         |                         |                         |
| Deportivo Morón                                       | 0 - 0                   | Deportivo Madryn                  |                         |                         |                         |                         |                         |                         |                         |                         |                         |
| Deportivo Madryn                                      | 0 - 1                   | Temperley                         |                         |                         |                         |                         |                         |                         |                         |                         |                         |
| Brown (Adrogué)                                       | 0 - 1                   | Deportivo Madryn                  |                         |                         |                         |                         |                         |                         |                         |                         |                         |
| Deportivo Madryn                                      | 2 - 0                   | Almagro                           |                         |                         |                         |                         |                         |                         |                         |                         |                         |
| Defensores de Belgrano                                | 2 - 3                   | Deportivo Madryn                  |                         |                         |                         |                         |                         |                         |                         |                         |                         |
| Deportivo Madryn                                      | 1 - 0                   | Chaco For Ever                    |                         |                         |                         |                         |                         |                         |                         |                         |                         |
| San Telmo                                             | 2 - 1                   | Deportivo Madryn                  |                         |                         |                         |                         |                         |                         |                         |                         |                         |
| Deportivo Madryn                                      | 1 - 1                   | Atlético Rafaela                  |                         |                         |                         |                         |                         |                         |                         |                         |                         |
| Guillermo Brown (Puerto Madryn)                       | 0 - 1                   | Deportivo Madryn                  |                         |                         |                         |                         |                         |                         |                         |                         |                         |
| Defensores Unidos (Zárate)                            | 0 - 0                   | Deportivo Madryn                  |                         |                         |                         |                         |                         |                         |                         |                         |                         |
| Deportivo Madryn                                      | 3 - 0                   | Atlanta                           |                         |                         |                         |                         |                         |                         |                         |                         |                         |
| Almirante Brown (Isidro Casanova)                     | 0 - 1                   | Deportivo Madryn                  |                         |                         |                         |                         |                         |                         |                         |                         |                         |
| Deportivo Madryn                                      | 0 - 0                   | Colón (Santa Fe)                  |                         |                         |                         |                         |                         |                         |                         |                         |                         |
| Deportivo Madryn                                      | 1 - 0                   | Estudiantes (Río Cuarto)          |                         |                         |                         |                         |                         |                         |                         |                         |                         |
| Aldosivi (Mar del Plata)                              | 1 - 0                   | Deportivo Madryn                  |                         |                         |                         |                         |                         |                         |                         |                         |                         |
| Deportivo Madryn                                      | 1 - 0                   | Mitre (Santiago del Estero)       |                         |                         |                         |                         |                         |                         |                         |                         |                         |
| Gimnasia y Tiro (Salta)                               | 0 - 0                   | Deportivo Madryn                  |                         |                         |                         |                         |                         |                         |                         |                         |                         |
| Deportivo Madryn                                      | 0 - 2                   | Gimnasia (Mendoza)                |                         |                         |                         |                         |                         |                         |                         |                         |                         |
| Nueva Chicago                                         | 1 - 1                   | Deportivo Madryn                  |                         |                         |                         |                         |                         |                         |                         |                         |                         |
| Deportivo Madryn                                      | 0 - 0                   | Deportivo Morón                   |                         |                         |                         |                         |                         |                         |                         |                         |                         |
| Temperley                                             | 0 - 1                   | Deportivo Madryn                  |                         |                         |                         |                         |                         |                         |                         |                         |                         |
| Deportivo Madryn                                      | 2 - 1                   | Brown (Adrogué)                   |                         |                         |                         |                         |                         |                         |                         |                         |                         |
| Almagro                                               | 0 - 1                   | Deportivo Madryn                  |                         |                         |                         |                         |                         |                         |                         |                         |                         |
| Deportivo Madryn                                      | 0 - 0                   | Defensores de Belgrano            |                         |                         |                         |                         |                         |                         |                         |                         |                         |
| Chaco For Ever                                        | 0 - 1                   | Deportivo Madryn                  |                         |                         |                         |                         |                         |                         |                         |                         |                         |
| Deportivo Madryn                                      | 1 - 0                   | San Telmo                         |                         |                         |                         |                         |                         |                         |                         |                         |                         |
| Atlético Rafaela                                      | 0 - 0                   | Deportivo Madryn                  |                         |                         |                         |                         |                         |                         |                         |                         |                         |
| Deportivo Madryn                                      | 1 - 0                   | Guillermo Brown (Puerto Madryn)   |                         |                         |                         |                         |                         |                         |                         |                         |                         |
| Deportivo Madryn                                      | 3 - 0                   | Defensores Unidos (Zárate)        |                         |                         |                         |                         |                         |                         |                         |                         |                         |
| Atlanta                                               | 1 - 1                   | Deportivo Madryn                  |                         |                         |                         |                         |                         |                         |                         |                         |                         |
| Deportivo Madryn                                      | 5 - 1                   | Almirante Brown (Isidro Casanova) |                         |                         |                         |                         |                         |                         |                         |                         |                         |
| Colón (Santa Fe)                                      | 1 - 1                   | Deportivo Madryn                  |                         |                         |                         |                         |                         |                         |                         |                         |                         |
| Torneo reducido por el segundo ascenso - Primera fase |                         |                                   |                         |                         |                         |                         |                         |                         |                         |                         |                         |
| Local                                                 | Resultado               | Visitante                         |                         |                         |                         |                         |                         |                         |                         |                         |                         |
| Deportivo Madryn (v.d.)                               | 0 - 0                   | San Miguel                        |                         |                         |                         |                         |                         |                         |                         |                         |                         |
| Torneo reducido por el segundo ascenso - Segunda fase |                         |                                   |                         |                         |                         |                         |                         |                         |                         |                         |                         |
| Local                                                 | Resultado               | Visitante                         |                         |                         |                         |                         |                         |                         |                         |                         |                         |
| Gimnasia (Mendoza)                                    | 3 - 1                   | Deportivo Madryn                  |                         |                         |                         |                         |                         |                         |                         |                         |                         |
| Deportivo Madryn                                      | 1 - 0                   | Gimnasia (Mendoza)                |                         |                         |                         |                         |                         |                         |                         |                         |                         |

| Atlanta                      | 1 - 0 | Deportivo Madryn             |
| Deportivo Madryn             | 1 - 2 | Racing (Córdoba)             |
| Quilmes                      | 1 - 1 | Deportivo Madryn             |
| Deportivo Madryn             | 2 - 1 | San Miguel                   |
| Almagro                      | 1 - 0 | Deportivo Madryn             |
| Deportivo Madryn             | 1 - 0 | Ferro Carril Oeste           |
| Patronato (Paraná)           | 0 - 0 | Deportivo Madryn             |
| Deportivo Madryn             | 1 - 0 | Güemes (Santiago del Estero) |
| San Martín (Tucumán)         | 0 - 0 | Deportivo Madryn             |
| Deportivo Madryn             | 0 - 0 | Tristán Suárez               |
| Gimnasia y Tiro (Salta)      | 1 - 1 | Deportivo Madryn             |
| Deportivo Madryn             | 1 - 1 | Deportivo Maipú (Mendoza)    |
| Los Andes                    | 2 - 1 | Deportivo Madryn             |
| Alvarado (Mar del Plata)     | 0 - 2 | Deportivo Madryn             |
| Deportivo Madryn             | 2 - 1 | All Boys                     |
| Arsenal                      | 1 - 1 | Deportivo Madryn             |
| Deportivo Madryn             | 3 - 1 | Colegiales                   |
| Deportivo Madryn             | 1 - 1 | Atlanta                      |
| Racing (Córdoba)             | 2 - 3 | Deportivo Madryn             |
| Deportivo Madryn             | 3 - 1 | Quilmes                      |
| San Miguel                   | 1 - 1 | Deportivo Madryn             |
| Deportivo Madryn             | 2 - 1 | Almagro                      |
| Ferro Carril Oeste           | 1 - 1 | Deportivo Madryn             |
| Deportivo Madryn             | 2 - 0 | Patronato (Paraná)           |
| Güemes (Santiago del estero) | 1 - 3 | Deportivo Madryn             |
| Deportivo Madryn             | 3 - 1 | San Martín (Tucumán)         |
| Tristán Suárez               | 2 - 2 | Deportivo Madryn             |
| Deportivo Madryn             | -     | Gimnasia y Tiro (Salta)      |
| Deportivo Maipú (Mendoza)    | -     | Deportivo Madryn             |
| Deportivo Madryn             | -     | Los Andes                    |
| Deportivo Madryn             | -     | Alvarado (Mar del Plata)     |
| All Boys                     | -     | Deportivo Madryn             |
| Deportivo Madryn             | -     | Arsenal                      |
| Colegiales                   | -     | Deportivo Madryn             |

### Participación en Copa Argentina de Fútbol
Con el fin de integrar a equipos de todo el país en un mismo y único certamen, la Asociación del Fútbol Argentino dispuso que a partir del año 2011 se reeditara la antigua Copa Argentina, cuyas primeras ediciones habían tenido lugar en los años 1969 y 1970. De la competencia tomaron parte todos los clubes de las categorías afiliadas directamente a AFA (Primera División, Primera B Nacional, Primera B Metropolitana, Primera C y Primera D) junto a los indirectamente afiliados a través del Consejo Federal, nucleados en el Torneo Argentino A y Argentino B y dos representantes de las provincias sin equipos en dichas categorías (Tierra del Fuego y La Rioja), totalizando 186 clubes.
Deportivo Madryn inició su incursión en esta Copa Argentina 2011-12 a partir de la Segunda Eliminatoria, en la Zona Interior, enfrentando en condición de local al también valletano Racing Club de Trelew, cayendo por 2 a 1 y siendo así eliminado en su debut copero.
La participación más destacada del club en dicho torneo fue la de la temporada 2022. Allí, eliminó a Huracán de Parque Patricios en los Treintaidosavos de final, disputados en el Estadio Marcelo Bielsa en Rosario y a Tigre en los Dieciseisavos de final, para luego caer por penales frente a Quilmes en los Octavos de final. Ambos encuentros se disputaron en el Estadio Juan Carmelo Zerillo de la ciudad de La Plata. De esta manera Deportivo Madryn se convirtió en el primer y único club de la Patagonia en alcanzar los Octavos de final de la Copa Argentina.

#### Copa Argentina 2011-12
Segunda Eliminatoria
| Local            | Resultado | Visitante            |
| ---------------- | --------- | -------------------- |
| Deportivo Madryn | 1 - 2     | Racing Club (Trelew) |

#### Copa Argentina 2012-13
Fase Inicial - Primera Eliminatoria
| Local            | Resultado | Visitante            |
| ---------------- | --------- | -------------------- |
| Deportivo Madryn | 1 - 0     | Racing Club (Trelew) |

Fase Inicial - Segunda Eliminatoria
| Local                       | Resultado | Visitante        |
| --------------------------- | --------- | ---------------- |
| C.A.I. (Comodoro Rivadavia) | 5 - 2     | Deportivo Madryn |

#### Copa Argentina 2013-14
Fase Preliminar Regional II
| Local            | Resultado | Visitante |
| ---------------- | --------- | --------- |
| Deportivo Madryn | GP        | -         |

Fase Preliminar Regional III
| Local                         | Resultado     | Visitante        |
| ----------------------------- | ------------- | ---------------- |
| Deportivo Roca (General Roca) | 1 - 1 (p:3-1) | Deportivo Madryn |

#### Copa Argentina 2014-15
Fase Clasificatoria Regional - Grupo A
| Local                           | Resultado     | Visitante        |
| ------------------------------- | ------------- | ---------------- |
| Guillermo Brown (Puerto Madryn) | 0 - 0 (p:3-0) | Deportivo Madryn |

#### Copa Argentina 2015-16
Fase preliminar regional - Grupo A
| Local             | Resultado | Visitante         |
| ----------------- | --------- | ----------------- |
| Germinal (Rawson) | 0 - 1     | Deportivo Madryn  |
| Deportivo Madryn  | 4 - 0     | Germinal (Rawson) |

Treintaidosavos de final
| Local                         | Resultado | Visitante        |
| ----------------------------- | --------- | ---------------- |
| Gimnasia y Esgrima (La Plata) | 2 - 1     | Deportivo Madryn |

#### Copa Argentina 2016-17
Fase preliminar regional - Grupo A
| Local                  | Resultado     | Visitante              |
| ---------------------- | ------------- | ---------------------- |
| Cipolletti (Río Negro) | 2 - 1         | Deportivo Madryn       |
| Deportivo Madryn       | 2 - 1 (p:2-4) | Cipolletti (Río Negro) |

#### Copa Argentina 2018-19
Fase preliminar regional - Primera fase
| Local                   | Resultado | Visitante               |
| ----------------------- | --------- | ----------------------- |
| Independiente (Neuquén) | 0 - 0     | Deportivo Madryn        |
| Deportivo Madryn        | 3 - 0     | Independiente (Neuquén) |

Fase preliminar regional - Segunda fase
| Local                | Resultado | Visitante            |
| -------------------- | --------- | -------------------- |
| Deportivo Madryn     | 2 - 1     | Sol de Mayo (Viedma) |
| Sol de Mayo (Viedma) | 2 - 0     | Deportivo Madryn     |

#### Copa Argentina 2019-20
Fase preliminar regional
| Local                | Resultado | Visitante            |
| -------------------- | --------- | -------------------- |
| Sol de Mayo (Viedma) | 0 - 2     | Deportivo Madryn     |
| Deportivo Madryn     | 5 - 1     | Sol de Mayo (Viedma) |

Treintaidosavos de final
| Local    | Resultado | Visitante        |
| -------- | --------- | ---------------- |
| Platense | 0 - 1     | Deportivo Madryn |

Dieciseisavos de final
| Local            | Resultado | Visitante |
| ---------------- | --------- | --------- |
| Deportivo Madryn | 0 - 1     | Banfield  |

#### Copa Argentina 2022
Treintaidosavos de final
| Local   | Resultado     | Visitante        |
| ------- | ------------- | ---------------- |
| Huracán | 0 - 0 (p:3-4) | Deportivo Madryn |

Dieciseisavos de final
| Local | Resultado     | Visitante        |
| ----- | ------------- | ---------------- |
| Tigre | 3 - 3 (p:2-4) | Deportivo Madryn |

Octavos de final
| Local   | Resultado     | Visitante        |
| ------- | ------------- | ---------------- |
| Quilmes | 1 - 1 (p:4-1) | Deportivo Madryn |

## Presidentes del club
| Período   | Presidente             |
| 1924/1931 | Rafael Cosentino       |
| 1931/1939 | Hildo J. Olmedo        |
| 1939/41   | Rafael Cosentino       |
| 1941/42   | Jofré Pérez Macchi     |
| 1942/43   | Juan Fernández         |
| 1943/1945 | Diógenes García        |
| 1945/1955 | Emilio J. de Kirchmayr |
| 1955/1957 | Arturo Posse           |
| 1957/1959 | Armando Fernández      |
| 1959/1961 | Arturo Posse           |
| 1961/1963 | Raúl César Oroz        |
| 1963/1967 | Gabino Giuggia         |
| 1967/1968 | Jorge E. Hanssen       |

| Período   | Presidente            |
| 1968/1971 | Enrique Moore         |
| 1971/1972 | Carlos A. Vidal       |
| 1972/1975 | Oscar Betancur        |
| 1975/1979 | Arturo Posse          |
| 1980/1984 | Hugo Daniel Palma     |
| 1984/1988 | Abel Sastre           |
| 1988      | Severino González     |
| 1988/2001 | Luján Barrientos      |
| 2001/2004 | Miguel Antín          |
| 2004/2008 | Ricardo Daniel Sastre |
| 2008/2022 | Gustavo Sastre        |
| 2022/     | Ricardo Daniel Sastre |

## Marcha
El autor de la letra y compositor de la música fue Orestes Cúfaro (1906-1972), reconocido tanguero nacido en la ciudad de Rosario, quien tuvo a su cargo la orquesta para los carnavales de 1935 en el club Boca Juniors, y además trabajó en distintas oportunidades, ya sea componiendo o musicalizando, junto a otras personalidades del tango como Azucena Maizani, Tita Merello y el mismísimo Carlos Gardel.

## Uniforme
- Uniforme titular: Camiseta a franjas verticales negras y amarillas, pantalón negro, medias negras.
- Uniforme suplente: Camiseta blanca, pantalón blanco, medias blancas.
- Uniforme alternativo: Camiseta roja con vivos negros, pantalón rojo, medias rojas.

La actual equipación del club es fabricada por la marca deportiva Coach Argentina, luego de vestir durante 13 años Sport 2000. Anteriormente han sido proveedoras del club las marcas Flash (2003), Dana (2004-2005) y Atlantic Sports (A'S) (2006-2007). En la presente temporada el patrocinador principal de su camiseta es la empresa local de construcción Fabri S.A.
| Período       | Proveedor       |
| ------------- | --------------- |
| 1980-1983     | Sportlandia     |
| 1984-1994     | Adidas          |
| 1994-2001     | Puma            |
| 2001-2003     | Elitex          |
| 2003-2004     | Flash           |
| 2004-2006     | Dana            |
| 2006-2007     | Atlantic Sports |
| 2007-2020     | Sport 2000      |
| 2020-presente | Coach           |

| Período       | Patrocinador        |
| ------------- | ------------------- |
| 1980-1993     | Puerto Madryn       |
| 1994-2002     | La Anónima          |
| 2002-2003     | Harengus            |
| 2003-2005     | Iberconsa           |
| 2005          | Pereira Argentina   |
| 2006-2010     | Diario Jornada      |
| 2010-2011     | Expreso Richter     |
| 2012          | Pan American Silver |
| 2013-2014     | Diario Jornada      |
| 2014-2017     | Isenbeck            |
| 2018-2021     | Fabri               |
| 2021-2024     | Ruta 40             |
| 2024-presente | Banco Macro         |

## Estadio
El estadio del club se llama Estadio Abel Sastre y fue inaugurado el 19 de noviembre de 2006, en un cotejo disputado entre Deportivo Madryn y su similar de Alianza de Cutral Có (Neuquén), por la duodécima fecha del Apertura 2006 de la temporada 2006/07 del Torneo Argentino B. Posee una capacidad para 8.000 personas y es el segundo de la ciudad en este ámbito. Está emplazado dentro del complejo deportivo "Leopoldo Remussi", también perteneciente al Deportivo Madryn.
Con motivo de la celebración de su primer aniversario, fue el escenario, en diciembre de 2007, de un encuentro amistoso entre el anfitrión, Deportivo Madryn, y la Selección Argentina Sub-20, el cual fue transmitido en vivo y en directo hacia todo el país por el canal deportivo TyC Sports.
En noviembre de 2011, albergó los dos entrenamientos que el plantel de River Plate realizó previo a su choque con Guillermo Brown por la decimoquinta fecha de la temporada 2011/12 de la Primera B Nacional. Debido a la enorme afluencia de fanáticos millonarios que se acercaron a las inmediaciones del estadio, el cuerpo técnico de River decidió realizar la práctica a puertas abiertas. Alrededor de 5000 personas presenciaron el entrenamiento.

## Instalaciones

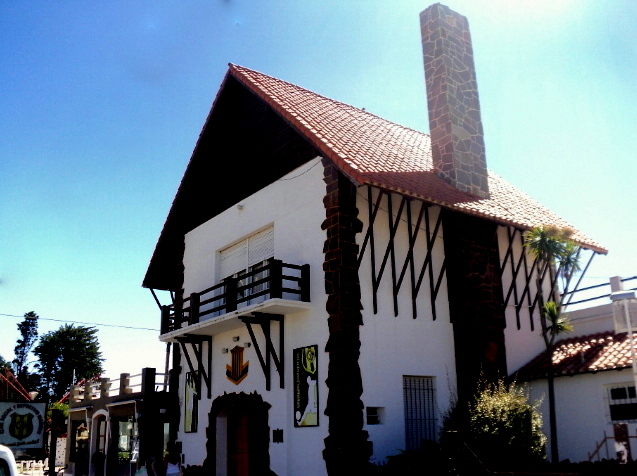
Sede de Deportivo Madryn sobre la rambla madrynense.

Durante sus primeros años, el club careció de una sede social fija, y deambuló por distintos espacios. En un principio, un hombre llamado Juan Fernández le facilitó un salón ubicado en la que hoy es la calle Marcos A. Zar, entre las que actualmente se llaman 28 de Julio y Roque Sáenz Peña, para que se pudieran llevar a cabo reuniones. Posteriormente, en la década de 1940, la institución adquirió una casa situada en la calle Belgrano, entre San Martín y Marcos A. Zar. Por esos años comenzó a proyectarse la construcción de una sede social. Se barajaron dos opciones: la primera, edificarla en un predio en la calle Belgrano, la segunda, emplazarla en un terreno alejado, en la Avenida Roca al 600. La votación acabó en empate y fue el presidente Emilio Kirchmayr, uno de los más notables mandatarios de la entidad portuaria, quien decantó por la segunda opción, pese a las reticencias de varios socios a los que no les convencía levantar una obra de envergadura en un sitio tan apartado. Los terrenos fueron cedidos por la firma inglesa "The Port Madryn Company" y a cargo de la construcción estuvo el arquitecto Albano, junto a Antonio Bernardi e Ismael Zunino. La obra se inició en 1948. La sede social, ubicada en la Avenida Roca 516, finalmente fue inaugurada el 13 de mayo de 1951, bajo la presidencia de Emilio Jorge Kirchmayr, y en ella actuó la orquesta de Juan Canaro. Este edificio es un fragmento grande de la historia del Aurinegro. Por muchos años fue epicentro de grandes bailes y reuniones del por entonces pequeño pueblo de Puerto Madryn. Al momento de la inauguración no existían otras construcciones a su alrededor y con el tiempo, el crecimiento de la ciudad dejó ubicada a la sede en pleno centro. Las vitrinas del club se exhiben dentro del salón principal, junto a una galería fotográfica con los retratos de cada uno de los presidentes de la entidad. En los últimos años ha sufrido algunas remodelaciones, incorporándose un amplio quincho y el llamado "Shopping Madryn Club", centro de venta de indumentaria y merchandising del equipo que funcionó entre 2006 y 2010. En la misma cuadra donde se sitúa la sede, se encuentra el natatorio "Hermandad del Escrófalo", techado y climatizado, también propiedad del Deportivo Madryn.
Entre las calles Espora y Fontana se encuentran unas de las instalaciones más antiguas y emblemáticas del club. Allí se levanta el "viejo" Palacio Aurinegro, recinto que albergó los años dorados del básquet aurinegro en el segundo lustro de los '80 y en el primero de los '90. Fue inaugurado bajo la presidencia de Arturo Posse, el 27 de mayo de 1979, y nombrado por las autoridades como "Gimnasio Ciudad de Puerto Madryn". El populismo de sus hinchas y mismos dirigentes llevaron a denominarlo "Palacio Aurinegro". En la inauguración se presentó la orquesta de Mariano Mores. Otros artistas de renombre como Luis Alberto Spinetta (en el año 1982, junto a Almendra, presentando su disco El valle interior), ofrecieron espectáculos en este recinto.
Parte de sus tribunas fueron trasladadas al actual estadio de fútbol, y hoy es utilizado para las disciplinas infantiles de fútbol y hockey. Junto al viejo Palacio Aurinegro, durante muchos años, estuvo ubicada la antigua cancha de fútbol del club, habilitada desde el 8 de mayo de 1932. A modo de homenaje, el mástil de aquella cancha fue colocado en el actual estadio.

### Complejo polideportivo Leopoldo Remussi
Este complejo alberga los estadios "Nuevo palacio aurinegro", también llamado Luján Barrientos, "Coliseo Del Golfo", También llamado Abel Sastre, el Microestadio, Cancha Auxiliar "Walter casado", Cancha Auxiliar Sintética y próximamente se crearán dos Canchas de Tenis, Cancha de Hockey, Pileta Olímpica y lugares de recreación para sus hinchas. Está emplazado a las afueras de la ciudad, a pocos metros de la empresa productora de aluminio, Aluar, y de la costa marítima. El ingreso principal es por la Avenida Kenneth Woodley.

#### Nuevo Palacio Aurinegro
El Nuevo Palacio Aurinegro fue inaugurado el 2 de noviembre de 2004, en un partido de la Liga Nacional de Básquet, en el que Deportivo Madryn cayó derrotado por Boca Juniors con un marcador de 86-88.
El estadio posee una capacidad de 3,500 espectadores aproximadamente, y está considerado entre los mejores de Argentina.

#### Cancha auxiliar "Walter Casado"
La cancha auxiliar de fútbol actual carece de gradas y posee una superficie de tierra. Normalmente es utilizada para los partidos de las divisiones inferiores y del equipo de primera división de la Liga del Valle. Si bien con anterioridad ya cobijaba los encuentros de divisiones menores, luego de su refacción fue inaugurada oficialmente el 14 de abril de 2013.

#### Nuevo gimnasio
En julio de 2012, cerca de 200 socios reunidos en asamblea aprobaron el proyecto presentado por la comisión directiva, encabezada por el presidente Gustavo Sastre, por el cual el "viejo" Palacio Aurinegro será cedido a la Fundación Confraternidad Evangelística Misionera Internacional (CEMI), la cual a cambio financiará la construcción de un nuevo gimnasio para el club, ubicado dentro del Complejo Polideportivo "Leopoldo Remussi", junto al Nuevo Palacio Aurinegro y el Coliseo del Golfo, destinado a la práctica de fútbol infantil, básquet, hockey, balonmano y vóley.

#### Hermandad del Escrófalo
El club, además de sus instalaciones, posee un micro que transporta a sus distintas delegaciones.

colectivo deportivo madryn

## Jugadores

### Plantel 2025
- Actualizado el 13 de junio de 2025

- Los equipos argentinos están limitados a tener un cupo máximo de seis jugadores extranjeros, aunque solo cinco podrán firmar la planilla del partido

#### Altas
| Invierno            |                |                        |          |
| Santiago Postel     | Defensa        | Platense               | Préstamo |
| Nicolás Maná        | Centrocampista | General Caballero      | Libre    |
| Ezequiel Montagna   | Delantero      | San Martín de San Juan | Libre    |
| Verano              |                |                        |          |
| Lucas Toffoletti    | Guardameta     | Argentinos Juniors     | Libre    |
| Víctor Cabrera      | Defensa        | Instituto de Córdoba   | Libre    |
| Alejandro Gutiérrez | Defensa        | Gimnasia y Esgrima (M) | Libre    |
| Diego Martínez      | Defensa        | Patronato de Paraná    | Libre    |
| Pablo Minissale     | Defensa        | Argentinos Juniors     | Préstamo |
| Lucas Pruzzo        | Defensa        | Agente libre           | Libre    |
| Agustín Sosa        | Defensa        | Temperley              | Libre    |
| Pedro Velurtas      | Defensa        | Boca Juniors           | Préstamo |
| Thiago Yossen       | Defensa        | Colón de Santa Fe      | Libre    |
| Abel Bustos         | Centrocampista | Racing de Córdoba      | Libre    |
| Bautista Cascini    | Centrocampista | Sol de América         | Libre    |
| Juan Galeano        | Centrocampista | Atlético Rafaela       | Libre    |
| Elías Ayala         | Delantero      | Belgrano de Córdoba    | Libre    |
| Bruno Juncos        | Delantero      | Talleres de Córdoba    | Libre    |
| Matías Nouet        | Delantero      | Brown de Adrogué       | Libre    |
| Germán Rivero       | Delantero      | Talleres (RdE)         | Libre    |
| Luis Silba          | Delantero      | Gimnasia y Esgrima (M) | Libre    |
| Nazareno Solís      | Delantero      | Boca Juniors           | Préstamo |
| Gonzalo Torres      | Delantero      | Lanús                  | Libre    |

#### Bajas
| Invierno               |                |                                |                       |
| Víctor Cabrera         | Defensa        | Agente libre                   | Rescisión de contrato |
| Pedro Velurtas         | Defensa        | Boca Juniors                   | Fin del préstamo      |
| Matías Nouet           | Delantero      | All Boys                       | Rescisión de contrato |
| Gonzalo Torres         | Delantero      | Agente libre                   | Rescisión de contrato |
| Verano                 |                |                                |                       |
| Mauricio Nievas        | Guardameta     | Germinal de Rawson             | Fin de contrato       |
| Diego Braghieri        | Defensa        | Agente libre                   | Fin de contrato       |
| Pablo Calderón         | Defensa        | Ñublense                       | Fin de contrato       |
| Alan Moreno            | Defensa        | Villa Mitre de Bahía Blanca    | Fin de contrato       |
| Hernán Zuliani         | Defensa        | Defensa y Justicia             | Fin del préstamo      |
| Enzo Arreguín          | Centrocampista | Tristán Suárez                 | Fin del préstamo      |
| Marcos Rivadero        | Centrocampista | Atlético San Jorge             | Fin de contrato       |
| Joaquín Rojas          | Centrocampista | Sportivo Italiano              | Fin de contrato       |
| Nicolás Sánchez        | Centrocampista | Agropecuario de Carlos Casares | Fin de contrato       |
| Julián Eseiza          | Delantero      | Godoy Cruz de Mendoza          | Fin del préstamo      |
| Jonatan Palacio        | Delantero      | Flandria                       | Fin de contrato       |
| Jerónimo Porto Lapegüe | Delantero      | San Telmo                      | Fin de contrato       |

#### Cesiones
| Jugador         | Posición  | Destino                 | Fin del préstamo |
| --------------- | --------- | ----------------------- | ---------------- |
| Álvaro Dionisio | Defensa   | Rampla Juniors          | 31-12-2025       |
| Mauro Peinipil  | Defensa   | Independiente Rivadavia | 31-12-2025       |
| Rafael Ferro    | Delantero | El Linqueño             | 31-12-2025       |

## Entrenadores

### Cuerpo técnico
| Cuerpo técnico 2024    | Cuerpo técnico 2024 |
| Cargo                  | Nombre              |
| ---------------------- | ------------------- |
| Director técnico       | Leandro Gracián     |
| Ayudante de campo      | Manuel León         |
| Ayudante de campo      |                     |
| Preparador físico      | Pablo Santella      |
| Entrenador de arqueros | German Jaime        |
| Utilero                | José Báez           |
| Médico                 | Marcelo Ballari     |
| Kinesiólogo            | Rodrigo Carrizo     |
| Traumatólogo           | Bandera de ?        |
| Masajista              | Matías Sanz         |
| Delegados              | Bandera de ?        |

### Cronología de entrenadores
| - Raimundo Menghini (1965) - Pablo Collazo (1981-1982) - Francisco Urrutia (1982) - Francisco del Valle (1986-1987) - Francisco Urrutia (1988) - Francisco del Valle (1998) - Horacio Griffiths (2003-2004) - Mario Noremberg (2004) - Horacio Griffiths (2005) | - Juan Inacio (2005-2006) - Roberto Oliver (2006-2007) - Julio Román (2007-2008) - Gustavo Echaniz (2008) - Julio Román (2008-2009) - Jaime Giordanella (2010) - Roberto Oliver (2011) - Julio César Toresani (2011-2012) - Cristian Domizzi (2012-2013) | - Pedro Arancibia (2013) - Orlando Portalau (2013-2014) - Jorge Izquierdo (2015-2016) - Andrés Rebottaro (2016) - Edgard Galeano (2016-2017) - Víctor Swenger (2017) - Salvador Mónaco (2017) - Luis Murúa (2017-2018) - Jorge Izquierdo (2018-2020) - Ricardo Pancaldo (2020-2023) - Andrés Yllana (2023-2024) - Gastón Esmerado (2024-2024) - Leandro Gracian (2024-) |

## Datos del club

### Temporadas
- Temporadas en 2.ª división: 4
  - Primera Nacional: 4 (2022-)

- Temporadas en 3.ª División: 9
  - Torneo Federal A: 9 (2014-2021)
    - Mejor posición: Campeón (2021)
    - Mejores resultados:
      - 5 - 1 vs. Alianza de Cutral Có (2014)
      - 4 - 0 vs. C.A.I. (2015)
      - 4 - 0 vs. Deportivo Roca (2016)
      - 4 - 0 vs. Deportivo Roca (2019)

    - Peores resultados:
      - 0 - 6 vs. Rivadavia de Lincoln (2017)
      - 1 - 4 vs. Villa Mitre de Bahía Blanca (2016)
      - 1 - 4 vs. Ferro de General Pico (2017)

    - Mayor cantidad de victorias consecutivas: 5 (Torneo Federal A 2015 y 2017/18)
    - Mayor cantidad de empates consecutivos: 6 (Entre los últimos cuatro partidos del Torneo Federal A 2016/17 y los primeros dos del 2017/18)
    - Mayor cantidad de derrotas consecutivas: 3 (Entre los dos últimos partidos del Federal A 2016 y el primero del 2016/17, 2017/18 y Torneo de Transición Federal A 2020)
    - Mayor cantidad de victorias en un torneo: 19 (en el Torneo Federal A 2015, sobre 36 partidos)
    - Mayor cantidad de empates en un torneo: 11 (en el Torneo Federal A 2016/17, sobre 26 partidos y en el 2018/19 sobre 32 partidos)
    - Mayor cantidad de derrotas en un torneo: 11 (en el Torneo Federal A 2015, sobre 36 partidos)
    - Mayor cantidad de partidos invicto: 13 (en el Torneo Federal A 2018/19)
    - Mayor efectividad en un torneo: 58 % (en el Torneo Federal A 2015, con 19 victorias, 6 empates y 11 derrotas)
    - Menor efectividad en un torneo: 36 % (en el Torneo de Transición Federal A 2020, con 3 victorias, 4 empates y 4 derrotas)

- Temporadas en 4.ª División: 11
  - Torneo Argentino B: 11 (2003-2014)
    - Mejor posición: Campeón (2013/14)
    - Mejores resultados:
      - 9 - 0 vs. Liniers de Bahía Blanca (2014)
      - 8 - 1 vs. Alianza de Cutral Có (2005)
      - 7 - 0 vs. Tres de Mayo de Bariloche (2004)
      - 6 - 0 vs. Alianza de Cutral Có (2006)
      - 6 - 0 vs. Petrolero Austral de Río Gallegos (2013)
      - 5 - 0 vs. Tres de Mayo de Bariloche (2004)
      - 5 - 0 vs. Mac Allister de La Pampa (2004)
      - 5 - 0 vs. Deportivo Roca (2010)

    - Peores resultados:
      - 0 - 4 vs. Cipolletti de Río Negro (2007)

    - Mayor cantidad de victorias consecutivas: 12 (Temporada 2013/14)
    - Mayor cantidad de empates consecutivos: 5 (Entre la 1.ª Fase de la Ronda Final de la Temporada 05/06 y las primeras cuatro fechas del Apertura de la Temporada 06/07)
    - Mayor cantidad de derrotas consecutivas: 4 (Temporada 2008/09)
    - Mayor cantidad de victorias en un torneo: 25 (en la Temporada 2013/14, sobre 31 partidos)
    - Mayor cantidad de empates en un torneo: 10 (en la Temporada 2006/07, sobre 30 partidos)
    - Mayor cantidad de derrotas en un torneo: 11 (en la Temporada 2012/13, sobre 28 partidos)
    - Mayor cantidad de partidos invicto: 23 (en la Temporada 2013/14)
    - Mayor efectividad en un torneo: 83 % (en la temporada 2013/14, con 25 victorias, 3 empates y 3 derrotas)
    - Menor efectividad en un torneo: 44 % (en la Temporada 2006/07, con 10 victorias, 10 empates y 10 derrotas)

- Participaciones en Copa Argentina: 8
  - Mejor posición: octavos de final en Copa Argentina 2022-23
  - Mejores resultados: 
    - 5 - 1 vs Sol de Mayo de Viedma (2020)
    - 4 - 0 vs Germinal de Rawson (2016)

  - Peores resultados: 2 - 5 vs CAI de Comodoro Rivadavia (2012)

## Palmarés

### Torneos zonales (27)
- Asociación Deportiva del Chubut (3): Campeonato 1935, Campeonato 1936, Campeonato 1937.[34]
- Liga de Fútbol Valle del Chubut (24): Oficial 1949, Oficial 1951, Torneo Competencia 1956, Preparación 1958, Preparación 1959, Oficial 1959, Clausura 1959, Preparación 1960, Oficial 1960, Preparación 1961, Oficial 1961, Oficial 1962, Oficial 1963, Preparación 1964, Oficial 1981, Oficial 1982, Apertura 2003, Clausura 2006, Apertura 2007, Clausura 2010, Clausura 2013, Apertura 2016, Clausura 2022 y Clausura 2025.

Además, Deportivo Madryn se consagró campeón de la temporada 2003, tras derrotar al campeón del Torneo Clausura, Almirante Storni.

### Torneos provinciales
- Campeonato Provincial (2): 1951; 1964.[2]

### Torneos federales
- Torneo Federal A (1): 2021
- Torneo Argentino B (1): Temporada 2013/14

## Otras disciplinas

### Básquet
Si bien nació como un club abocado a la práctica de fútbol y hasta el día de hoy esta se mantiene como su actividad principal, fue el básquet el deporte que mayor resonancia alcanzó y con el que el club trascendió las fronteras provinciales y se hizo lugar en la escena nacional.
Luego de algunos intentos infructuosos por imponerse a nivel provincial durante el primer lustro de la década de los '80, Deportivo Madryn, dirigido por Daniel Allende, logró despachar a su archirrival Guillermo Brown por ajustado marcador de 63 a 62, cristalizando así la clasificación a la Liga Nacional C, tercer escalafón del baloncesto argentino en aquellos años. El día de la consagración fue el 19 de diciembre de 1984. Madryn salió victorioso en cinco de los seis partidos que disputó. Los jugadores que el técnico Allende utilizó en el torneo fueron "Cirilo" García, Donatti, De la Vega, "Jerry" Vicentela, Valenzuela, Araujo, Paolella, N. García, Castelnuovo, Marcilla, Costa y Etchaide.
Para afrontar el Regional de la Liga Nacional, llegaron al club Alejandro Meschini, Waldemar Cardona y Eddie Roberson, de 2,05 metros de altura, el primer norteamericano en vestir la camiseta aurinegra. Para julio de 1986 se integró Nelson Abrany, y en agosto del mismo año arribó el uruguayo Ramiro de León, para hacerse cargo de la dirección técnica.
De manera sufrida se obtuvo la clasificación al Octogonal Final por el ascenso, tras derrotar en tiempos suplementarios a Deportivo Roca y Gimnasia de Comodoro. El Octogonal Final estuvo conformado por los clubes Atlético Regina (Villa Regina, Río Negro), Comunicaciones (Pergamino, Buenos Aires), San Miguel, Costa Sud (Tres Arroyos, Buenos Aires), Boca Juniors (Capital Federal), Gimnasia y Esgrima (Pergamino, Buenos Aires), Ciclista (Junín, Buenos Aires) y Deportivo Madryn. Para esta etapa el club decidió reemplazar a Roberson por Elnes Bolling.
Madryn doblegó como local a Atlético Regina y más tarde se llevó de Buenos Aires dos triunfos clave ante Costa Sud y Ciclista. De nuevo en Puerto Madryn se impuso a Gimnasia y Esgrima y luego a Comunicaciones, el 22 de noviembre de 1986, lo que lo consagró a falta de dos juegos y determinó su ascenso a la Liga Nacional B. Ya consumado el objetivo, cayó en los encuentros restantes ante Boca y San Miguel.
En el plantel campeón se destacó el base bahiense Jorge Cirilo García, que lo integró junto a Elnes Bolling, Fabio Sanz, Waldemar Cardona, Claudio Donatti, Nelson Abrany, Rodolfo Marcilla, Eddie Roberson, Luis Di Meglio, Adrián Castelnuovo, Carlos Valenzuela y Walter Paolella, este último que en el mismo año fue determinante también para salvar del descenso al primer equipo de fútbol, anotando cinco goles en los partidos de promoción.
En 1987, ya participando de la segunda categoría, Deportivo Madryn superó al Deportivo Morón por 114 a 100, marcando en el historial, el primer triunfo como visitante del equipo aurinegro en una Liga Nacional de Básquet.
Jugó en esta divisional hasta 1988, año en el que descendió, tras caer en su propio reducto en el tercer juego Play Off, frente a Independiente de La Pampa por 113 a 92 (quedando abajo en la serie por 3 a 0), para regresar en 1990 y mantenerse hasta la temporada 1993/94.
En diciembre del año 2003, Deportivo Madryn se alzó con el título en la primera edición de la Liga Patagónica de Básquet, tras vencer en la final al siempre difícil Gimnasia y Esgrima de Comodoro Rivadavia, imponiéndose en el último encuentro por un marcador de 90 a 76. Ambos equipos llegaron a este partido definitorio tras imponerse a los clubes Hispano Americano (Río Gallegos) y Centro Deportivo Municipal (Río Grande) en el cuadrangular final del torneo, disputado en el "Viejo" Palacio Aurinegro.
Pero el paso más importante en este deporte se dio en el año 2004, cuando la empresa pesquera Conarpesa adquiere la plaza de Liga Nacional dejada por el club Pico FC, y le da al club la posibilidad de participar de la élite del baloncesto argentino. Prevmente Conarpesa, el equipo de básquet perteneciente a la pesquera homónima, había participado de tres temporadas del TNA, oficiando de local en el Palacio Aurinegro, estadio del club, habiéndose quedado a las puertas del ascenso en las temporadas 2002/03, perdiendo la Final frente a Central Entrerriano, y 2003/04, cayendo también en la Final ante Regatas de Corrientes.
Para el debut en la máxima categoría se armó un plantel competitivo, al mando de Oscar “Huevo” Sánchez y se llegó hasta las semifinales, siendo eliminado por Ben Hur de Rafaela (Santa Fe), que fue el campeón del torneo. Sin dudas la más grande actuación de Deportivo Madryn en esa temporada, fue la eliminación a Atenas de Córdoba, máximo estandarte de la Liga Nacional, por los cuartos de final, en una serie que se definió por 3-2.
La segunda temporada llegó repleta de complicaciones. Disuelto el acuerdo con Conarpesa, máximo patrocinador y sostén económico principal del equipo, el club debió arreglárselas para poder mantener la categoría. El plantel de aquel año, aún dirigido por Sánchez, es recordado por el carisma que demostró a la hora de pelear el descenso.
Luego de ese trabajoso año, Deportivo Madryn formó un equipo realmente competitivo, con aspiraciones a lograr algo grande. El director técnico del equipo fue Fabio Demti y en el plantel se sumaron jugadores de la talla de Alejandro Burgos, Andy Rodríguez, Ryan Carrol, entre otros. Después de un comienzo inesperado (Quita de un punto por incidentes, lesiones y fallas arbitrales determinantes) en el que el Aurinegro terminó en las últimas posiciones de la primera fase, el equipo levantó y alcanzó su máximo nivel, cosechando una excelente racha de triunfos consecutivos, alcanzando los Play Offs, eliminando a Sionista de Paraná y siendo derrotado, en cuartos de final, por el campeón sudamericano de ese año, Libertad de Sunchales.
Terminada la temporada 2006/2007, sin un soporte económico suficiente, el club vendió su plaza de primera división, terminando así su excursión por el básquet grande de la Repúplica Argentina.
Entre las mejores figuras que pasaron por el equipo se encuentran Sebastián Acosta, Diego Prego, Jonathan Treise, Alejandro Burgos, Andy Rodríguez y los norteamericanos Ryan Carrol y Robert Battle, este último convirtiéndose en el máximo reboteador de la Liga Nacional en la temporada 2004/05 (10.5 reb/p).
En la temporada 2008/09 la institución participó en la Liga Nacional B (3.ª categoría del básquet argentino) en conjunto con su rival histórico, Guillermo Brown. La fusión tuvo por nombre "Ciudad de Puerto Madryn" y unió nada más y nada menos que a los dos grandes del deporte madrynense.
De esta manera, Deportivo Madryn se convirtió en uno de los pocos clubes en haber participado de todas las categorías actuales del básquet argentino, habiéndolo hecho en la Liga Nacional A, el TNA (Torneo Nacional de Ascenso), Liga Nacional B (Fusionado a Brown como "Ciudad de Puerto Madryn"), todas en el ámbito nacional, y la Liga Patagónica de Básquet, en el plano regional. También compitió en la Liga Nacional B cuando ésta actuaba como segunda categoría del básquet argentino.
Hoy por hoy, además de hacerlo en los torneos organizados por la Asociación de Básquet del Este del Chubut (ABECh), el club ha participado en la Liga Patagónica de Básquetbol (Una suerte de 4.ª categoría del básquet argentino), en donde se medía ante equipos de la zona y ante su rival preferido, Guillermo Brown, y de la cual fue campeón en su primera edición, en el año 2003.
Estadísticas Liga Nacional A
| - Participaciones: 3 (Temporadas 04/05; 05/06; 06/07) - Partidos Jugados: 151 (75 triunfos, 76 derrotas) - Ubicaciones: - Temporada 04/05: 4.º (Semifinales) - Temporada 05/06: 13.º - Temporada 06/07: 7.º (Cuartos de final) |

### Natación con aletas
La natación ha ocupado un lugar de privilegio a lo largo de la historia, no sólo de Deportivo Madryn, sino de la ciudad. El Club Madryn es el único en la localidad portuaria que cuenta con pileta de natación olímpica. Es el núcleo de esta actividad en Puerto Madryn y de él han surgido destacados deportistas, como Miguel Casado, que entre 1980 y 1990 se ubicó en la cúspide de la natación con aletas a nivel nacional, conquistando en varias oportunidades el Torneo Argentino, integrando combinados argentinos en certámenes internacionales, y compitiendo y haciendo podio en distintas carreras en Italia, país cuya Federación de Deportes Subacuáticos le ofreció trabajar en su seleccionado.
Además, los nadadores Juan Nicoletti y Florencia Ruiz Díaz, surgidos en el club, han participado del Campeonato Mundial de Natación con Aletas. En el celebrado en Egipto en el año 2003, Ruiz Díaz finalizó en undécimo puesto entre 42 participantes, mientras que Nicoletti lo hizo en el puesto 24 entre 34 competidores. Este último volvió a intervenir en un Campeonato Mundial, esta vez en el celebrado en Francia, en el año 2005, con apenas 17 años de edad. Ambos atletas se han coronado campeones argentinos de natación con aletas.

### Otras secciones deportivas
Otras disciplinas que se practican en el club son la gimnasia rítmica y aeróbica, el hockey, las artes marciales, el patín sobre ruedas y el ajedrez. Además, se dictan clases de tango y salsa.